# Francisco de Goya

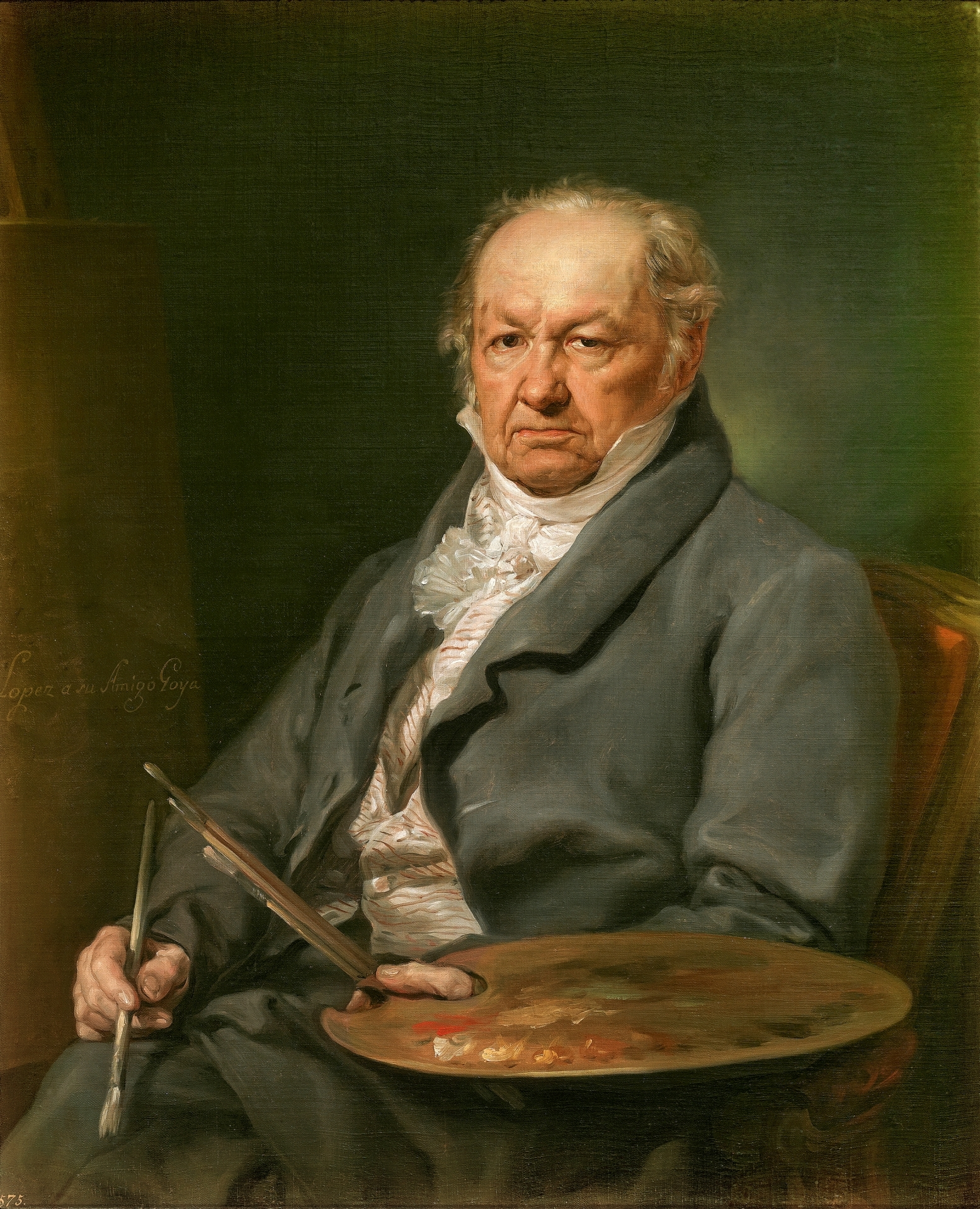
Retrato del pintor Francisco de Goya (1826), por Vicente López, Museo del Prado, Madrid.

Francisco José de Goya y Lucientes (Fuendetodos, 30 de marzo de 1746-Burdeos, 16 de abril de 1828) fue un pintor y grabador español. Su obra abarca la pintura de caballete y mural, el grabado y el dibujo. Su estilo evolucionó desde el rococó, pasando por el neoclasicismo, hasta el prerromanticismo, siempre interpretados de una forma personal y original, y siempre con un rasgo subyacente de naturalismo, del reflejo de la realidad sin una visión idealista que la edulcore ni desvirtúe, donde es igualmente importante el mensaje ético. Para Goya la pintura es un vehículo de instrucción moral, no un simple objeto estético. Sus referentes más contemporáneos fueron: Giambattista Tiepolo y Anton Raphael Mengs, aunque también recibió la influencia de Diego Velázquez y Rembrandt. El arte goyesco supone uno de los puntos de inflexión que entre los siglos xviii y xix anuncian la pintura contemporánea y es precursor de algunas de las vanguardias pictóricas del siglo XX, especialmente el expresionismo. Por todo ello, se lo considera uno de los artistas españoles más relevantes y uno de los grandes maestros de la historia del arte mundial.
Además, su obra refleja el convulso periodo histórico en que vive, particularmente la guerra de la Independencia, de la que la serie de estampas de Los desastres de la guerra es casi un reportaje moderno de las atrocidades cometidas y compone una visión exenta de heroísmo donde las víctimas son siempre los individuos de cualquier clase y condición. Elogiado por Gustave Doré y E.T.A. Hoffmann, Charles Baudelaire describió su Capricho 43, El sueño de la razón produce monstruos, como "cauchemar plein de choses inconnues" (una pesadilla llena de cosas desconocidas).
Gran popularidad tiene su Maja desnuda, en parte favorecida por la polémica generada en torno a la identidad de la bella retratada. De comienzos del siglo XIX datan también otros retratos que emprenden el camino hacia el nuevo arte burgués. Al final del conflicto hispano-francés pintó dos grandes cuadros a propósito de los sucesos del levantamiento del 2 de Mayo de 1808, que sentaron un precedente tanto estético como temático para el cuadro de historia, que no solo comenta sucesos próximos a la realidad que vive el artista, sino que alcanza un mensaje universal. Entre otros trabajos suyos, su obra culminante abarca los Disparates, al igual que la serie de pinturas al óleo sobre el muro seco, las Pinturas negras, con que decoró su casa de campo, la Quinta del Sordo. En ellas Goya anticipó la pintura contemporánea y los variados movimientos de vanguardia que marcarían el siglo XX y son, según J. M. Matilla, jefe de Conservación de Dibujos y Estampas del Museo Nacional del Prado, «las primeras manifestaciones del carácter verdaderamente moderno de Goya, al que no debemos dudar en calificar de primer artista moderno».

Un modelo romántico para los románticos; un impresionista para los impresionistas, Goya más tarde se convirtió en un expresionista para los expresionistas y un precursor del surrealismo para los surrealistas.
Nigel Glendinning

Tras un lento aprendizaje en su tierra natal, en el ámbito estilístico del Barroco tardío y las estampas devotas, viajó a Italia en 1770, donde trabó contacto con el incipiente neoclasicismo, que adoptó cuando marchó a Madrid a mediados de esa década, junto con un pintoresquismo costumbrista rococó derivado de su nuevo trabajo como pintor de cartones para los tapices de la Real Fábrica de Tapices de Santa Bárbara. El magisterio en esta actividad y en otras relacionadas con la pintura de corte lo imponía en aquella época Anton Raphael Mengs, mientras que el pintor español más reputado era Francisco Bayeu, que fue cuñado de Goya.
Una grave enfermedad que lo aquejó en 1793 lo llevó a acercarse a una pintura más creativa y original, que expresaba temáticas menos amables que los modelos que había pintado para la decoración de los palacios reales. Una serie de cuadritos en hojalata realizada durante su convalecencia a los que él mismo denominaba de «capricho e invención», inician la fase madura de la obra del artista y la transición hacia la estética romántica.
La obra de Goya incluye unos quinientos óleos y pinturas murales, además de cerca de trescientos aguafuertes y litografías y centenares de dibujos. La mayoría se conserva en el madrileño Museo del Prado, aunque también hay un buen número de obras atribuidas a Goya en Zaragoza, y fuera de España, en Francia,(Museo del Louvre, Agen, Bayona, Besançon, Castres, Lille y Estrasburgo), así como en Suiza, Reino Unido y Estados Unidos, entre otros países.
Sin embargo, al estudiar a Goya, un punto fundamental a tener en cuenta es que debido a la creciente demanda de obras del artista a partir de su muerte, existe un gran número de cuadros falsamente atribuidos a Goya en museos de todo el mundo y en colecciones privadas. Siguiendo la interpretación de Goya realizada por los románticos franceses (luego extendida a España y al resto del mundo),muchos pintores del siglo XIX como Leonardo Alenza o Eugenio Lucas Velázquez realizaron obras de baja calidad que hicieron pasar deliberadamente por "Goyas" imitando su estilo más tardío, enfatizando su faceta grotesca y fantasmagórica, y utilizando una pincelada suelta y figuras desdibujadas. Entre los incontables casos, algunos ejemplos son Visión fantasmal, La misa de parida o Incendio de un hospital. Otras atribuciones son más difíciles de distinguir, debiéndose algunas a la mano del contemporáneo de Goya Agustín Esteve. Es importante por lo tanto tener en cuenta que en algunas atribuciones a Goya entran en juego intereses económicos (cuando pertenecen a marchantes y coleccionistas) y de estatus (en el caso de los museos).

## Goya en Zaragoza: años de formación (1746-1774)

### Nacimiento y juventud

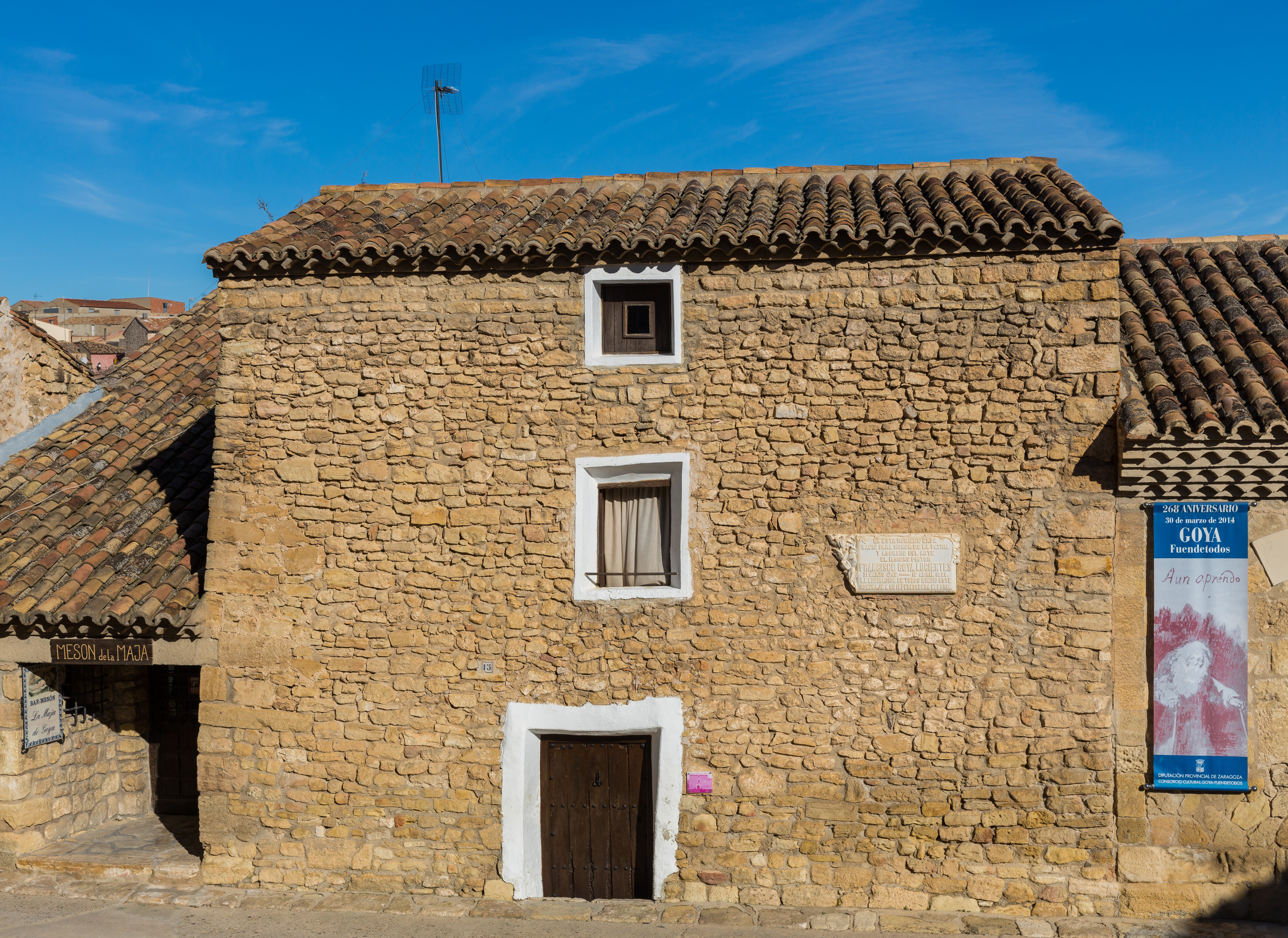
Casa natal de Francisco de Goya en Fuendetodos, provincia de Zaragoza.

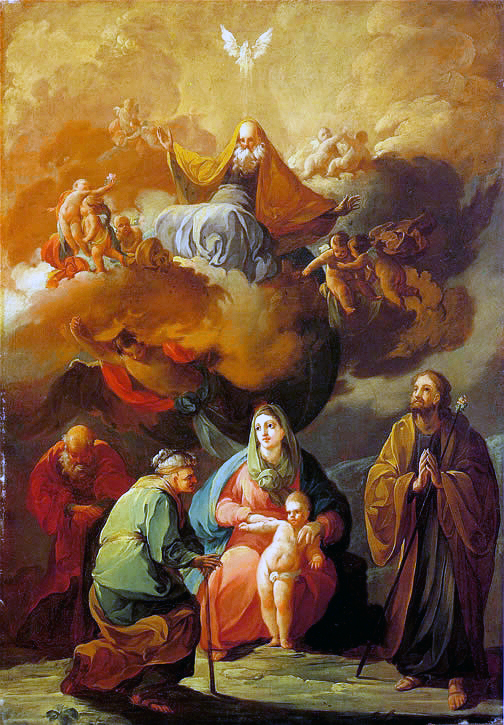
La Triple generación (entre 1760 y 1769, Jerez de la Frontera, colección particular).

Francisco de Goya y Lucientes nació en 1746 en el seno de una familia de mediana posición social de Zaragoza, que ese año se había trasladado al pueblo de Fuendetodos, situado a unos cuarenta kilómetros al sur de la capital, en tanto se rehabilitaba la casa donde vivían. Su padre, Braulio José Goya y Franque, era un artesano de cierto prestigio, maestro dorador, cuyas relaciones laborales sin duda contribuyeron a la formación artística de Francisco. Su madre se llamaba Gracia Lucientes Salvador, de una familia de la pequeña nobleza venida a menos.
La casa se hallaba en la calle de la Alhóndiga n.º 15 y pertenecía a Miguel Lucientes, su tío materno. Fue el penúltimo de seis hijos; su hermano menor, Mariano, nació en 1750. Al año siguiente de su nacimiento volvieron a Zaragoza, si bien los Goya mantuvieron siempre el contacto con el pueblo natal del futuro pintor, como revela el que su hermano mayor, Tomás, que siguió el oficio del padre, instalara allí su taller en 1789. Uno de sus hermanos, Camilo, fue capellán en Chinchón.
El linaje paterno de Francisco de Goya es oriundo de Zerain, localidad guipuzcoana en la que nació su tatarabuelo, Domingo de Goya. El profesor García-Mercadal ha estudiado los ancestros del pintor aragonés, demostrando que sus cuatro abuelos pertenecían a familias de la pequeña nobleza.
Cuando Francisco tenía poco más de diez años, ya comenzados sus estudios primarios probablemente en el colegio de Santo Tomás de Aquino de las Escuelas Pías de Zaragoza, la familia atravesó dificultades económicas que pudieron obligar al jovencísimo Goya a ayudar con su trabajo a superar la crisis. Quizá este hecho explique que su ingreso en la Academia de Dibujo de Zaragoza, dirigida por José Luzán, no se produjera hasta 1759, una edad (trece años) algo tardía para lo que era habitual. De su actividad durante el aprendizaje con Luzán, que se prolongaría hasta 1763, se sabe poco y, en palabras de Valeriano Bozal, «nada [de la pintura de Goya] se conserva de aquellos años». Sin embargo, se han atribuido a esta etapa algunos cuadros de tema religioso que acusan el estilo barroco tardío napolitano de su primer maestro, que se puede percibir en Sagrada Familia con San Joaquín y Santa Ana ante el Eterno en gloria, datada, según José Manuel Arnaiz, entre 1760 y 1763. José Gudiol Ricart, sin embargo, lo data entre 1768 y 1769. De estos momentos fue igualmente el Armario relicario de Fuendetodos —tristemente desaparecido durante la guerra civil española—, fechado entre 1762 y 1763.
Goya, en todo caso, fue un pintor cuyo aprendizaje progresó lentamente y su obra de madurez se reveló tarde. No es extraño que no obtuviera el primer premio en el concurso de pintura de tercera categoría convocado por la Real Academia de Bellas Artes de San Fernando en 1763 —consistente en una copia a lápiz de la estatua de un sileno—, en su primer viaje a Madrid, en el que el jurado no le otorgó ningún voto en competencia con Gregorio Ferro. Tres años más tarde, esta vez en la convocatoria de primera clase, volvió a intentarlo a fin de obtener una beca de formación en Roma, de nuevo sin éxito: elaboró un óleo titulado La emperatriz Marta y Alfonso el Sabio, pero ganó el concurso su futuro cuñado, Ramón Bayeu.
Esta decepción pudo motivar su acercamiento al pintor Francisco Bayeu —con cuya familia tenían parentesco los Goya—, que había sido llamado a Madrid en 1763 por Mengs para colaborar en la decoración del Palacio Real de Madrid. En diciembre de 1764 un primo de Bayeu se casó con una tía de Goya. Es muy probable que el pintor de Fuendetodos se trasladara a la capital de España por estas fechas en busca de protección y nuevo maestro, como indica el hecho de que Goya se presentara en Italia en 1771 como discípulo de Bayeu.
En 1765 realizó un fresco para los jesuitas de Alagón titulado Exaltación del nombre de Jesús y, al año siguiente, una serie de Los padres de la Iglesia Latina u Occidental para los jesuitas de Calatayud.

### Viaje a Italia

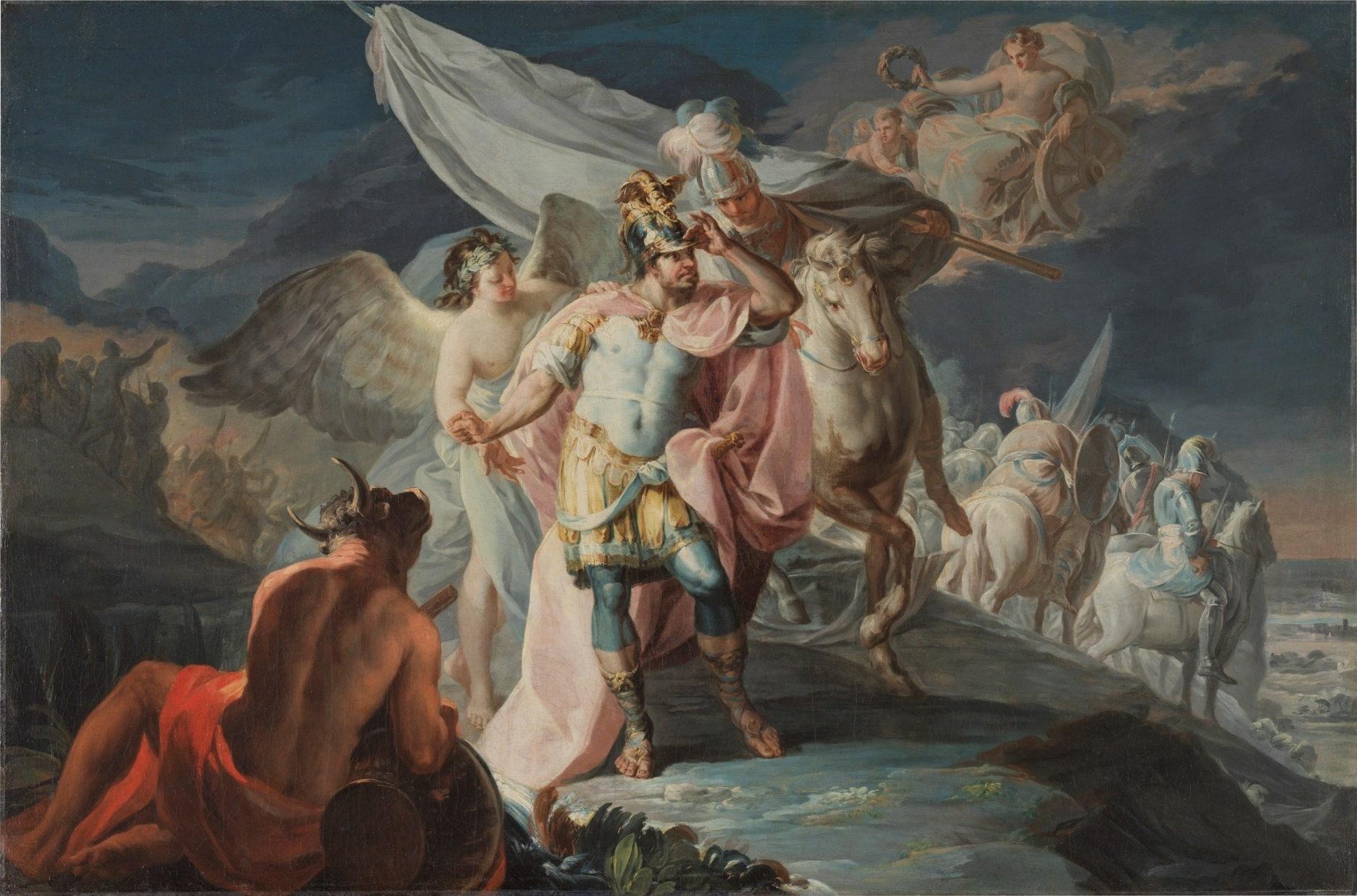
Aníbal vencedor, 1770 (Museo del Prado; adquirida en 2020 a la Fundación Selgas-Fagalde de Cudillero por los Amigos del Prado).

Tras los dos intentos frustrados de obtener apoyo material para llevar a cabo el obligado viaje para estudiar a los maestros italianos in situ, Goya, con sus propios recursos, partió hacia Roma, Venecia, Bolonia y otras ciudades italianas, donde estudió la obra de Guido Reni, Rubens, Paolo Veronese o Rafael, entre otros grandes pintores.
Acerca de su recorrido y actividades durante este viaje de estudios existe un valioso documento, un cuaderno de apuntes denominado Cuaderno italiano, conservado en el Museo del Prado, con dibujos —algunos meros rasguños— y anotaciones que van de 1770 a 1786. A diferencia de los álbumes de dibujos distinguidos con una letra que va desde la A a la H, siguiendo un orden cronológico, en los que se encuentra el grueso de la obra gráfica de Goya, una expresión muy valiosa de su arte por la libertad y rapidez con que están ejecutados, el Cuaderno italiano es un taccuino, un cuaderno de apuntes artísticos a la vez que diario íntimo en el que anotó las obras y ciudades que llamaron su atención en su recorrido por Italia o los nombres de sus hijos, con la parroquia en que fueron bautizados, cuentas de gastos y dibujos.

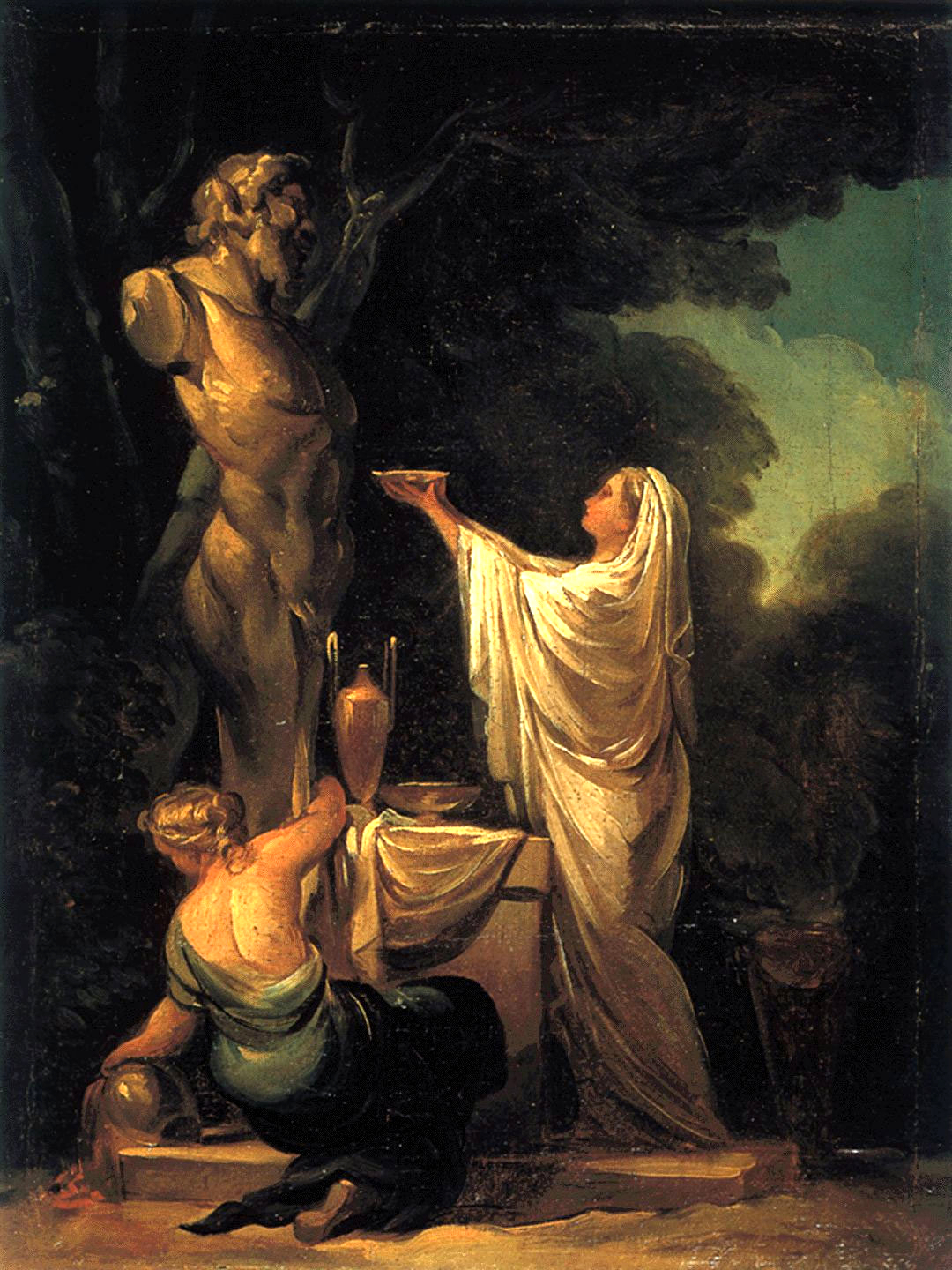
Sacrificio a Pan, c. 1771,, colección particular, Zaragoza. Obra atribuida a Goya que, con su posible pareja, el firmado Sacrificio a Vesta, la habría pintado durante su estancia en Italia.

Partió en marzo o abril de 1770 y, después de pasar por Turín, Milán y Pavía, se estableció en Roma, en casa del pintor polaco Tadeusz Kuntze. Durante su estancia conoció al grabador Giovanni Battista Piranesi, cuya obra le influyó poderosamente. En abril de 1771 envió su Aníbal vencedor contempla por primera vez Italia desde los Alpes (Museo del Prado) al concurso de pintura con tema obligado convocado por la Academia de Parma. El motivo propuesto, de género histórico, tomaba su argumento de un soneto de Carlo Innocenzo Frugoni. Si bien no obtuvo en el certamen el máximo galardón, consistente en una medalla de oro de cinco libras —que se otorgó a Paolo Borroni—, sí recibió una mención especial del jurado, que señaló que:

El cuadro contraseñado con el verso de Virgilio —Iam tandem Italiae fugientis prendimus oras— ha obtenido seis votos. Se ha observado en él con placer un fácil manejo del pincel, una cálida expresión en el rostro y en la actitud de Aníbal, un carácter grandioso, y de haberse acercado más al verso sus tintas y la composición al argumento, habría puesto en duda la palma alcanzada por el primero. 
 Es su autor el Sr. Francisco Goja Romano, discípulo del Sr. Francisco Vayeu, Pintor de Cámara de S. M. Católica.

Su Aníbal, durante mucho tiempo perdido y atribuido a Corrado Giaquinto, muestra cómo el aragonés se ha despojado de las convencionales composiciones de estampa devota aprendidas de José Luzán y del cromatismo tardobarroco (rojos, azules oscuros e intensos y glorias anaranjadas como representación de lo sobrenatural religioso) para adoptar una invención más arriesgada, inspirada en los modelos clasicistas, así como una paleta de tonos pasteles, rosados, suaves azules y grises perla. Goya asumió con esta obra la estética neoclásica y recurrió a la alegoría mitológica en figuras como el minotauro que representa las fuentes del río Po o la Victoria laureada bajando del cielo en el carro de la Fortuna, para lo que buscó su inspiración en la Iconología de Cesare Ripa, pero fueron precisamente estas figuras alegóricas, ajenas al argumento propuesto, una de las razones que esgrimió el jurado para negarle el premio.
Ya a mediados de 1771, Goya volvió a España, quizá urgido por la enfermedad de su padre –en cuya casa se instaló– o por haber recibido el encargo de la Junta de Fábrica del Pilar de realizar una pintura mural para la bóveda del coreto de la capilla de la Virgen. Ese año consta domiciliado en la calle del Arco de la Nao de Zaragoza, y hay constancia de que pagaba una contribución como artesano, por lo que ya entonces trabajaba de forma autónoma.

### Pintura mural y religiosa en Zaragoza

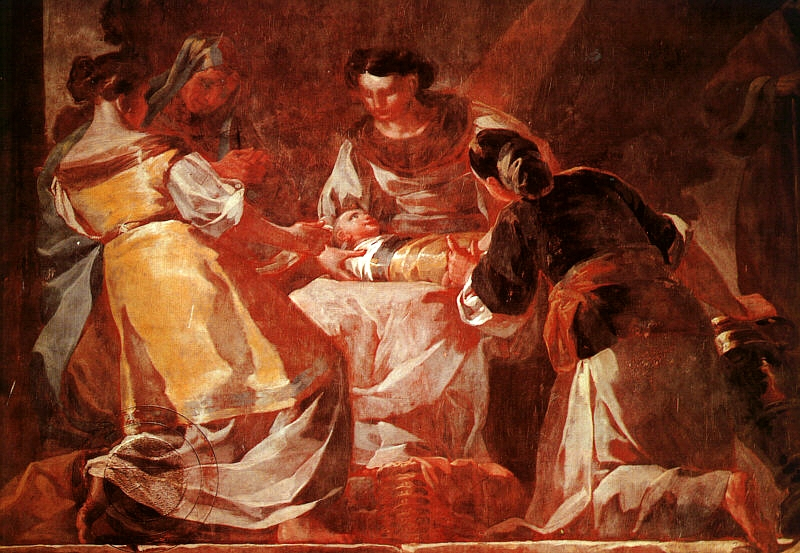
Detalle del Nacimiento de la Virgen, de la serie de pinturas de la Cartuja del Aula Dei, 1774.

Los años que pasó en Zaragoza tras retornar de Italia fueron de actividad intensa. Inmediatamente después de regresar habría emprendido la realización de las pinturas murales de la capilla del palacio de Sobradiel, un conjunto de pinturas al óleo sobre los muros que fue arrancado y pasado a lienzo en 1915, dispersándose luego las piezas. De entre ellas –tres conservadas en el Museo de Zaragoza y alguna perdida– destaca la que originalmente ocupaba el techo de la capilla, El entierro de Cristo del Museo Lázaro Galdiano, basado en una composición de Simon Vouet. La intervención de Goya en ellas es, con todo, un asunto debatido, habiéndose atribuido más recientemente a Diego Gutiérrez Fita, un poco conocido pintor de Barbastro.

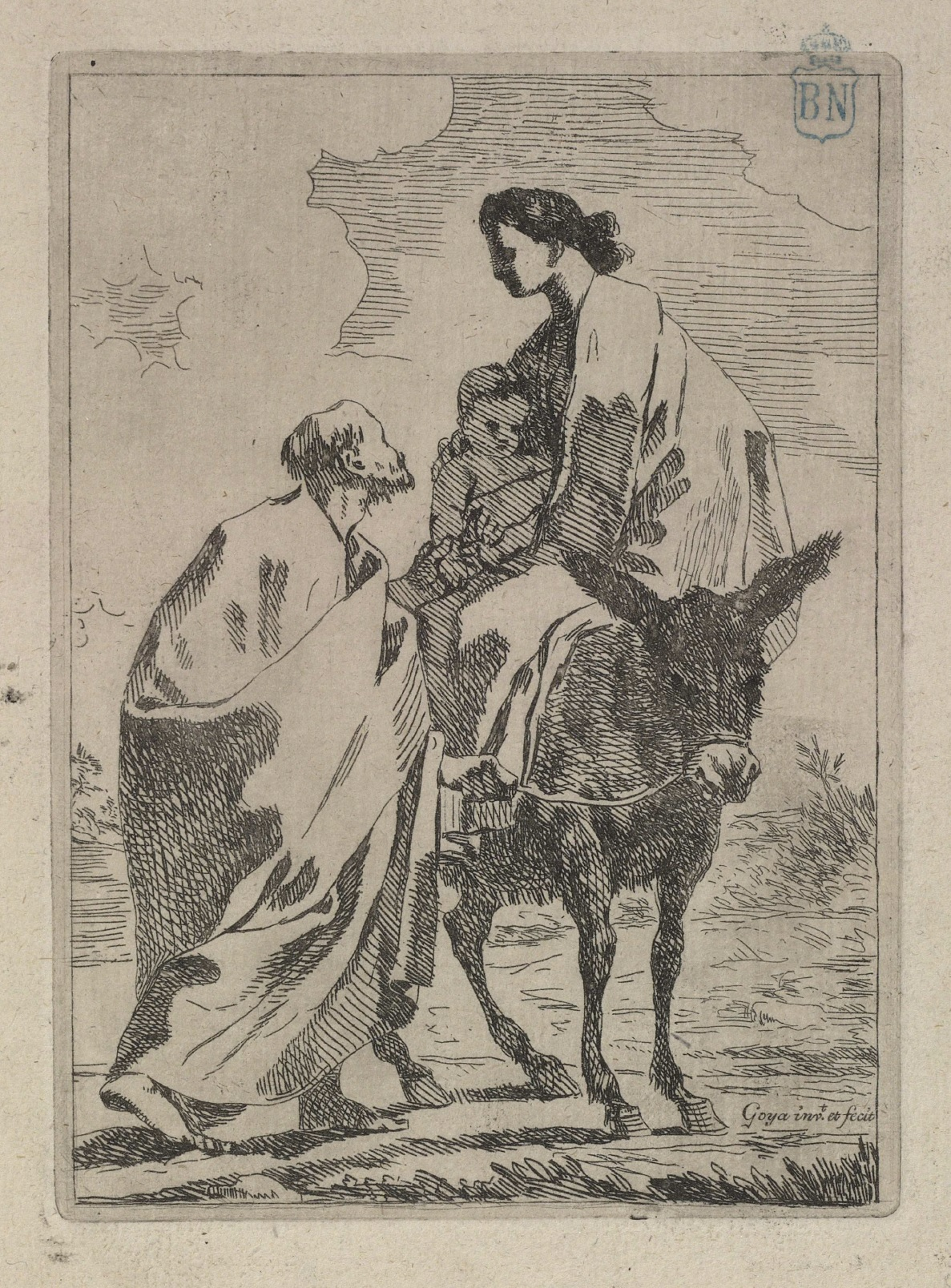
Huida a Egipto, primer grabado de Goya, 1771.

Mejor documentada está la realización del gran fresco de La adoración del nombre de Dios en la bóveda del coreto de la basílica del Pilar, para el que presentó una primera muestra en noviembre de 1771. La Junta de Fábrica del templo, tras encontrar satisfactoria la prueba con la que Goya acreditaba su habilidad en la pintura al fresco, le encomendó el trabajo por los 15 000 reales de vellón a que se había comprometido, frente a los 25 000 que pedía Antonio González Velázquez, incluidos en su caso los gastos de desplazamiento desde Madrid. Esta obra es aún plenamente barroca y denota la influencia del pintor italiano Corrado Giaquinto.
A estos años corresponderían también las atribuidas pinturas con los Padres de la Iglesia en las pechinas de la iglesia parroquial de San Juan Bautista de Remolinos y de la ermita de Nuestra Señora de la Fuente de Muel, pero el mayor empeño lo constituye el conjunto de pinturas de la iglesia de la Cartuja del Aula Dei de Zaragoza, un monasterio situado a una decena de kilómetros a las afueras de la ciudad. La serie de grandes pinturas al óleo sobre el muro, dañada con la desamortización de Mendizábal (1836-1837), relata la vida de la Virgen desde sus antecedentes familiares (San Joaquín y Santa Ana) hasta la Presentación de Jesús en el templo. El esfuerzo culminó en 1774 y es muestra de la capacidad de Goya para este tipo de pintura de carácter monumental, resuelto con formas rotundas y pincelada enérgica. Del conjunto de once escenas se conservan siete, ya que cuatro de ellas fueron sustituidas a comienzos del siglo XX por unos lienzos de los hermanos Buffet.
El 25 de julio de 1773 interrumpió los trabajos en la cartuja para desplazarse a Madrid con objeto de contraer matrimonio con la hermana de Francisco Bayeu, Josefa Bayeu. Tuvieron seis hijos: Eusebio Ramón, nacido en 1775; Vicente Anastasio, 1777; María del Pilar, 1779; Francisco de Paula, 1780; Hermenegilda, 1782; y Francisco Javier, 1784. Solo el último sobrevivió a su padre. Para entonces ya era Goya el pintor más valorado de los que trabajaban en Aragón. Si los emolumentos por el encargo del coreto del Pilar eran inferiores a los que podía cobrar un fresquista consagrado como González Velázquez, formado en Italia y con obra en el Palacio Real de Madrid, ningún pintor de los activos en Zaragoza lo igualaba en el pago de la Real Contribución, por el que en 1774 cotizó 400 reales de plata más que su primer maestro, José Luzán.
A finales de ese año, posiblemente gracias a la influencia de su cuñado, Goya fue llamado por Mengs a la corte para trabajar como pintor de cartones para tapices. El 3 de enero de 1775, según anotó en el Cuaderno italiano, emprendió el viaje a Madrid, donde comenzó una etapa que le llevaría a un trabajado ascenso social como pintor real, no exento, sin embargo, de puntuales decepciones.

## Goya en Madrid (1775-1792)

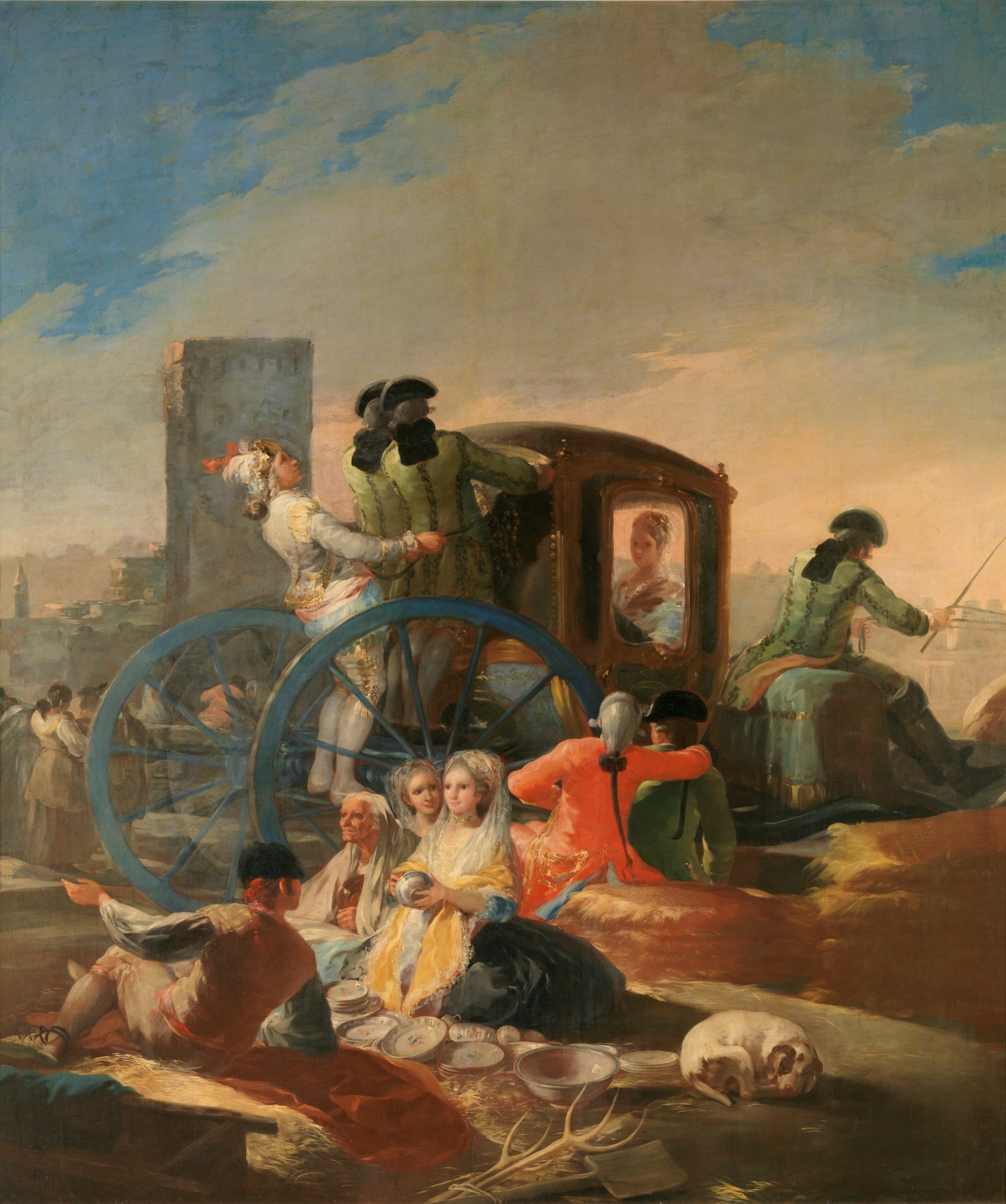
El cacharrero, 1779 (Museo del Prado).

### Cartones para tapices
La confección de tapices para las dependencias de la realeza española había sido un empeño de los Borbones que se ajustaba al espíritu de la Ilustración, pues se trataba de una empresa que fomentaba la industria de calidad. A partir del reinado de Carlos III, los autores de cartones se esforzaron por representar motivos españoles, en línea con el pintoresquismo vigente en los sainetes teatrales de Ramón de la Cruz o las populares estampas grabadas por Juan de la Cruz Cano y Olmedilla, Colección de trajes de España tanto antiguos como modernos (1777-1788), que tuvieron una gran repercusión, hasta ser un «referente para otras colecciones».
Para llegar al tapiz había de elaborarse un modelo previo en cartón, que servía de base en el telar y que reproducía un lienzo de alguno de los pintores que elaboraban bocetos y luego cuadros para tal fin. Aunque, en última instancia, todo se hacía bajo la dirección de Mengs, rector del gusto neoclásico en España, en la confección de los cartones se dio el protagonismo a los pintores españoles. Entre estos figuraban José Juan Camarón, Antonio González Velázquez, José del Castillo o Ramón Bayeu, que trabajaban a las órdenes directas de Francisco Bayeu y Mariano Salvador Maella. 

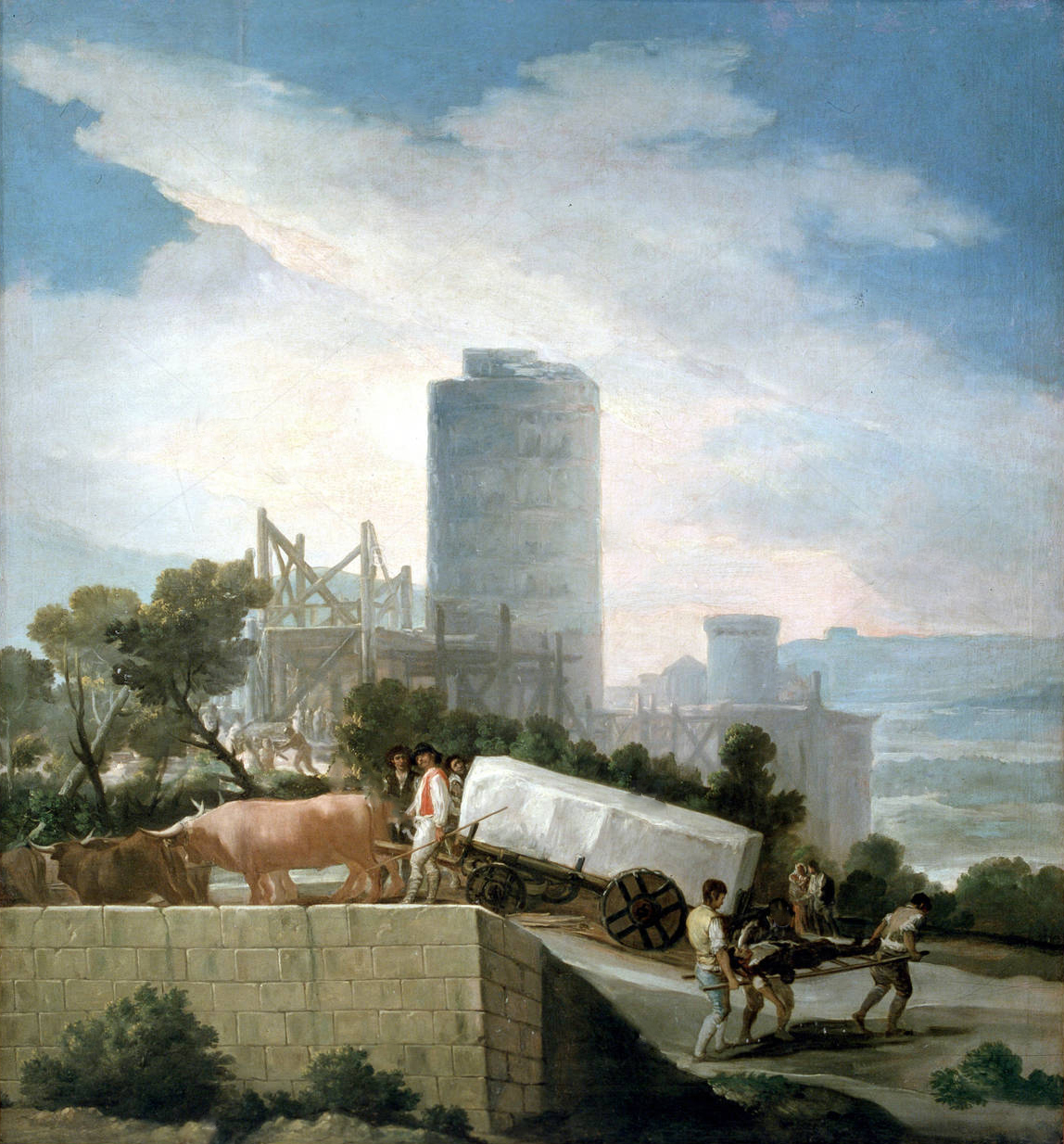
La conducción de un sillar o La obra, 1786-1787, (Planeta Corporación, Barcelona).

Goya comenzó su labor —menor como pintor, pero importante para introducirse en los círculos aristocráticos— con la dificultad añadida de conjugar el rococó de Tiepolo y el neoclasicismo de Mengs para alcanzar el estilo apropiado para unos cuadros destinados a la decoración de las estancias reales, donde primaba el buen gusto y la observación de las costumbres españolas; todo ello, además, dotando a la escena de encanto no exento de variedad en la unidad. No es aún realismo pleno —si bien algunos de sus óleos para cartones denotan verismo o «la cara más desfavorecida de la sociedad», como La nevada (1786) o El albañil herido (1786-7)—, pero sí fue necesario alejarse tanto del barroco tardío de la pintura religiosa de provincias como del ilusionista rococó, inadecuado para obtener una impresión de factura «del natural» —como pedía siempre el pintoresquismo—. También era necesario distanciarse de la excesiva rigidez academicista del neoclasicismo, que no favorecía la narración y la vivacidad en la anécdota requerida en estas imágenes de costumbres, protagonizadas por tipos populares o aristócratas disfrazados de majos y majas, como se puede apreciar en La gallina ciega (1789). Lo pintoresco necesita que el espectador sienta que el ambiente, los tipos, los paisajes y escenas son contemporáneos, cotidianos, como los que puede contemplar él mismo; pero a la vez, la vista debe ser entretenida y despertar la curiosidad, pues de lo contrario carecería de interés. Por otro lado, el realismo capta el motivo individualizándolo; los personajes de la pintura de costumbres son, en cambio, tipos representativos de un colectivo, como en estampas tan representativas como la titulada El baile a orillas del Manzanares o El baile de San Antonio de la Florida (1777).

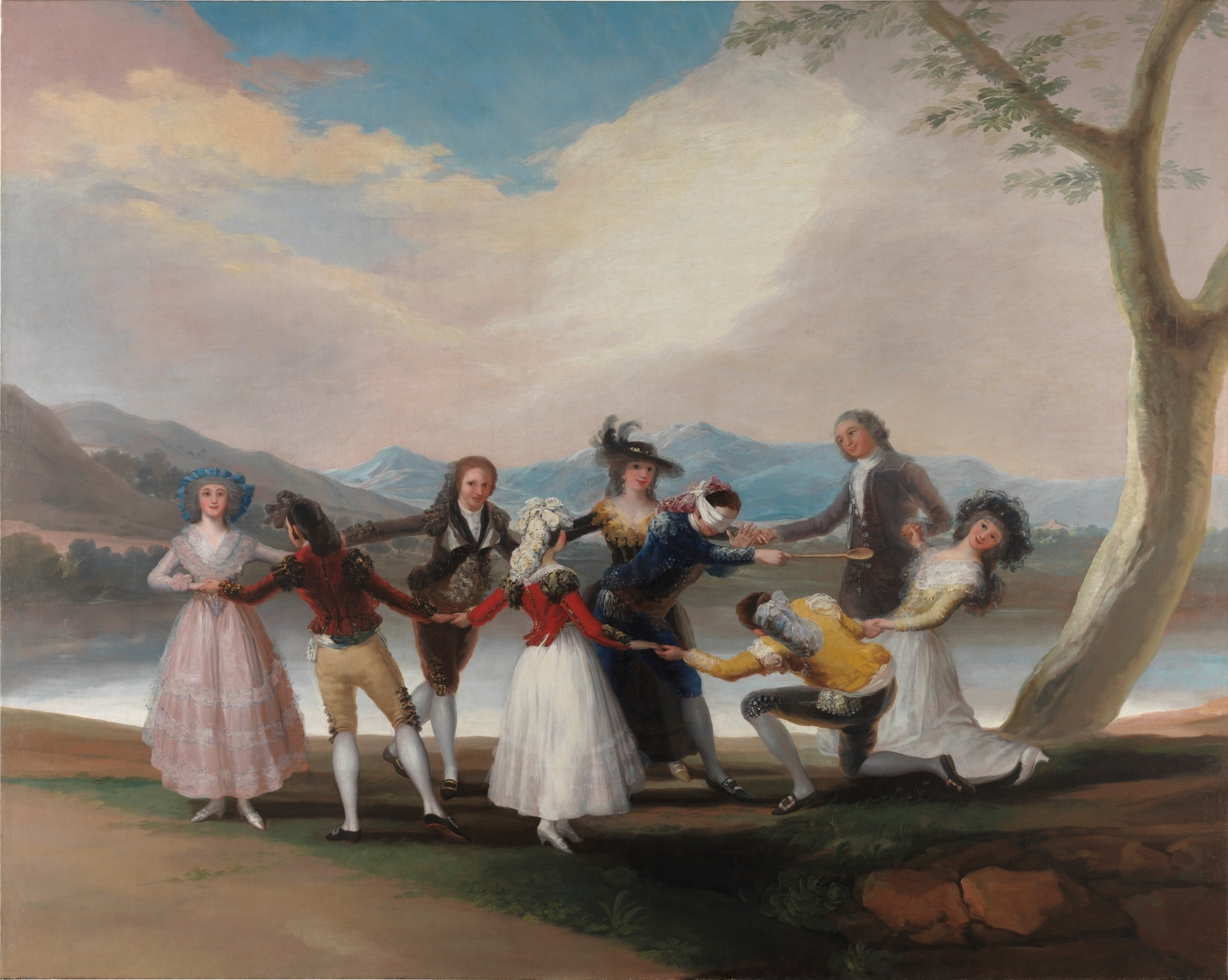
La gallina ciega, 1789 (Museo del Prado).

En los años de elaboración de los tapices Goya fue puliendo su estilo y el estrecho marco de la confección para tejeduría marcó algunos de los que serían sus rasgos estilísticos con posterioridad: un foco narrativo central que conlleva la supresión de detalles irrelevantes, fondos diáfanos, siluetas en claroscuro y una aplicación del color por zonas esquematizadas. Según Jeannine Baticle, «Goya es el heredero fiel de la gran tradición pictórica española. En él, la sombra y la luz crean unos volúmenes poderosos construidos en el empaste, aclarados con breves trazos luminosos en los que la sutileza de los colores produce variaciones infinitas».
También fue puliendo su técnica: solía aplicar una capa de fondo a sus lienzos que les otorgaba una tonalidad terrosa; ejecutaba las pinceladas por barrido, generalmente de consistencia líquida, que en ocasiones aplicaba mediante espátula, esponja o con los dedos; para conseguir su famosa apariencia de luminosidad nacarada empleaba albayalde en grandes cantidades, así como cinabrio sobre sus imprimaciones de plomo. Solía moler sus propios pigmentos, hecho que probablemente repercutió en su intoxicación por plomo y mercurio que le produjo la sordera. Por lo general no elaboraba esbozos previos, ni tampoco hacía correcciones a posteriori, por lo que muchas veces sus obras tienen un aspecto inacabado.
La precisión que Goya desarrolló en sus cartones provocó las quejas de los tejedores, que se veían imposibilitados de ejecutar todos los detalles que el artista introducía en sus obras, especialmente los efectos lumínicos. En 1778, el director de la fábrica protestó formalmente, alegando que era imposible trasladar al tejido «los toques de luz en sus tonos cambiantes». Goya ignoró estas quejas y se sintió refrendado cuando al año siguiente fue recibido por primera vez por el rey para enseñarle sus últimas composiciones.
La actividad de Goya para la Real Fábrica de Tapices se prolongó durante doce años, de 1775 a 1780 en un primer quinquenio de trabajo y de 1786 hasta 1792 (otros siete años), año en que una grave enfermedad, que le provocó su sordera, lo alejó definitivamente de esta labor. En total realizó sesenta y tres cartones. En 1868, Federico de Madrazo, director del Museo del Prado, solicitó la entrega a esta institución de los cartones, que se estaban echando a perder en los sótanos del Palacio Real.
La elaboración de los cartones se hizo en cuatro series, distribuidas del siguiente modo:

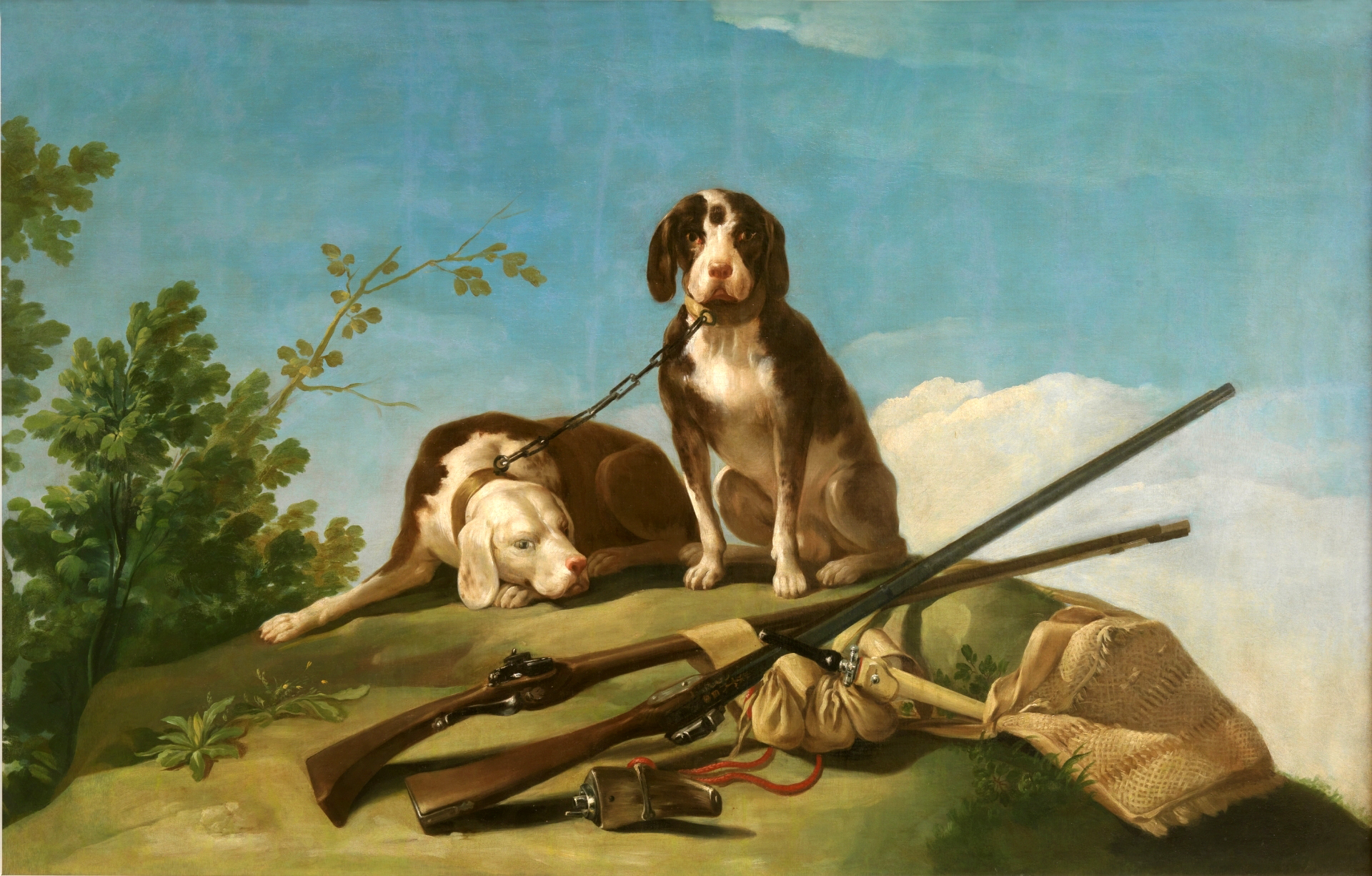
Perros en traílla, 1775 (Museo del Prado).

#### Primera serie
Realizada en 1775, consta de nueve cuadros de tema cinegético realizados para la decoración del comedor de los príncipes de Asturias —los futuros Carlos IV y María Luisa de Parma— en las habitaciones habilitadas como palacio en el monasterio de El Escorial. A la serie pertenecen La caza de la codorniz, aún muy influido por las maneras de los hermanos Bayeu, Perros en traílla o Caza con mochuelo y red. En estas obras —así como en la segunda serie— se aprecia asimismo la influencia del pintor francés establecido en España Michel-Ange Houasse, así como de Charles de la Traverse y Bartolomé Esteban Murillo.

#### Segunda serie
Se pueden distinguir dos grupos de encargos cuyo tema es la representación de diversiones populares, generalmente de ocio campestre, como correspondía a la ubicación del palacio de El Pardo: los ejecutados entre 1776 y 1778, destinados al comedor de los príncipes en el palacio, y los realizados entre 1778 y 1780 para el dormitorio de dicho palacio. Por ello se insiste en localizar las escenas en la ribera del Manzanares. Si bien la primera serie denota claramente la dirección de Francisco Bayeu, la segunda muestra un Goya más libre y audaz, un artista que empieza a definir su estilo de forma personal; el aún pintor provinciano de la primera serie deja paso a un pintor que empieza a dar muestra de su originalidad. Si la primera serie tenía un carácter más encorsetado y escenográfico, en la segunda se vislumbra una composición más original, especialmente en la integración de todos los elementos de la obra (paisaje, figuras), al tiempo que desaparece la rigidez y el estatismo de la primera serie. Por otro lado, en la segunda desarrolla un cromatismo más vivaz y arriesgado, así como un mayor realismo en los detalles y una mayor sensibilidad para captar, por ejemplo, los efectos atmosféricos, lo que denota ya una cierta influencia velazqueña.

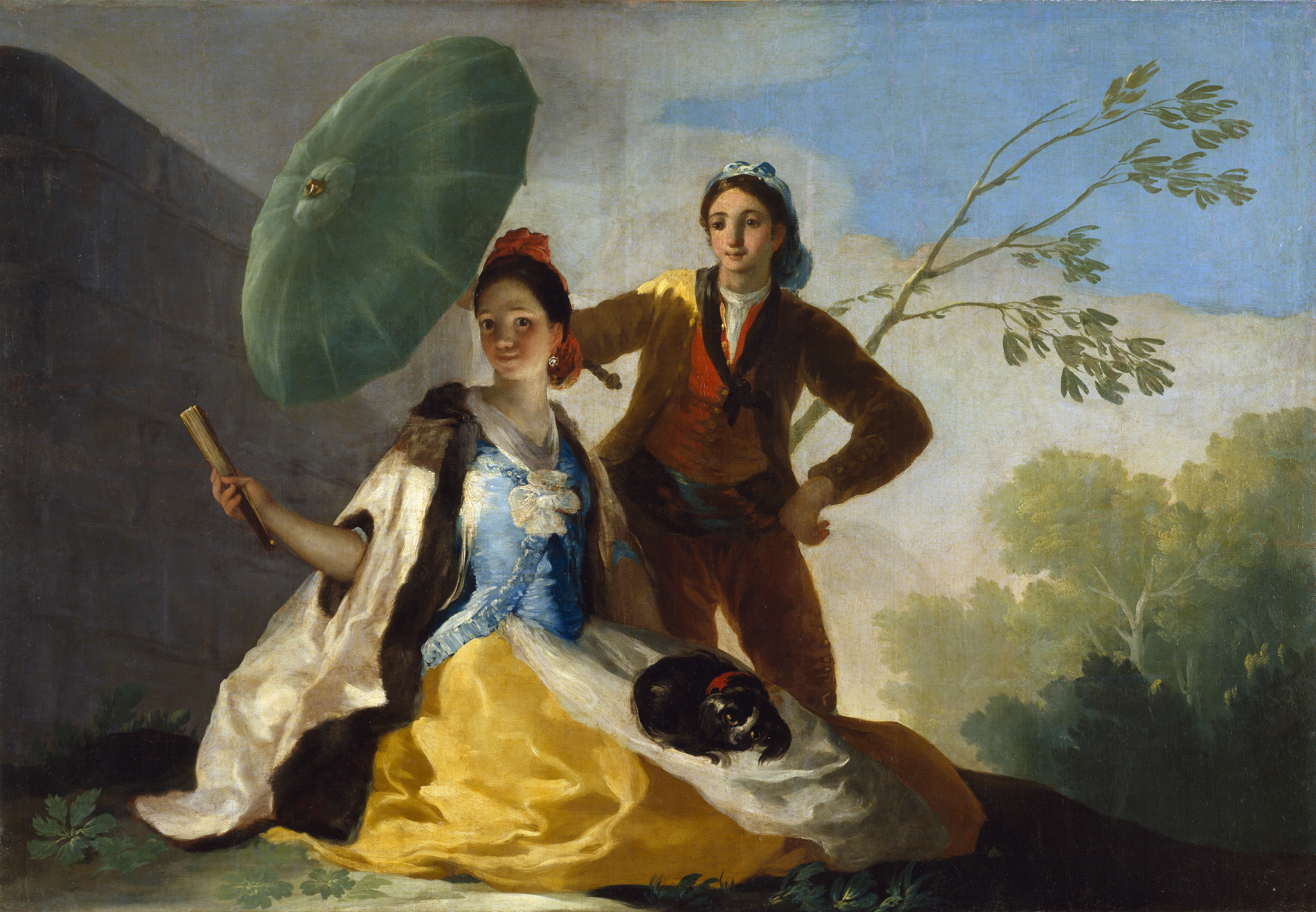
El quitasol, 1777 (Museo del Prado).

El primer grupo, de diez piezas, comienza con La merienda a orillas del Manzanares entregado en octubre de 1776 e inspirado en el sainete homónimo de Ramón de la Cruz. Le siguen Paseo por Andalucía (también conocido como La maja y los embozados), Baile a orillas del Manzanares y, quizá su obra más lograda de esta serie, El quitasol, un cuadro que logra un magnífico equilibrio entre la composición de raigambre neoclásica en pirámide y los efectos cromáticos propios de la pintura galante. Esta obra sigue los gustos populares y castizos de moda en la corte en esa época, donde un muchacho hace sombra a una joven con un quitasol, con un intenso contraste cromático entre los tonos azulados y los dorados del reflejo de la luz. Probablemente esta escena esté inspirada en el cuadro Vertumno y Pomona de Jean Ranc (1720-1722, Museo Fabre, Montpellier), de composición y cromatismo similar.
A la antecámara y el dormitorio principesco pertenecen veinte piezas, como La novillada, donde gran parte de la crítica ha querido ver un autorretrato de Goya en el joven torero que mira al espectador, La feria de Madrid —ilustración de un pasaje de El rastro por la mañana, otro sainete de Ramón de la Cruz—, Juego de pelota a pala y El cacharrero, donde muestra su dominio del lenguaje del cartón para tapiz: composición variada, pero no inconexa, varias líneas de fuerza y distintos centros de interés, reunión de personajes de distintos estratos sociales, calidades táctiles en el bodegón de loza valenciana del primer término, dinamismo de la carroza, difuminado del retrato de la dama del interior del carruaje y, en fin, una plena explotación de todos los recursos que este género de pinturas podía ofrecer.

#### Tercera serie

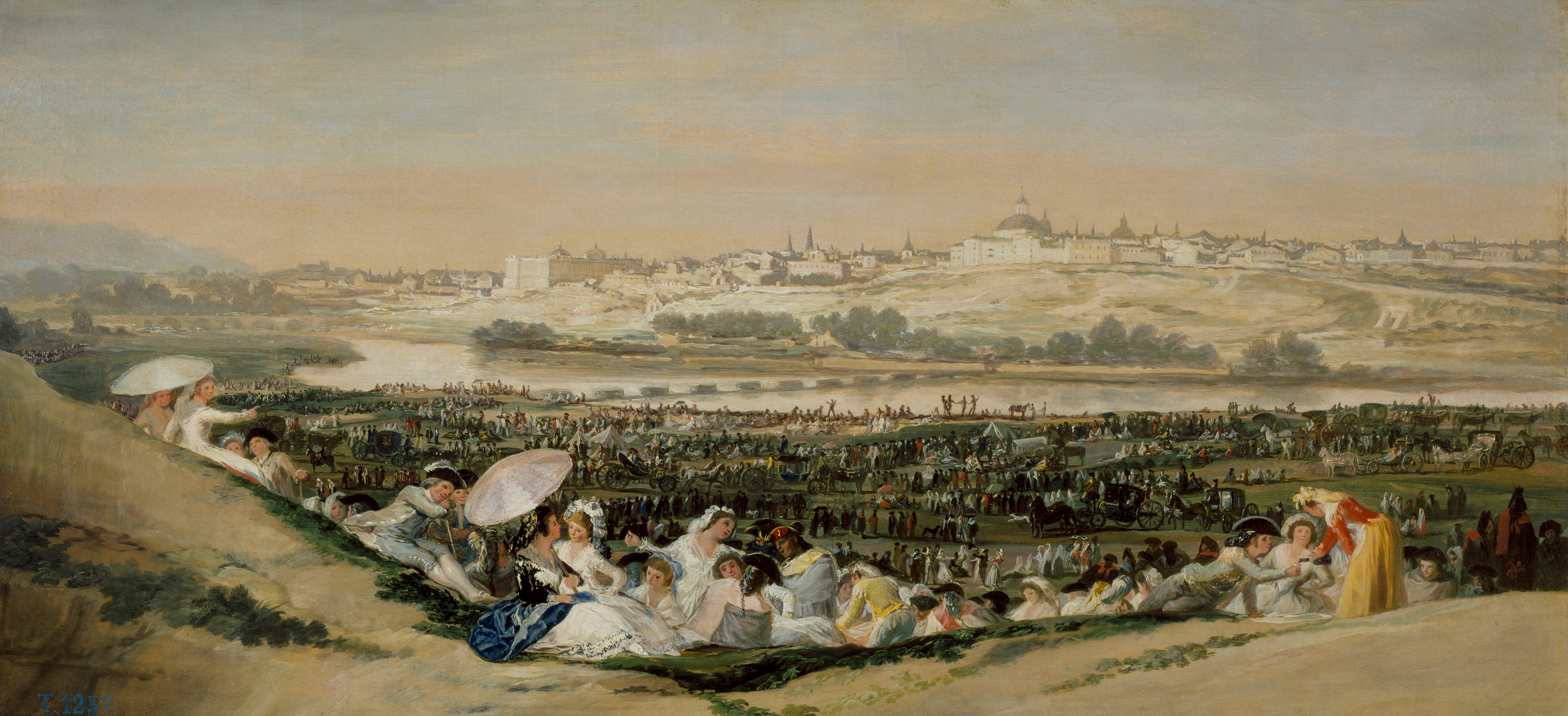
La pradera de San Isidro, 1788 (Museo del Prado).

Tras un periodo (1780-1786) en el que Goya emprendió otros trabajos, como ejercer de retratista de moda de la clase pudiente madrileña y la recepción del encargo de pintar un cuadro para San Francisco el Grande de Madrid y una de las cúpulas de la basílica del Pilar, retomó su trabajo como oficial de la fábrica de tapices en 1786 con una serie dedicada a la ornamentación del comedor y el dormitorio de los infantes del palacio de El Pardo.
El programa decorativo comienza con un grupo de cuatro cuadros alegóricos a las estaciones del año: La primavera o Las floreras, El verano o La era (el lienzo más grande pintado por Goya, de 276 x 641 cm), El otoño o La vendimia y El invierno o La nevada. Entre ellos descuella La nevada, con su paisaje de tonos grisáceos y el verismo y dinamismo de la escena—, para continuar con otras escenas de alcance social, como Los pobres en la fuente o El albañil herido.
Además de los trabajos dedicados al ornato del comedor de los príncipes se documentan algunos bocetos realizados como preparación a las telas que iban a decorar el dormitorio de las infantas en el mismo palacio. Entre ellos encontramos una obra maestra, La pradera de San Isidro que, como es habitual en Goya, es más audaz en los bocetos y más «moderno» —por su uso de una pincelada enérgica, rápida y suelta— que en los lienzos ya rematados. Debido a la inesperada muerte del rey Carlos III en 1788, este proyecto quedó interrumpido, si bien otro de los bocetos dio lugar a uno de sus más conocidos cartones: La gallina ciega.

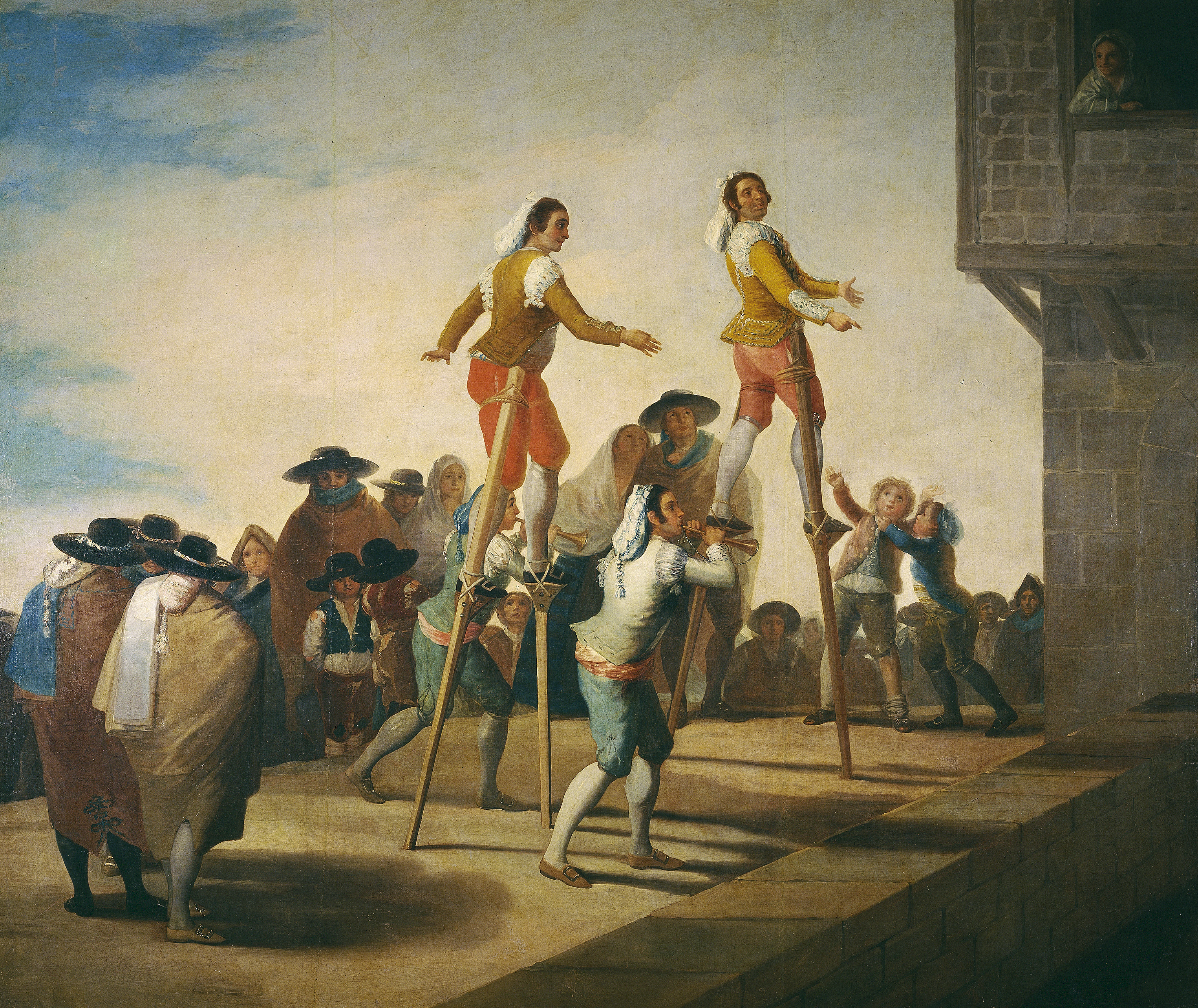
Los zancos, 1791-1792 (Museo del Prado).

#### Cuarta serie
Con destino al despacho del recién proclamado rey Carlos IV en El Escorial emprende la ejecución de otra serie de cartones entre 1788 y 1792 cuyos temas adquieren matices satíricos, aunque siguen dando cuenta de aspectos alegres de la sociedad española de su tiempo. Así aparecen de nuevo juegos al aire libre protagonizados por jóvenes, como en Los zancos, muchachos (Las gigantillas) o las mujeres que en El pelele parecen regocijarse en el desquite de la dominante posición social del hombre, manteando a un muñeco grotesco. La serie debía ser de doce cartones, pero quedó paralizada por la enfermedad de Goya que le produjo la sordera, cuando solo tenía realizados siete cartones.
Comienzan con esta serie a aparecer los comentarios críticos hacia la sociedad de su tiempo que se desarrollarán más adelante, especialmente en su obra gráfica, cuyo ejemplo más temprano es la serie de Los caprichos. Aparecen ya en estos cartones rostros que anuncian las caricaturas de su obra posterior, como puede apreciarse en la cara de facciones simiescas del novio de La boda (1792).

### Retratista y académico

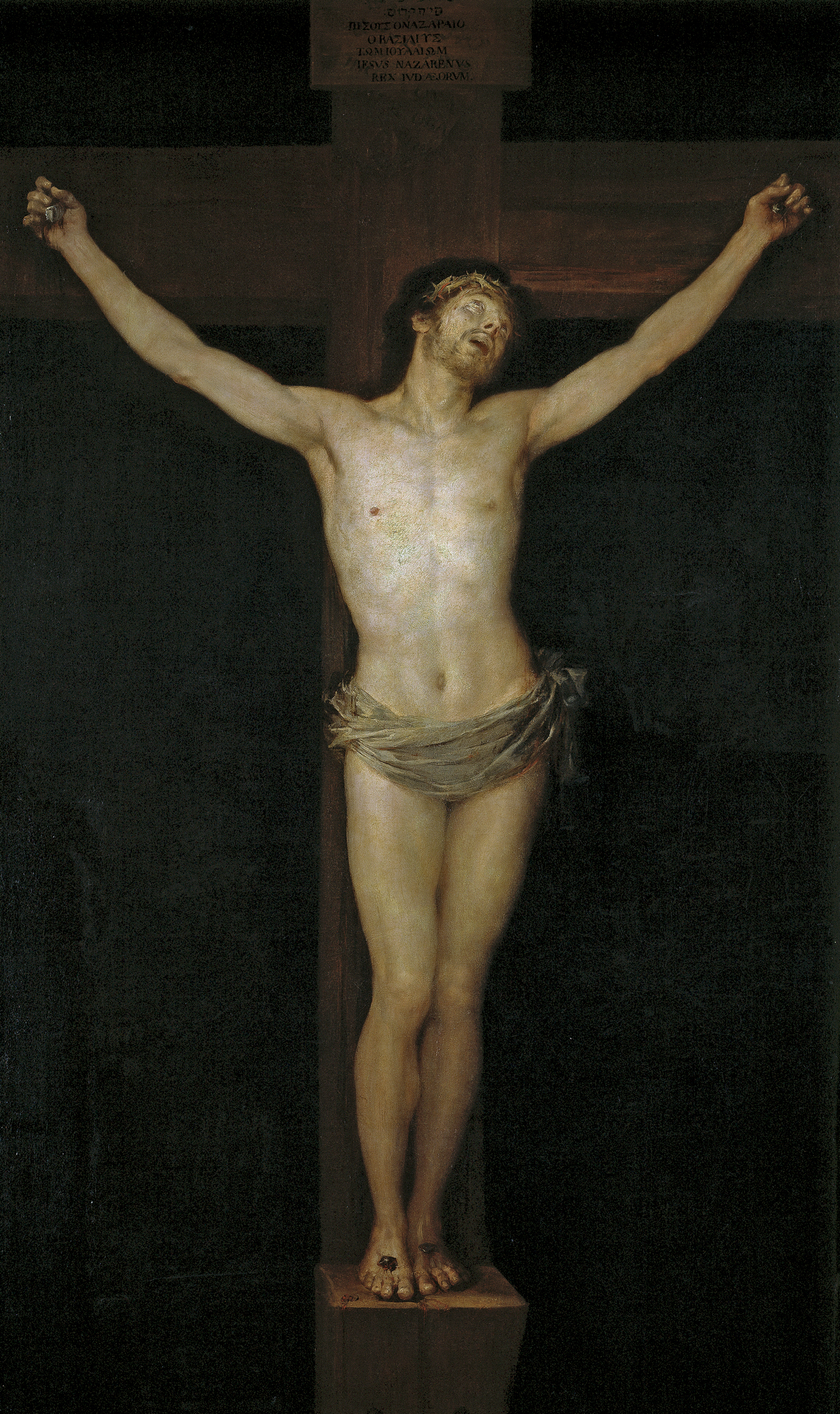
Cristo crucificado, 1780 (Museo del Prado).

Desde su llegada a Madrid para trabajar en la corte, Goya tuvo acceso a las colecciones de pintura de los reyes, por lo que, en la segunda mitad de la década de 1770, tuvo un especial referente en Diego Velázquez. La pintura de este último había sido elogiada en 1782 en un discurso pronunciado por Jovellanos en la Real Academia de Bellas Artes de San Fernando, en el que alababa la formación italiana del maestro sevillano, merced a la cual se alzaba como «el mejor ornamento de las artes españolas», y en 1789, a propósito de Las meninas, elogiaba su naturalismo, ajeno a la belleza ideal de los antiguos, pero dotado de una singular técnica pictórica ilusionista (manchas de pintura formando brillos que el ilustrado gijonés denominó «efectos mágicos») con la que era capaz de pintar «hasta lo que no se ve». Goya pudo hacerse eco de esta corriente de pensamiento y, por encargo de Carlos III, a partir de 1778, publicó una serie de grabados que reproducía cuadros de Velázquez. Las estampas, dieciséis en total, fueron elogiadas por Antonio Ponz, que posiblemente tuviese alguna responsabilidad en la empresa, en el tomo octavo de su Viaje de España, pero denotan una técnica y un conocimiento del oficio aún incipientes, siendo lo más interesante de la serie la utilización, en cinco de las estampas, de técnica distintas del aguafuerte, como la punta seca y la aguatinta.
También en sus cuadros Goya aplicó los ingeniosos toques de luz velazqueños, la perspectiva aérea y un dibujo naturalista, visibles en el retrato de Carlos III cazador (hacia 1788), cuyo rostro arrugado recuerda el de los hombres maduros del primer Velázquez. La falta de naturalidad de este retrato ha llevado a los expertos a considerar que quizá no fue pintado en vivo o que quizá incluso fuese pintado tras la muerte del rey, a partir de otros retratos o grabados, como también ocurriría con Carlos III en traje de corte.
Goya se granjeó en estos años la admiración de sus superiores, en especial la de Mengs, «a quien tenía asombrado la facilidad con que hacía [los cartones]». Su ascenso social y profesional fue notable y así, en 1780, fue nombrado por fin académico de mérito de la Academia de San Fernando. Con motivo de este acontecimiento pintó un Cristo crucificado de factura académica, donde mostró su dominio de la anatomía, la luz dramática y los medios tonos, en un homenaje que recuerda tanto al Cristo crucificado de Mengs, como al Cristo de Velázquez.

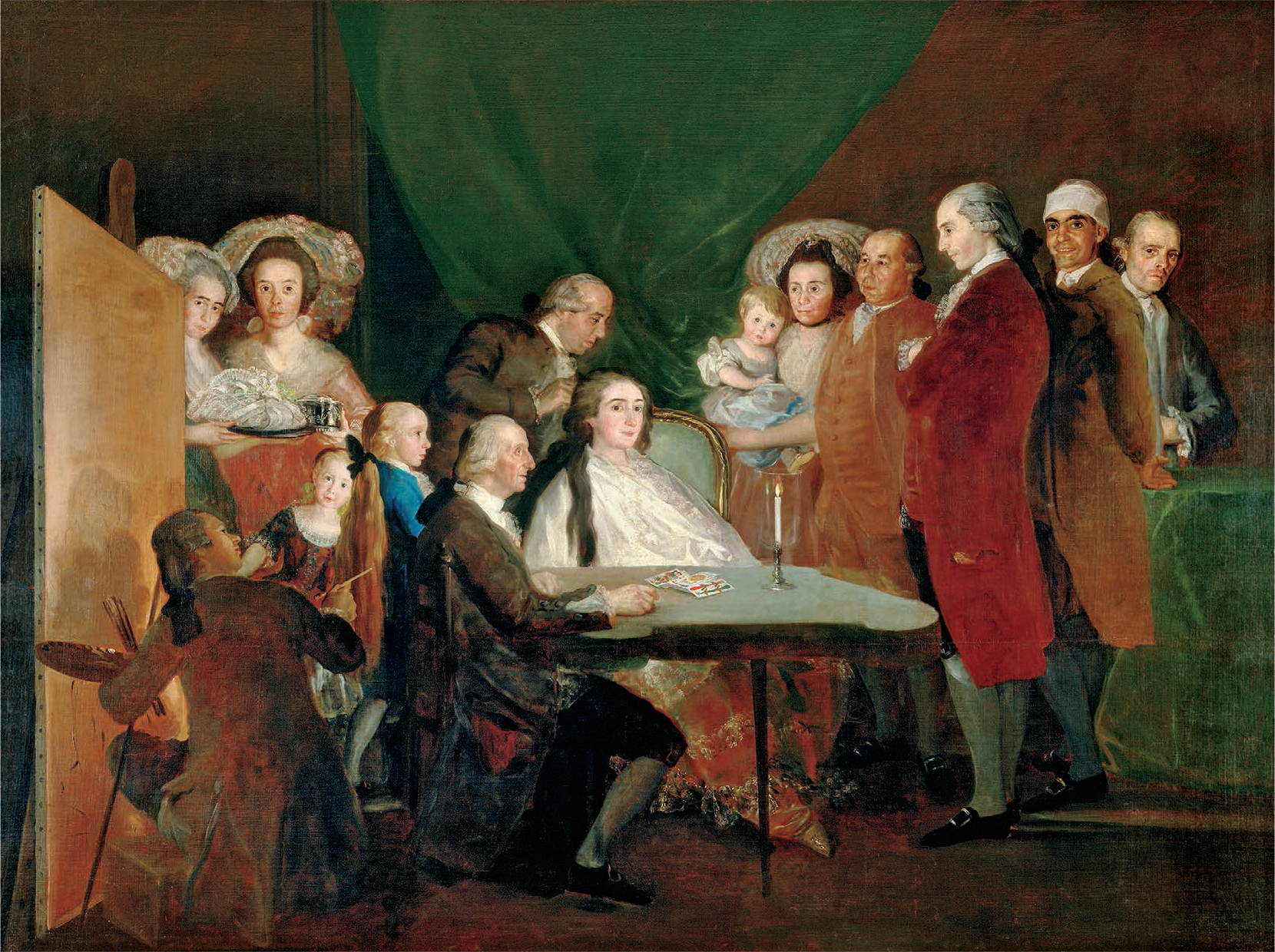
La familia del infante don Luis de Borbón, 1784 (Fundación Magnani-Rocca, Traversetolo, Italia).

A lo largo de toda la década de 1780 entró en contacto con la alta sociedad madrileña, que solicitaba ser inmortalizada por sus pinceles, y se convirtió en su retratista de moda. Fue decisiva para la introducción de Goya en la élite de la cultura española su amistad con Gaspar Melchor de Jovellanos y Juan Agustín Ceán Bermúdez, historiador del arte. Gracias a ello recibió numerosos encargos, como los del recién creado (en 1782) Banco de San Carlos y del Colegio de Calatrava de Salamanca en 1783 (destruidas durante la ocupación francesa en 1810-1812).
De suma importancia fue también su relación con la pequeña corte que el infante don Luis de Borbón había creado en el palacio de la Mosquera en Arenas de San Pedro (Ávila), junto al músico Luigi Boccherini y otras figuras de la cultura española. El infante había renunciado a todos sus derechos sucesorios al casar con una dama aragonesa, María Teresa Vallabriga, cuyo secretario y gentilhombre de cámara tenía lazos familiares con los hermanos Bayeu. De su conocimiento dan cuenta varios retratos de la infanta María Teresa —uno de ellos ecuestre— y, sobre todo, La familia del infante don Luis (1784), uno de los cuadros más complejos y logrados de esta época. En total Goya realizó dieciséis retratos para la familia del infante.

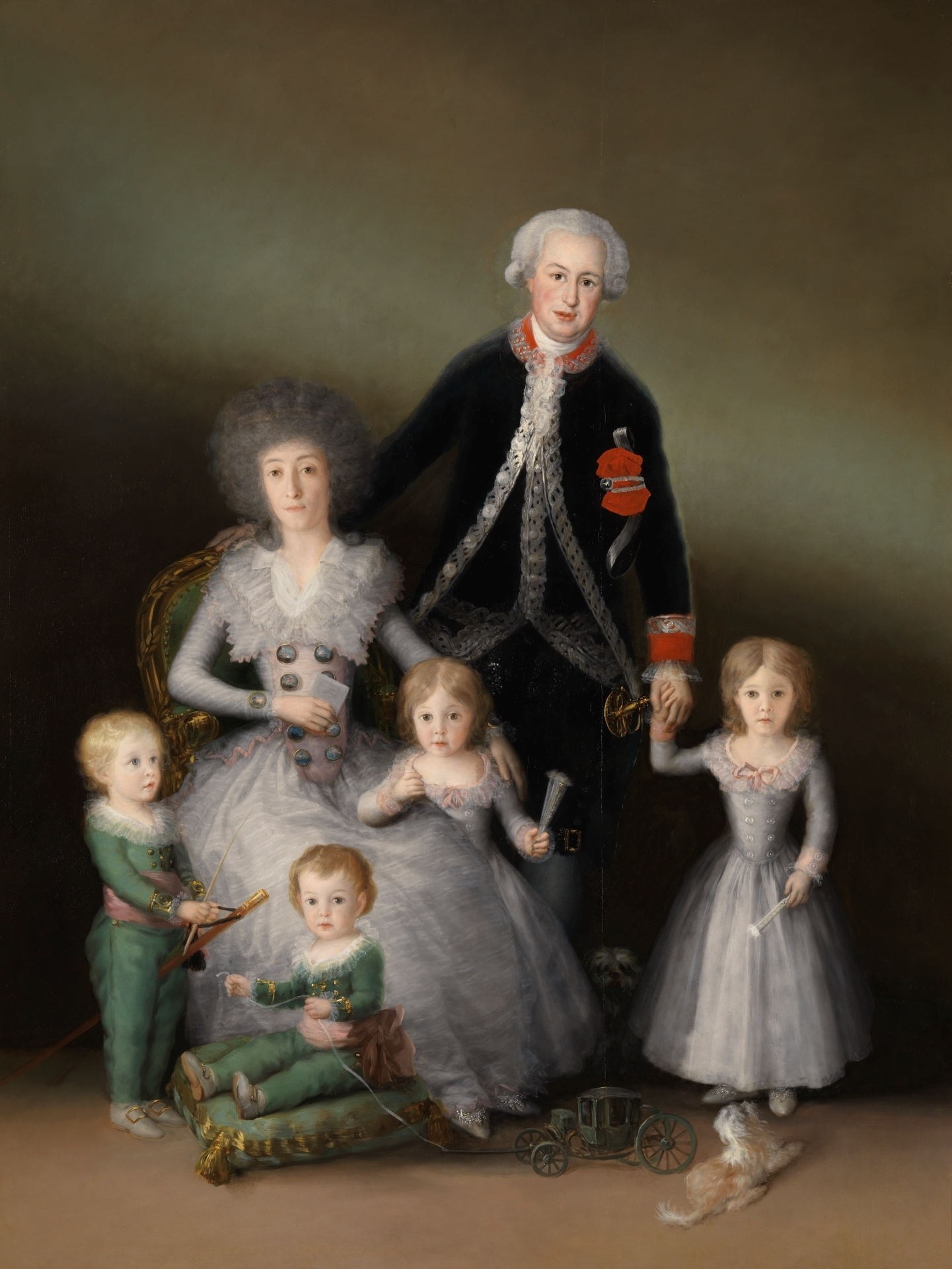
Los duques de Osuna y sus hijos, 1788 (Museo del Prado).

Por otro lado, el ascenso del murciano José Moñino y Redondo, conde de Floridablanca a la cúspide de la gobernación de España y la buena opinión que tenía de la pintura de Goya, le proporcionó algunos de sus más importantes encargos: dos retratos del primer ministro, entre los que destaca el de 1783, El conde de Floridablanca y Goya, que refleja el acto in fieri del propio pintor mostrando al ministro el cuadro que le está pintando, jugando con la idea de la mise en abyme (al fondo aparece también el arquitecto Francisco Sabatini).
Sin embargo, quizá el más decidido apoyo de Goya fue el de los duques de Osuna (familia a la que retrató en el afamado Los duques de Osuna y sus hijos), en especial el de la duquesa María Josefa Pimentel, una mujer culta y activa en los círculos ilustrados madrileños. Por esta época estaban decorando su quinta de El Capricho y para tal fin solicitaron a Goya una serie de cuadros de costumbres con características parecidas a las de los modelos para tapices de los Sitios Reales, que fueron entregados en 1787. Las diferencias con los cartones para la Real Fábrica son notables: la proporción de las figuras es más reducida, con lo que se destaca el carácter teatral y rococó del paisaje; la naturaleza adopta un carácter sublime —una categoría definida por entonces en las preceptivas estéticas—; y, sobre todo, se aprecia la introducción de escenas de violencia o desgracia, como sucede en La caída, donde una mujer acaba de desplomarse desde un caballo sin que sepamos de la gravedad de las heridas sufridas, o en el Asalto al coche, donde vemos a la izquierda un personaje que acaba de recibir un disparo a bocajarro mientras los ocupantes de un carruaje son desvalijados por una partida de bandoleros. En otro de estos cuadros, La conducción de un sillar, de nuevo destaca lo innovador del tema, el trabajo físico de los obreros de las capas humildes de la sociedad. Esta preocupación incipiente por la clase obrera habla no solo de la influencia de las preocupaciones del prerromanticismo, sino también del grado de asimilación que Goya había hecho del ideario de los ilustrados que frecuentó.
De este modo Goya fue ganando prestigio y los ascensos se sucedieron: en 1785 fue nombrado Teniente Director de Pintura de la Academia de San Fernando —equivalente al puesto de subdirector—; en 1786 fue nombrado pintor del rey junto a Ramón Bayeu; y, en 1789, a sus cuarenta y tres años y tras la subida al trono del nuevo rey Carlos IV y hacer su retrato, pintor de cámara del rey, lo que le capacitaba para ejecutar los retratos oficiales de la familia real a la par que obtenía unas rentas que le permitían darse el lujo de comprarse un coche y sus tan deseados «campicos», como reiteradamente le escribía a Martín Zapater, su amigo de siempre.

### Pintura religiosa

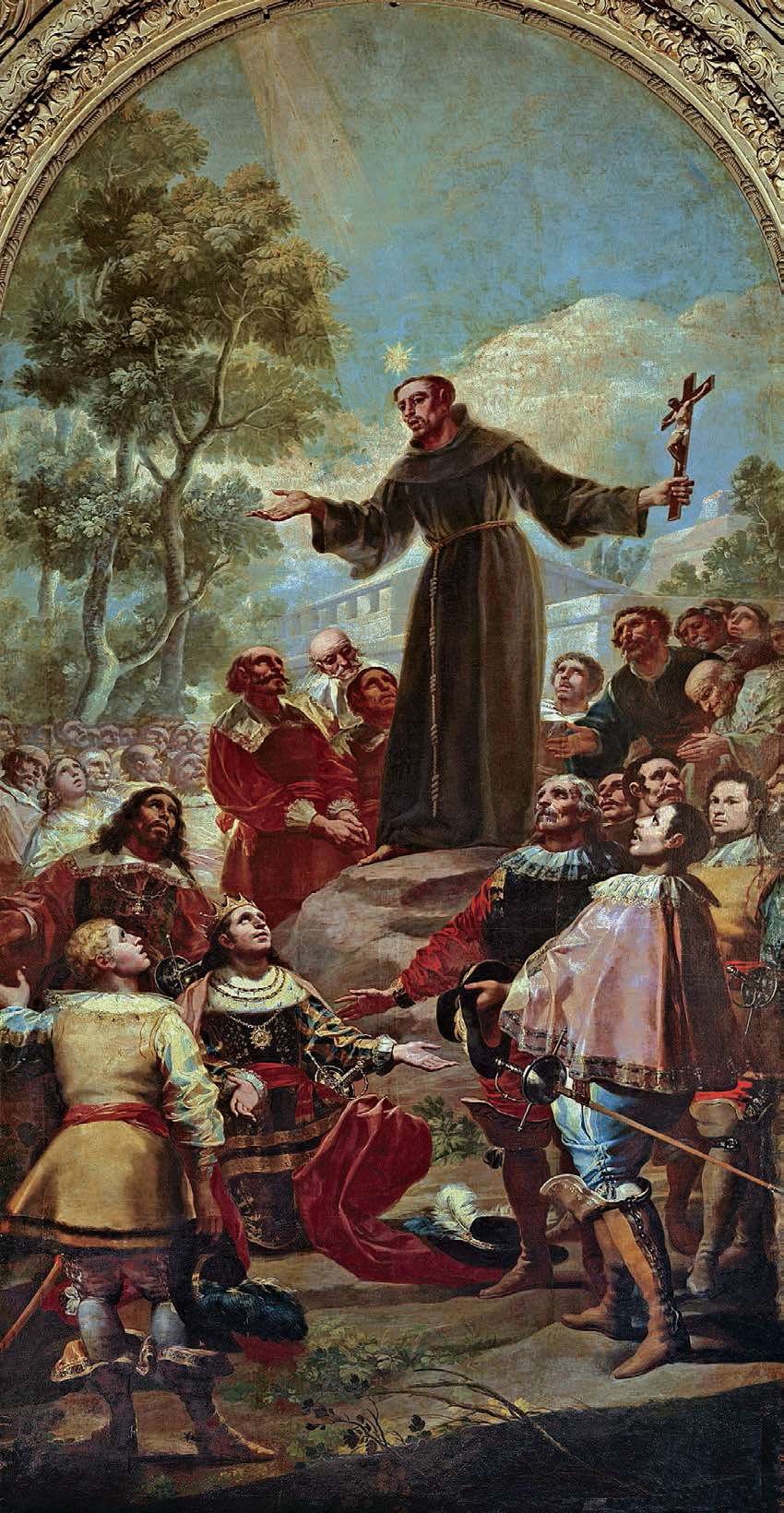
San Bernardino de Siena predicando ante Alfonso V de Aragón, 1783. Forma parte de la decoración de San Francisco el Grande de Madrid. Se considera que Goya se autorretrató en un joven de la derecha, en segundo plano, que mira hacia nosotros.

Desde comienzos de 1778 Goya esperaba recibir la confirmación de un importante encargo, la decoración pictórica de una cúpula de la basílica de Nuestra Señora del Pilar, que la Junta de Fábrica de dicho templo quiso encomendar a Francisco Bayeu, quien a su vez propuso a Goya y a su hermano Ramón para su realización. En la decoración de la cúpula —con el tema Regina Martyrum, la Virgen como reina de los mártires— y sus pechinas —alegorías de la Fe, la Fortaleza, la Caridad y la Paciencia— depositaba el artista grandes esperanzas, pues su trabajo como pintor de cartones no podía colmar la ambición a que aspiraba como gran pintor.

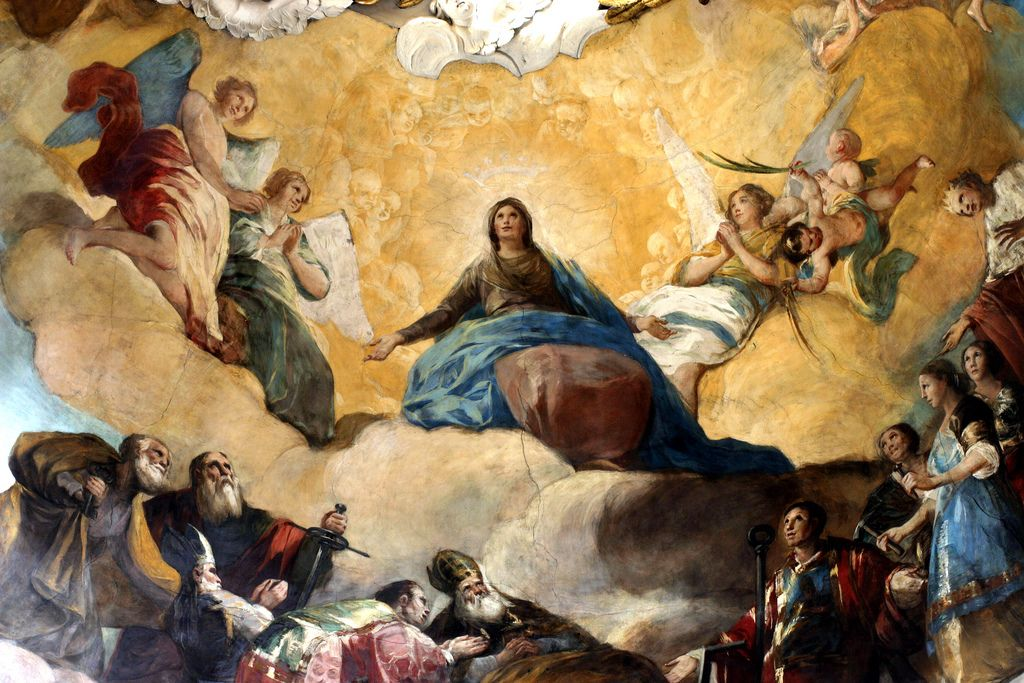
Detalle de Regina Martyrum, cúpula de la catedral del Pilar (Zaragoza), 1780-1781.

En 1780, año en el que fue nombrado académico, emprendió viaje a Zaragoza para realizar el fresco bajo la dirección de su cuñado, Francisco Bayeu. Sin embargo, al cabo de un año, el resultado no satisfizo a la Junta del Pilar y se propuso a Bayeu corregir los frescos antes de dar su aprobación para continuar con las pechinas. Goya no aceptó las críticas y se opuso a que se interviniera en su recién terminada obra. Finalmente, a mediados de 1781, el aragonés, muy dolido —en una carta dirigida a Martín Zapater expresa que «... en acordarme de Zaragoza y pintura me quemo bibo...»—, volvió a la corte. El resquemor duró hasta que en 1789 conoció la intercesión de Bayeu en su nombramiento como pintor de cámara del rey. A fines de ese año, por otra parte, murió su padre, el cual, según escribió Goya a su amigo Zapater, «no hizo testamento porque no tenía de qué».

Bautismo de Cristo, 1780. (Colección particular).

Poco después Goya, junto con los mejores pintores del momento, fue requerido para pintar uno de los cuadros que iban a decorar la iglesia de San Francisco el Grande de Madrid, en lo que se convirtió para él en una oportunidad de establecer una competencia con los mejores artífices del momento. Tras los roces habidos con el mayor de los Bayeu, Goya prestó un detallado seguimiento a este trabajo en el epistolario dirigido a Martín Zapater e intentó mostrarle cómo su obra valía más que la del respetadísimo Francisco Bayeu, a quien se encargó la pintura del altar mayor. Todo ello se refleja en la carta fechada en Madrid a 11 de enero de 1783, en la que cuenta cómo tiene noticia de que Carlos IV, entonces aún príncipe de Asturias, ha denostado el lienzo de su cuñado en estos términos:

Lo que sucedió a Bayeu fue lo siguiente: Abiendo presentado su cuadro en palacio y aber dicho el Rey [Carlos III] bueno, bueno, bueno como acostumbra; despues lo bio el Príncipe [el futuro Carlos IV] y Ynfantes lo que digeron, nada ay a fabor de dicho Bayeu, sino en contra pues es publico que a estos Señores nada a gustado. Llegó a Palacio Don Juan de Villanueba, su Arquitecto y le preguntó el Principe, que te parece de ese cuadro, respondio: Señor, bien. Eres un bestia le dijo el principe que no tiene ese cuadro claro obscuro ni efecto ninguno y muy menudo, sin ningun merito. Dile a Bayeu que es un bestia.

Eso me lo han contado 6 o 7 profesores y dos amigos de Villanueba que el se los a contado, aunque el echo fue delante de algunos señores que no se ha podido ocultar.

 La obra aludida es San Bernardino de Siena predicando ante Alfonso V de Aragón, terminada en 1783 al tiempo que trabajaba en el retrato de la familia del infante don Luis, y el mismo año de El conde de Floridablanca y Goya, obras que suponen tres hitos que le sitúan en la cima de la pintura del momento. Ya no es solo un pintor de cartones sino que domina todos los géneros pictóricos: el religioso, con el Cristo crucificado y el San Bernardino predicando y el cortesano, gracias los retratos de la aristocracia madrileña y de la familia real.
Hasta 1787 no volvió a abordar la pintura de religión y lo hizo con tres lienzos que el rey Carlos III le encargó para el Real Monasterio de San Joaquín y Santa Ana de Valladolid: La muerte de san José, Visión de santa Ludgarda y San Bernardo bautiza a san Roberto. Constituían tres retablos para los altares del lado de la Epístola de la iglesia del convento. En ellos la rotundidad de los volúmenes y la calidad de los pliegues de los hábitos blancos rinden un homenaje de sobria austeridad a la pintura de Zurbarán.
Por encargo de los duques de Osuna, sus grandes protectores y mecenas en esta década junto con el infante Luis de Borbón, pintó al año siguiente para la capilla Borja de la catedral de Valencia —donde aún se pueden contemplar— la Despedida de san Francisco de Borja de su familia y San Francisco de Borja y el moribundo impenitente. Esta última es la primera obra de Goya en la que aparecen monstruos.

## La década de los noventa (1790-1799)

### El capricho y la invención

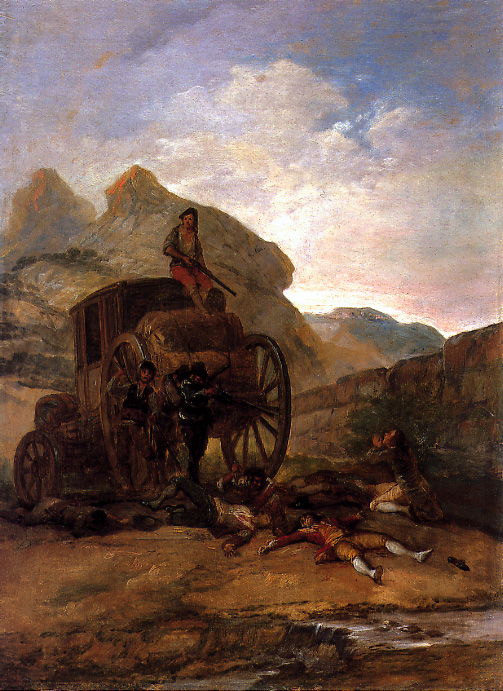
Asalto de ladrones, 1794, óleo sobre hojalata,, colección Juan Abelló (Madrid).

Entre 1790 y 1792 Goya acusó el ambiente enrarecido de la corte, pleno de suspicacias contra los liberales por la Revolución francesa y debido al ascenso de Manuel Godoy, favorito de la reina María Luisa. En 1790 unos amigos aconsejaron a Goya alejarse de la corte, lo que hizo por unos meses, tiempo en el que pasó estancias en Valencia y Zaragoza. En Valencia fue nombrado académico de la Real Academia de Bellas Artes de San Carlos. En 1792, como la mayor parte de sus amigos estaban exiliados, apenas recibió encargos, por lo que se dedicó a dar clases en la Academia.
En julio de 1792 respondió a una consulta de la Academia acerca de las enseñanzas que se impartían en ella exponiendo sus ideas respecto a la creación artística, alejadas de los supuestos idealistas y de las preceptivas neoclásicas vigentes en la época de Mengs, para afirmar la necesidad de libertad del pintor, que no debe estar sujeta a estrechas reglas. Según las actas,

[Goya] se declara abiertamente por la libertad de la enseñanza y práctica de los estilos; desterrando toda sujeción servil de escuela de niños, preceptos mecánicos, premios mensuales, ayudas de costa y otras pequeñeces que afeminan y envilecen la pintura. Ni que tampoco se debe prefijar tiempo en los estudios de geometría y perspectiva para vencer dificultades en el dibujo.

Es toda una declaración de principios a favor de la originalidad, de dar curso libre a la invención y un alegato de carácter decididamente prerromántico.
Era este un momento de plenitud artística y de triunfo personal. El desahogo económico le permitía ayudar a su familia en Zaragoza y cambiar el coche de dos ruedas por una berlina de cuatro, más cómoda. Asistía a fiestas y viajaba a Valencia para cazar patos en la Albufera. Pero, a finales de año en Sevilla, donde viajó sin las preceptivas licencias, cayó gravemente enfermo y marchó a Cádiz para convalecer en casa de su amigo el industrial Sebastián Martínez —de quien hizo un excelente retrato—. En marzo de 1793 comenzó a mejorar, pero la enfermedad –quizá saturnismo, causado por una progresiva intoxicación de plomo que era habitual en pintores o, más probablemente, como pensaba Zapater, resultado de la desordenada vida a que le condujo su «poca reflexión»– le dejó como secuela una sordera de la que ya no se recuperó y que agrió su carácter. Se ha dicho también que estudios modernos encuentran similitudes entre los síntomas que sufrió Goya y los de una enfermedad rara, entonces desconocida, identificada como síndrome de Susac y que, en 1794, recibió tratamiento de electroterapia para tratar de mejorar los síntomas de su sordera, pero el tratamiento fracasó. Otras fuentes apuntan a que pudo ser sífilis. En cualquier caso, fue en esta etapa y tras superar la enfermedad cuando Goya empezó a hacer todo lo posible para crear obras ajenas a las obligaciones adquiridas por sus cargos en la corte. En todo el año 1793 solo una vez acudió a la Academia de San Fernando, en el mes de julio, y en enero de 1794 escribió tres cartas a su director, Bernardo de Iriarte, dándole cuenta del giro que había dado su arte, entregado a la pintura de cuadros «de gabinete»:

Para ocupar la imaginación mortificada en la consideración de mis males, y para resarcir en parte los grandes dispendios que me han ocasionado, me dediqué a pintar un juego de cuadros de gabinete, en que he logrado hacer observaciones a que regularmente no dan lugar las obras encargadas, y en que el capricho y la invención no tienen ensanches.
Carta de Goya a Bernardo de Iriarte (viceprotector de la Real Academia de Bellas Artes de San Fernando), 4 de enero de 1794.

Cada vez más pintó obras de pequeño formato en total libertad y se alejó en lo posible de sus compromisos, aduciendo para ello dificultades debidas a su delicada salud. No volvió a pintar cartones para tapices, actividad que le resultaba un empeño ya muy menor, y dimitió de sus obligaciones académicas como maestro de pintura en la Real de Bellas Artes en 1797 alegando problemas físicos, pero consiguió a cambio ser nombrado académico de honor.
Los cuadros a que se refiere son un conjunto de obras de pequeño formato, entre los que se encuentran ejemplos evidentes de lo «sublime terrible» como Corral de locos, El naufragio, El incendio, fuego de noche, Asalto de ladrones o Interior de prisión. Sus temas son ya truculentos y la técnica pictórica es abocetada y plena de contrastes lumínicos y dinamismo. Estas obritas, realizadas sobre hojalata, pueden considerarse uno de los hitos que suponen el inicio de la pintura romántica.

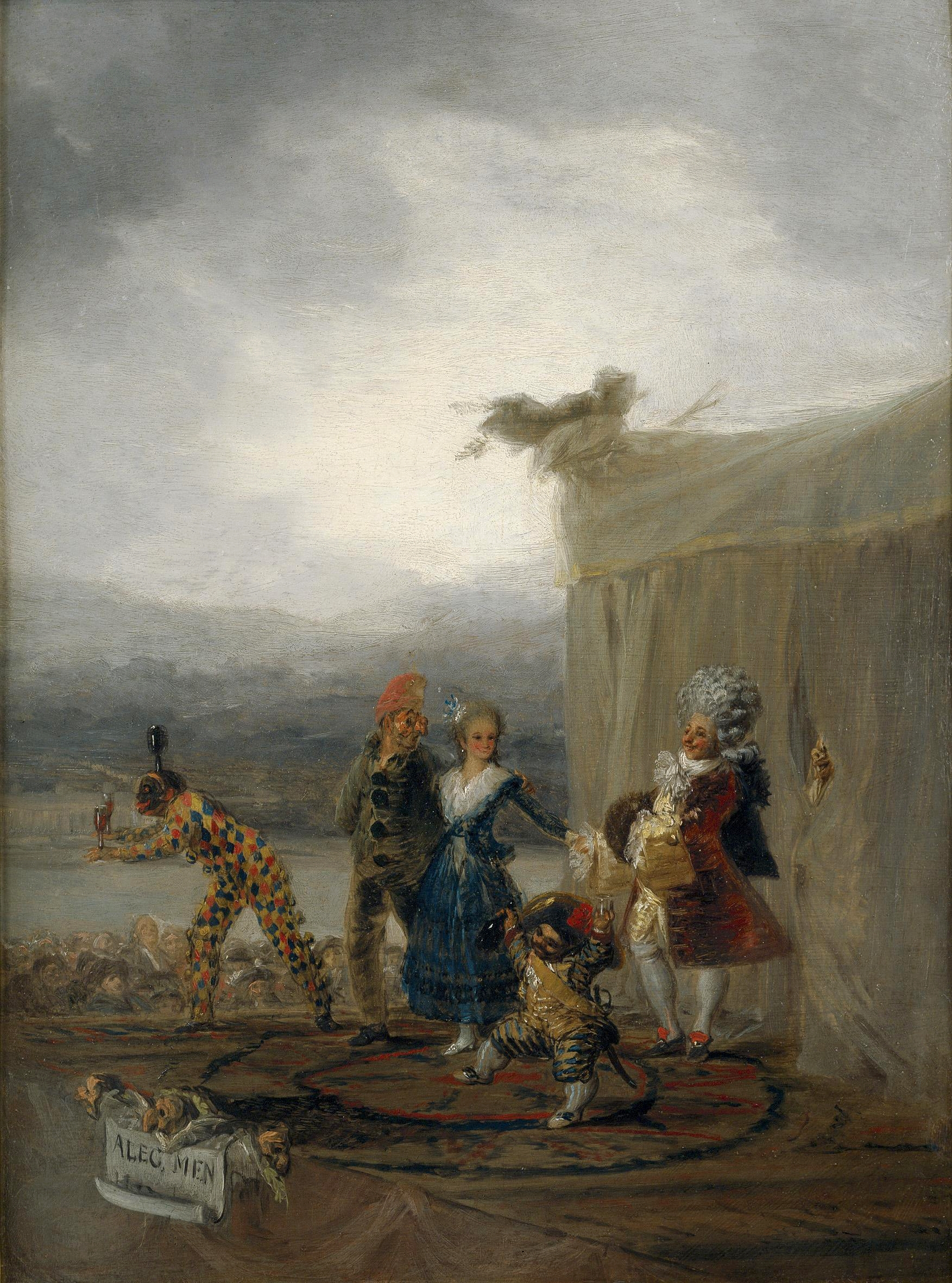
Cómicos ambulantes, 1793 (Museo del Prado).

A pesar de que se ha insistido en la repercusión que para el estilo de Goya tuvo su enfermedad, hay que tener en cuenta que ya había pintado motivos similares en el Asalto de la diligencia de 1787. Sin embargo, incluso en este cuadro, de similar motivo, hay notables diferencias: en el pintado para la quinta de recreo de la Alameda de Osuna, el paisaje era amable y luminoso, de estilo rococó, y las figuras eran pequeñas, por lo que la atención del espectador no reparaba en la tragedia representada hasta el punto en que lo hace en el Asalto de ladrones de 1794, donde el paisaje es ahora árido y rocoso; la víctima mortal aparece en escorzo en primer término y la línea convergente de la escopeta hace dirigir la mirada hacia el hombre suplicante que se ve amenazado de muerte.
A esta serie de cuadros pertenece también un conjunto de motivos taurinos en los que se da más importancia a las tareas previas a la corrida —tientas o apartados de toros— que en las ilustraciones contemporáneas de esta temática de autores como Antonio Carnicero. En sus acciones, Goya subraya los momentos de peligro y valentía, y pone en valor la representación del público como una masa anónima, característica de la recepción de los espectáculos de entretenimiento de la sociedad actual. Destaca en estas obras de 1793 la presencia de la muerte, en la de las caballerías de Suerte de matar y en la cogida de un caballista en La muerte del picador, que alejan estos motivos de lo pintoresco y rococó definitivamente.
Este conjunto de obras en planchas de hojalata se completa con Los cómicos ambulantes, una representación de una compañía de actores de la Comedia del arte. Una cartela con la inscripción «ALEG. MEN.» al pie del escenario relaciona la escena con la alegoría menandrea o sátira clásica. Aparece en estos personajes ridículos la caricatura y la representación de lo grotesco, en uno de los más claros precedentes de lo que sería habitual en sus estampas satíricas posteriores: rostros deformados, personajes fantoches y exageración de los rasgos físicos. En un alto escenario y rodeados de un anónimo público, actúan Colombina, un Arlequín y un Pierrot de caracterización bufa que contemplan, junto con un atildado aristócrata de opereta, a un señor Polichinela enano y borrachín, mientras que unas narices (posiblemente de Pantaleón) aparecen entre el cortinaje que sirve de telón de fondo.
A pesar de todo, la transición estilística y temática de Goya no fue tan abrupta como podría parecer por su enfermedad. Según Valeriano Bozal, pese a su convalecencia siguió pintando con asiduidad: tres retratos en 1792 y 1792-1793, dos en 1793-1794, cuatro en 1794, además de varios cuadros de gabinete y el esbozo de la Santa Cueva de Cádiz entre 1792 y 1793; algunos de ellos obras maestras, como La Tirana, La marquesa de la Solana o La duquesa de Alba. En numerosas de estas obras conserva un tono amable y jocoso que deriva de sus series de cartones, aunque va introduciendo temas más tenebrosos, como Corral de locos, pero en todo caso en una lenta progresión. Incluso hasta el año 1800 varias de sus obras mantienen un sello estilístico que recuerda su etapa anterior a la sordera, como los retratos de Bernardo de Iriarte (1797), Gaspar Melchor de Jovellanos (1798), La Tirana (1799) y La condesa de Chinchón (1800).
En 1795 obtuvo de la Academia de Bellas Artes la plaza de director de Pintura, vacante tras la muerte de Bayeu en ese año. Además, solicitó a Godoy la de primer pintor del rey con el sueldo de su cuñado, aunque no le fue concedida hasta 1799, cuando fue nombrado, junto con Mariano Salvador Maella, primer pintor de Cámara, con un sueldo de cincuenta mil reales libres de impuestos más quinientos ducados para el mantenimiento de un carruaje.

### Retratos

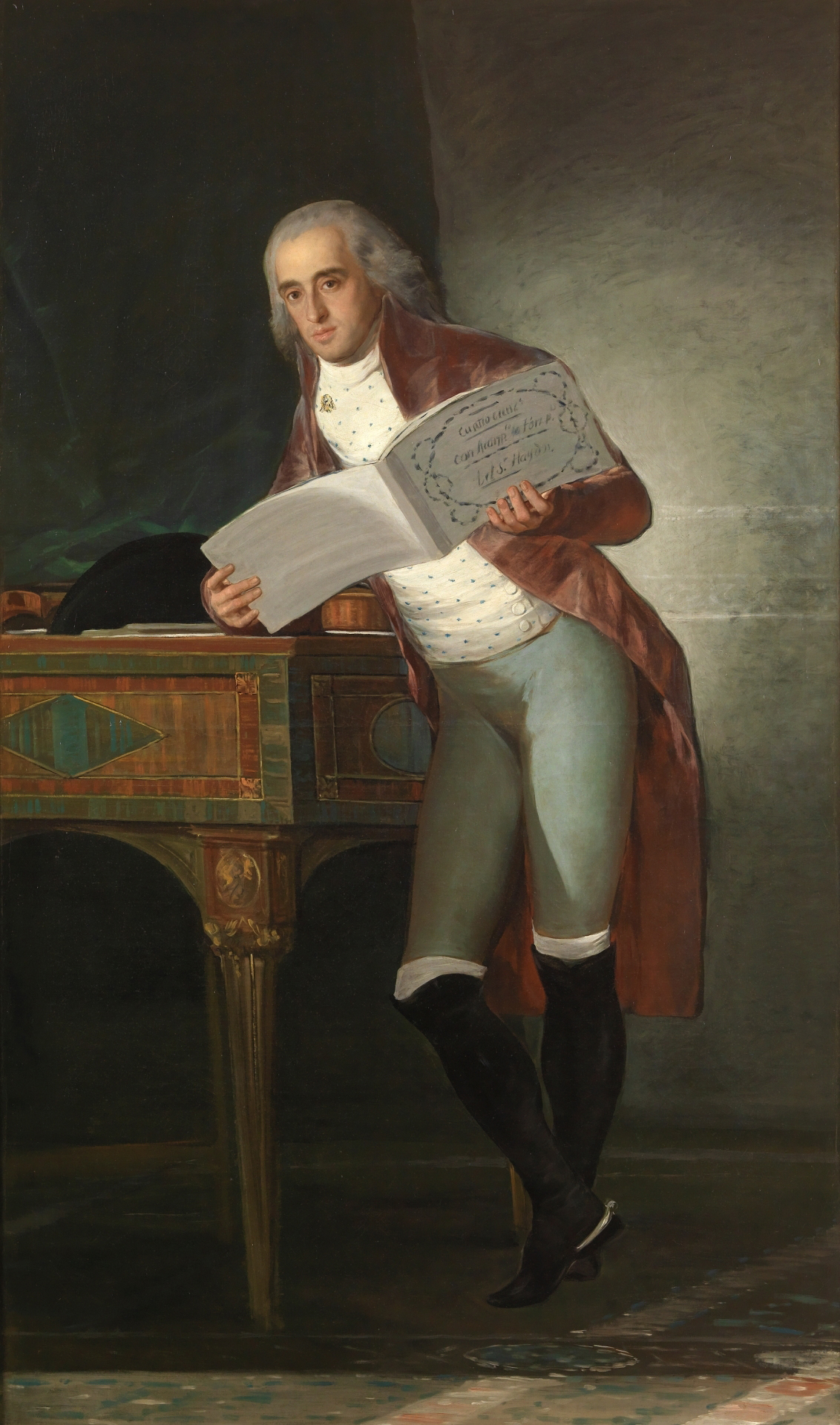
Retrato del duque de Alba, 1795 (Museo del Prado). Gran aficionado a la música de cámara, aparece apoyado en un clave, donde reposa una viola, su instrumento favorito. Tiene abierta en sus manos una partitura de Haydn.

A partir de 1794 Goya reanudó sus retratos de la nobleza madrileña y otros destacados personajes de la sociedad de su época que ahora incluirían, como primer pintor de cámara, representaciones de la familia real, de la que ya había hecho los primeros retratos en 1789: Carlos IV de rojo, otro retrato de Carlos IV de cuerpo entero del mismo año o el de su esposa María Luisa de Parma con tontillo. Su técnica había evolucionado y ahora se observa cómo el pintor aragonés precisa los rasgos psicológicos del rostro de los personajes y utiliza para los tejidos una técnica ilusionista a partir de manchas de pintura que le permiten reproducir a cierta distancia bordados en oro y plata y telas de diverso tipo.
Ya en el Retrato de Sebastián Martínez y Pérez (1793) se aprecia la delicadeza con que gradúa los tonos de los brillos de la chaqueta de seda del prócer gaditano, al tiempo que trabaja su rostro con detenimiento, captando toda la nobleza de carácter de su protector y amigo. Son numerosos los retratos excelentes de esta época: La marquesa de la Solana (1795), los dos de la duquesa de Alba, en blanco (1795) y en negro (1797) y el de su marido José Álvarez de Toledo (1795), el de la condesa de Chinchón (1795-1800), efigies de toreros como Pedro Romero (1795-1798), o actrices como María del Rosario Fernández, la Tirana (1799), políticos (Francisco de Saavedra) y literatos, entre los que destacan los retratos de Juan Meléndez Valdés (1797), Gaspar Melchor de Jovellanos (1798) o Leandro Fernández de Moratín (1799).
En estas obras se observan influencias del retrato inglés, que atendía especialmente a subrayar la hondura psicológica y la naturalidad de la actitud. Progresivamente fue disminuyendo la importancia de mostrar medallas, objetos o símbolos de los atributos de rango o de poder de los retratados, en favor de la representación de sus cualidades humanas. Otro referente indiscutible sería Velázquez, cuya influencia se denota en la elegancia y delicadeza de estos retratos, así como en su introspección psicológica con cierta tendencia a lo fantástico y, a veces, lo grotesco.

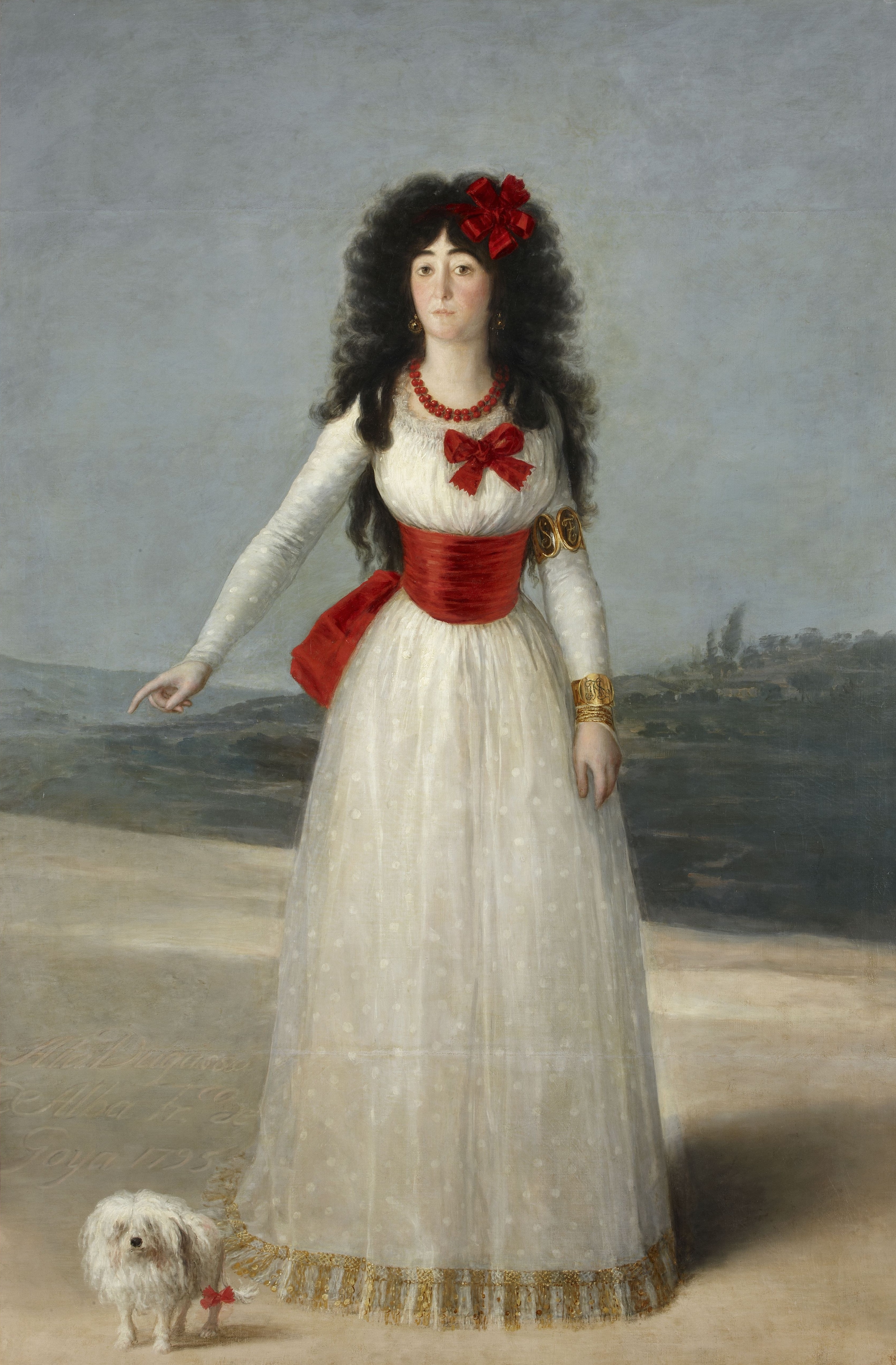
La duquesa de Alba, 1795 (colección Casa de Alba, palacio de Liria, Madrid).

La evolución que experimentó el retrato masculino se observa si se compara el Retrato del Conde de Floridablanca de 1783 con el de Jovellanos, pintado en las postrimerías del siglo. El retrato de Carlos III que preside la escena, la actitud de súbdito agradecido del autorretratado pintor, la lujosa indumentaria y los atributos de poder del ministro e incluso el tamaño excesivo de su figura contrastan con el gesto melancólico de su colega en el cargo Jovellanos. Sin peluca, inclinado y hasta apesadumbrado por la dificultad de llevar a cabo las reformas que preveía, y situado en un espacio más confortable e íntimo, este último lienzo muestra sobradamente el camino recorrido en estos años.
En cuanto a los retratos femeninos, conviene comentar los relacionados con la duquesa de Alba. Desde 1794 acudía al palacio de los duques de Alba en Madrid para hacer el retrato de ambos. Pintó también algunos cuadros de gabinete con escenas de su vida cotidiana, como La Duquesa de Alba y la Beata y, tras la muerte del duque en 1795, incluso pasó largas temporadas con la reciente viuda en su finca de Sanlúcar de Barrameda, en los años 1796 y 1797. La hipotética relación amorosa entre ellos ha generado abundante literatura apoyada en indicios no concluyentes, y que forma parte de la leyenda romántica creada durante el siglo XIX. Se ha debatido extensamente (y sin fundamento) el sentido de un fragmento de una de las cartas de Goya a Martín Zapater, datada el 2 de agosto de 1794, en la que con su peculiar grafía escribe: «Mas te balia benir á ayudar a pintar a la de Alba, que ayer se me metio en el estudio a que le pintase la cara, y se salió con ello; por cierto que me gusta mas que pintar en lienzo, que tanbien la he de retratar de cuerpo entero [...]».

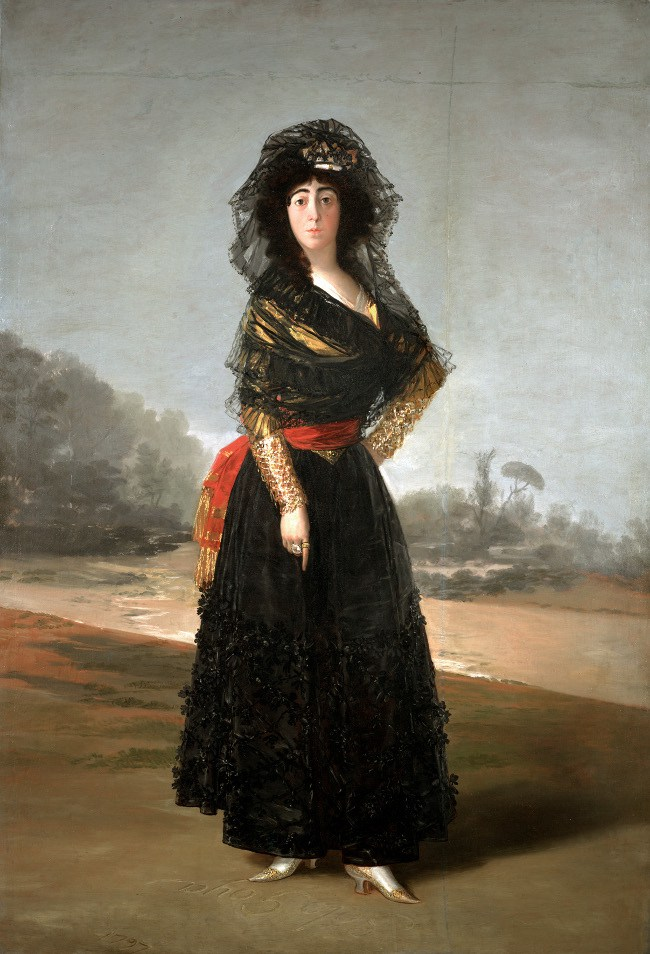
La duquesa de Alba, óleo sobre lienzo,, Hispanic Society, Nueva York. Inscripción: en la arena «Solo Goya. 1797», en las sortijas «Alba» y «Goya».

A esto habrían de añadirse los dibujos del Álbum de Sanlúcar (o Álbum A) en que aparece María Teresa Cayetana en actitudes privadas que destacan su sensualidad, y el retrato de 1797 donde la duquesa —que luce dos anillos con sendas inscripciones «Goya» y «Alba»— señala una inscripción en la arena que reza «Solo Goya». Lo cierto es que el pintor debió de sentir atracción hacia Cayetana, conocida por su independiente y caprichoso comportamiento.
En cualquier caso, los retratos de cuerpo entero hechos a la duquesa de Alba son de gran calidad. El primero se realizó antes de que enviudara y en él aparece vestida por completo a la moda francesa, con delicado traje blanco que contrasta con los vivos rojos del lazo que ciñe su cintura. Su gesto muestra una personalidad extrovertida, en contraste con su marido, a quien se retrata inclinado y mostrando un carácter retraído. No en vano ella disfrutaba con la ópera y era muy mundana, una «petimetra a lo último», en frase de la condesa de Yebes, mientras que él era piadoso y gustaba de la música de cámara. En el segundo retrato la de Alba viste de luto y a la española y posa en un sereno paisaje.
Aunque no se tienen muchos datos de la relación entre Goya y Cayetana, parece ser que con posterioridad le guardó cierto resquemor, hecho que probablemente motivaría el que la retratase como bruja en Volavérunt (1799), el n.º 61 de Los caprichos.

### Los caprichos

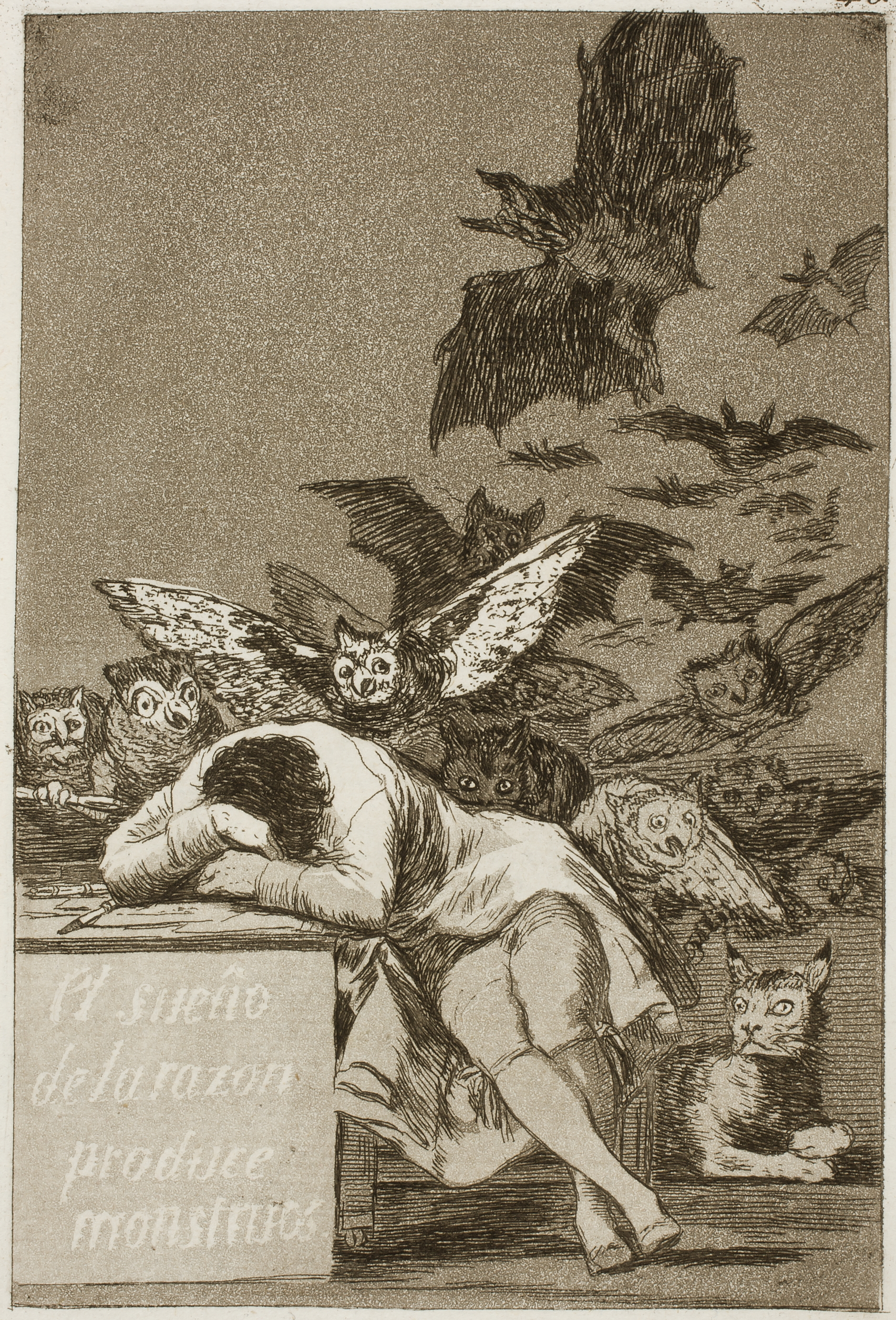
Capricho n.º 43, «El sueño de la razón produce monstruos» (Museo del Prado).

Aunque Goya ya había publicado grabados desde 1771 —una Huida a Egipto que firma como creador y grabador, una serie de estampas sobre cuadros de Velázquez publicada en 1778 y algunos otros sueltos (entre los que hay que mencionar, por el impacto de la imagen y el claroscuro motivado por el hachón, El agarrotado, de hacia 1778-1780)—, es con Los caprichos, cuya venta anuncia el Diario de Madrid el 6 de febrero de 1799, como Goya inicia el grabado romántico y contemporáneo, con una serie de carácter satírico. En su anuncio, Goya presenta una

Colección de estampas de asuntos caprichosos, inventadas y grabadas al agua fuerte, por Don Francisco Goya. Persuadido el autor de que la censura de los errores y vicios humanos (aunque parece peculiar de la eloqüencia y la poesía), puede ser también objeto de la pintura: ha escogido como asuntos proporcionados para su obra, entre la multitud de extravagancias y desaciertos que son comunes en toda sociedad civil, y entre las preocupaciones y embustes vulgares, autorizados por la costumbre, la ignorancia o el interés, aquellos que ha creído más aptos a suministrar materia para el ridículo, y exercitar al mismo tiempo la fantasía del artífice.

Supone la primera realización española de una serie de estampas caricaturescas, al modo de las que había en Inglaterra y Francia, pero con una gran calidad en el manejo de las técnicas del aguafuerte y el aguatinta —con toques de buril, bruñidor y punta seca— y una innovadora originalidad temática, pues Los caprichos no se dejan interpretar en un solo sentido, al contrario que la estampa satírica convencional. Entre 1793 y 1798 realizó un total de ochenta grabados, en planchas al aguafuerte reforzadas con aguatinta. El aguafuerte era la técnica habitual de los pintores-grabadores en el siglo XVIII, pero la combinación con el aguatinta le permitió crear superficies de matizadas sombras merced al uso de resinas de distinta textura, con las que obtuvo una gradación en la escala de grises que le permitió crear una iluminación dramática e inquietante heredada de la obra de Rembrandt.

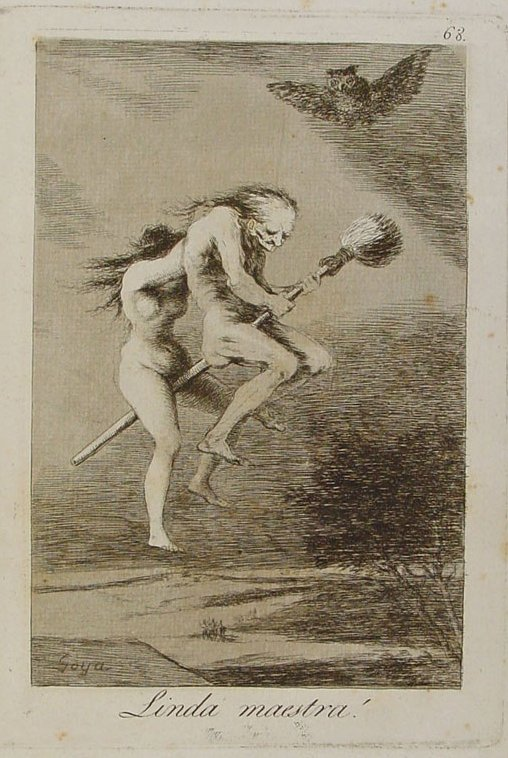
Capricho n.º 68, «Linda maestra» (Museo del Prado).

Con estos «asuntos caprichosos» —como los llama Leandro Fernández de Moratín, quien con toda probabilidad redactó el prefacio a la edición—, plenos de invención, se trataba de difundir la ideología de la minoría intelectual de los ilustrados, que incluía un anticlericalismo más o menos explícito. Hay que tener en cuenta que las ideas pictóricas de estas estampas se gestan al menos desde 1796, pues aparecen antecedentes en el Álbum de Sanlúcar (o Álbum A) y en el Álbum de Madrid (también llamado Álbum B).
La temática de estos grabados se centra principalmente en la brujería y la prostitución, así como el anticlericalismo, las críticas a la Inquisición, la denuncia de las injusticias sociales, de la superstición, de la incultura, los matrimonios por interés y otro tipo de vicios, así como alusiones a la medicina y el arte —como los tópicos del «asno médico» y el «mono pintor»—.
En los años en que Goya crea los Caprichos, los ilustrados por fin ocupan puestos de poder: Jovellanos fue desde noviembre de 1797 a agosto de 1798 el máximo mandatario en España; Francisco de Saavedra, amigo del ministro y de ideas avanzadas, ocupó la Secretaría de Hacienda en 1797 y la del Estado del 30 de marzo al 22 de octubre de 1798. El periodo en el que se gestan estas imágenes es propicio para la búsqueda de lo útil en la crítica de los vicios universales y particulares de la España del momento, aunque ya en 1799 comenzó la reacción que obligó a Goya a retirar de la venta las estampas y regalarlas al rey en 1803 curándose en salud.
El grabado más emblemático de los Caprichos —y posiblemente de toda la obra gráfica goyesca— es el que inicialmente iba a ser el frontispicio de la obra y en su publicación definitiva sirvió de bisagra entre una primera parte dedicada a la crítica de costumbres de una segunda más inclinada a explorar la brujería y la noche a que da inicio el capricho n.º 43, «El sueño de la razón produce monstruos». Desde su primer dibujo preparatorio, de 1797 (titulado en el margen superior como «Sueño 1º»), se representaba al propio autor soñando, y aparecía en ese mundo onírico una visión de pesadilla, con su propia cara repetida junto a cascos de caballos, cabezas fantasmales y murciélagos. En la estampa definitiva quedó la leyenda en el frontal de la mesa donde se apoya el hombre vencido por el sueño que entra en el mundo de los monstruos una vez apagado el mundo de las luces.
Los caprichos inauguró una senda en la que el artista aragonés profundizó en sus pensamientos y sentimientos más íntimos y en la que reflexionó sobre todos los aspectos sociales y culturales de su tiempo, un ciclo que prosiguió con otras series de grabados como Los desastres de la guerra y Los disparates. Su temática satírica, con gusto por lo macabro, lo grotesco, lo demoníaco, es la antítesis del clasicismo imperante en su época, pero a la vez su complemento, ya que hace aflorar la hipocresía inherente a la moral dieciochesca. Es una visión que preludia el romanticismo, pero un romanticismo alejado de la vía oficial, que solo tiene parangón en otros dos artistas visionarios: William Blake y Johann Heinrich Füssli.
Con estos grabados, en los que se percibe la influencia directa de varios artistas gráficos, especialmente Rembrandt, Jacques Callot y Giambattista Tiepolo, Goya encontró una libertad de la que carecía con sus obras por encargo. Se percibe en estas imágenes mayor soltura y fluidez, sin duda disfruta de su creación artística y se despierta su vena irónica e irreverente. Pese a todo, no renunció a sus encargos y su posición como pintor del rey, de hecho durante toda su carrera se preocupó de mantener su estatus social, de tener una seguridad que le permitiese vivir con comodidad. Prueba de esta preocupación es que hacia finales de siglo cambió su nombre de Francisco Goya a Francisco de Goya.

### El sueño de la razón

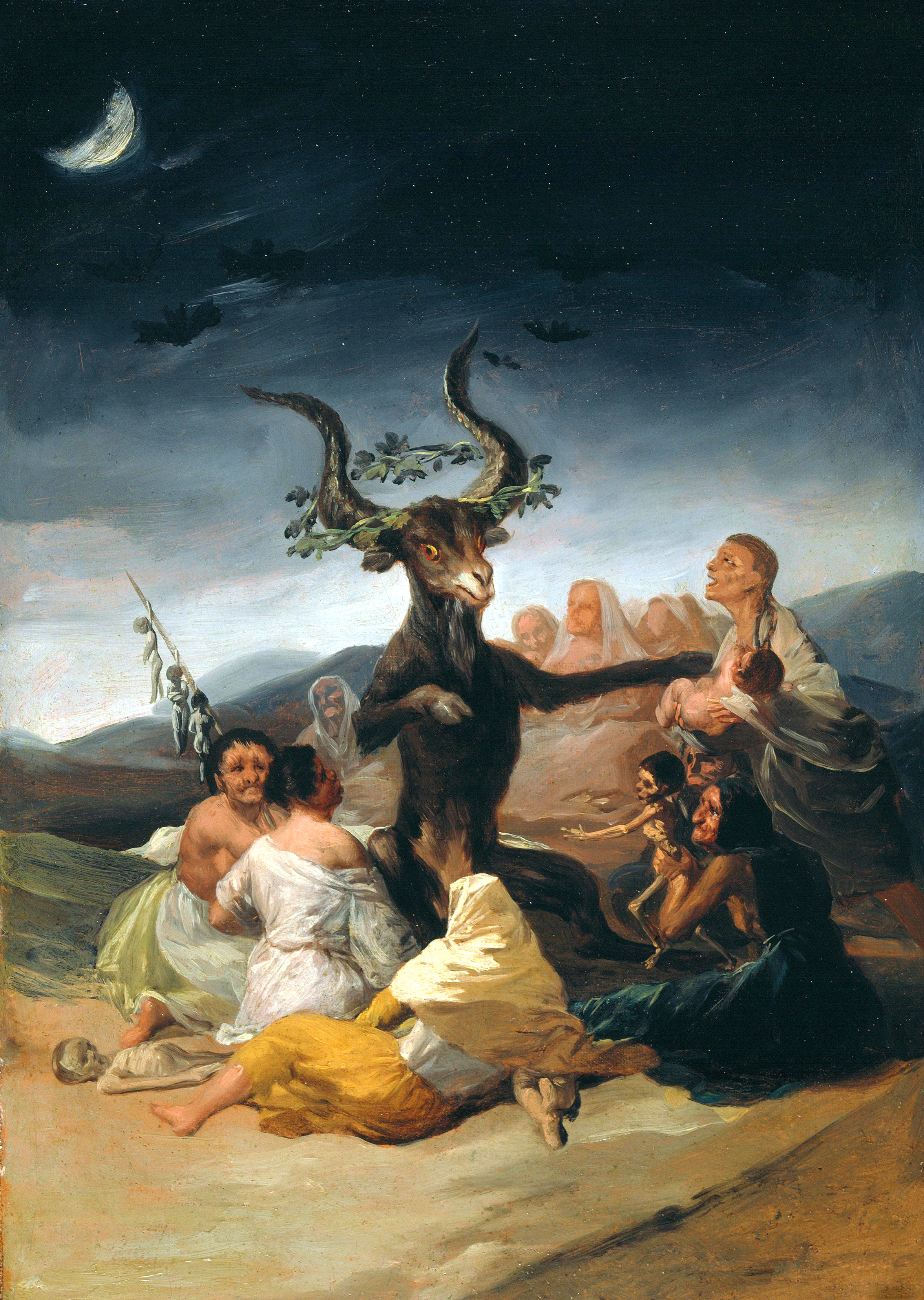
El aquelarre, 1797-1798 (Museo Lázaro Galdiano, Madrid).

Antes de que finalizase el siglo XVIII Goya aún pintó tres series de cuadros de pequeño formato que insisten en el misterio, la brujería, la noche e incluso la crueldad y están relacionados temáticamente con los primeros cuadros de capricho e invención pintados tras su enfermedad de 1793.
En primer lugar se encuentran dos lienzos encargados por los duques de Osuna para su finca de la Alameda que se inspiran en el teatro de la época. Son los titulados El convidado de piedra —actualmente en paradero desconocido, e inspirado en un momento de una versión de Don Juan de Antonio de Zamora: No hay plazo que no se cumpla ni deuda que no se pague— y La lámpara del diablo, una escena de El hechizado por fuerza que recrea un momento del drama homónimo del citado dramaturgo en el que un pusilánime supersticioso intenta que no se le apague un candil convencido de que si ocurre morirá. Ambos realizados entre 1797 y 1798, representan escenas teatrales caracterizadas por la presencia del temor ante la muerte aparecida como una personificación terrorífica y sobrenatural.
En junio de 1798 Goya presentó al duque la «Cuenta de seis cuadros de composición de asuntos de brujas, que están en Alameda, seis mil reales de vellón» por los cuadros con temas brujeriles que completaban la decoración de la quinta del Capricho: La cocina de los brujos, Vuelo de brujas (1797), El conjuro (o Las brujas) y El aquelarre, en el que unas mujeres de rostros avejentados y deformes situadas en torno a un gran macho cabrío —imagen del demonio—, le entregan como alimento niños vivos. Un cielo melancólico —esto es, nocturno y lunar— ilumina la escena.

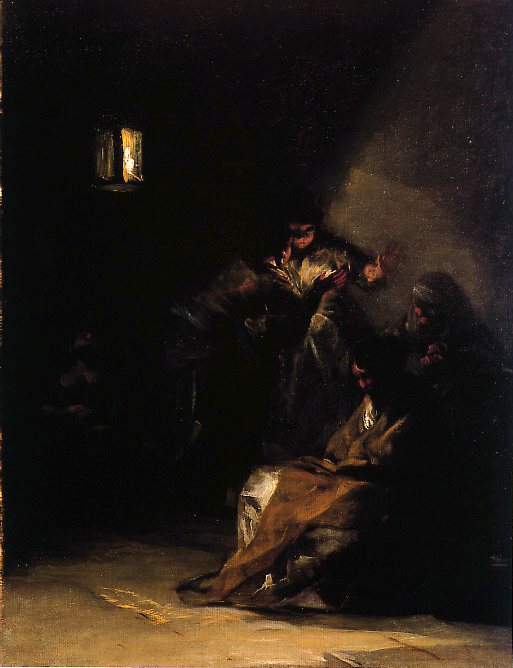
Interior de prisión o Crimen del castillo II, 1798-1800. María Vicenta, en prisión tras asesinar a su esposo, espera ser ejecutada (colección Marqués de la Romana).

Este tono se mantiene en toda la serie, que pudo ser concebida como una sátira ilustrada de las supersticiones populares, aunque estas obras no están exentas de ejercer una atracción típicamente prerromántica en relación con los tópicos anotados por Edmund Burke en Indagación filosófica sobre el origen de nuestras ideas acerca de lo sublime y de lo bello (1756) acerca de «lo sublime terrible».
Es difícil dilucidar si estos lienzos sobre temas de brujos y brujas tienen intención satírica, como ridiculización de falsas supersticiones, en la línea de las declaradas al frente de Los caprichos y el ideario ilustrado, o por el contrario responden al propósito de transmitir emociones inquietantes, producto de los maleficios, hechizos y ambiente lúgubre y terrorífico que será propio de etapas posteriores. A diferencia de las estampas, aquí no hay lemas que nos guíen y los cuadros mantienen una ambigüedad interpretativa, no exclusiva, por otra parte, de esta temática. Tampoco en su acercamiento al mundo taurino Goya nos da suficientes indicios para decantarse por una visión crítica o por la del entusiasta aficionado a la tauromaquia que era en su juventud, a juzgar por sus propios testimonios epistolares.
Mayores contrastes de luz y sombra muestran una serie de pinturas que relatan un suceso contemporáneo: el que se llamó «crimen del Castillo». Francisco del Castillo fue asesinado por su esposa María Vicenta y su amante y primo Santiago Sanjuán. Posteriormente, estos fueron detenidos, juzgados en un proceso que se hizo célebre por la elocuencia de la acusación fiscal (a cargo de Meléndez Valdés, poeta ilustrado del círculo de Jovellanos y amigo de Goya), y ejecutados el 23 de abril de 1798 en la plaza Mayor de Madrid. El artista, al modo en que lo hacían las aleluyas que solían relatar los ciegos acompañándose de viñetas, recrea el homicidio en dos pinturas tituladas La visita del fraile (o El Crimen del Castillo I) e Interior de prisión (El Crimen del Castillo II), pintadas antes de 1800. En ella aparece el tema de la cárcel que, como el del manicomio, fue motivo constante del arte goyesco y que le permitía dar expresión a los aspectos más sórdidos e irracionales del ser humano, emprendiendo un camino que culminará en las Pinturas negras.
Hacia 1807 volvió a este modo de historiar sucesos a manera de aleluyas en la recreación de la historia de Fray Pedro de Zaldivia y el bandido Maragato en seis cuadros o viñetas.

### Los frescos de San Antonio de la Florida y otras pinturas religiosas

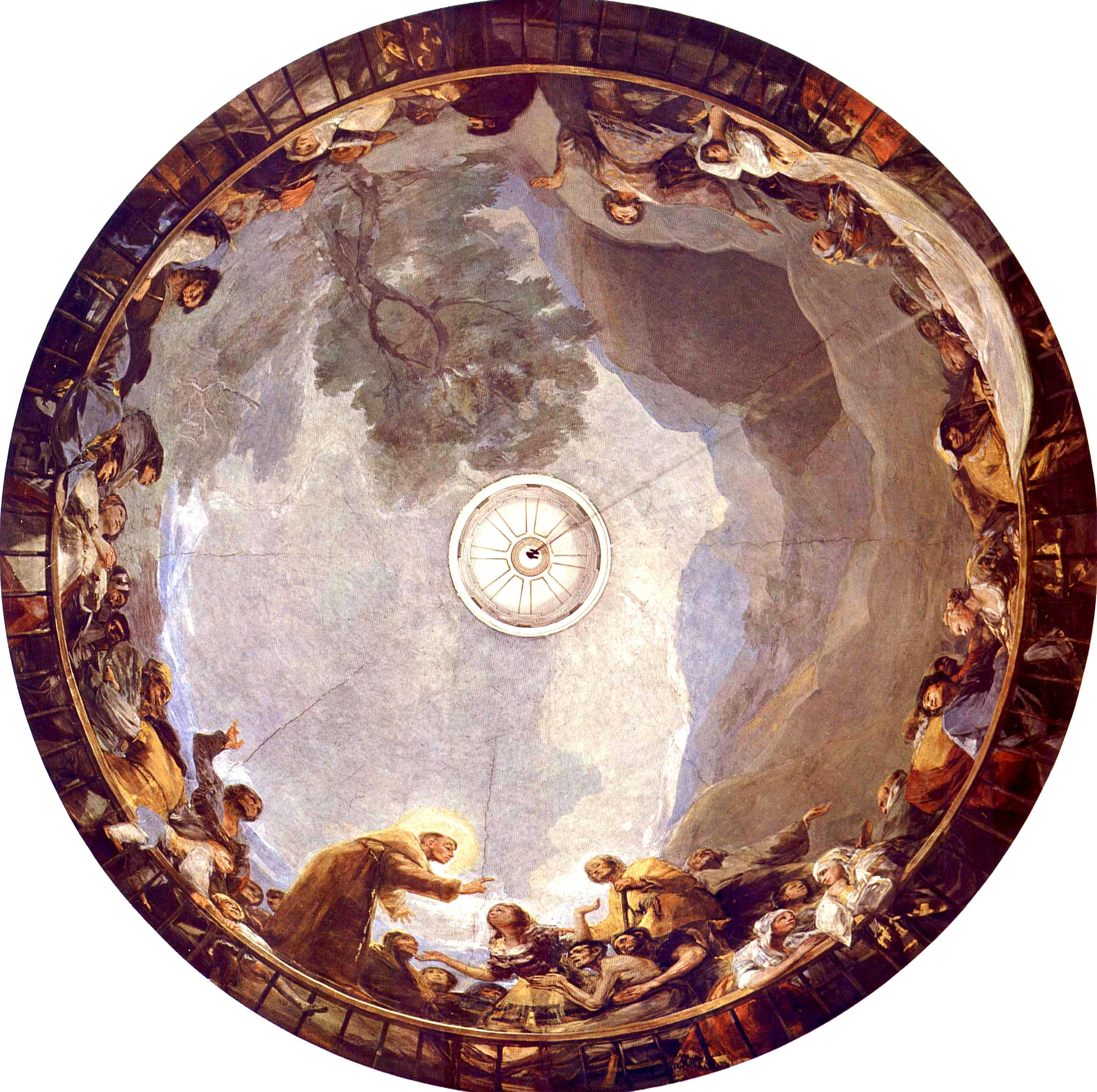
Vista cenital de la bóveda de la ermita de San Antonio de la Florida.

Hacia 1797 Goya trabajó en la decoración mural con pinturas sobre la vida de Cristo para el Oratorio de la Santa Cueva de Cádiz. En ellas se aleja de la iconografía habitual para presentar pasajes como La multiplicación de los panes y los peces y la Última Cena desde una perspectiva más humana. Otro encargo, esta vez de parte de la catedral de Toledo, para cuya sacristía pintó al óleo un Prendimiento de Cristo en 1798, supone un homenaje a El Expolio del Greco en su composición y a la iluminación focalizada de Rembrandt.

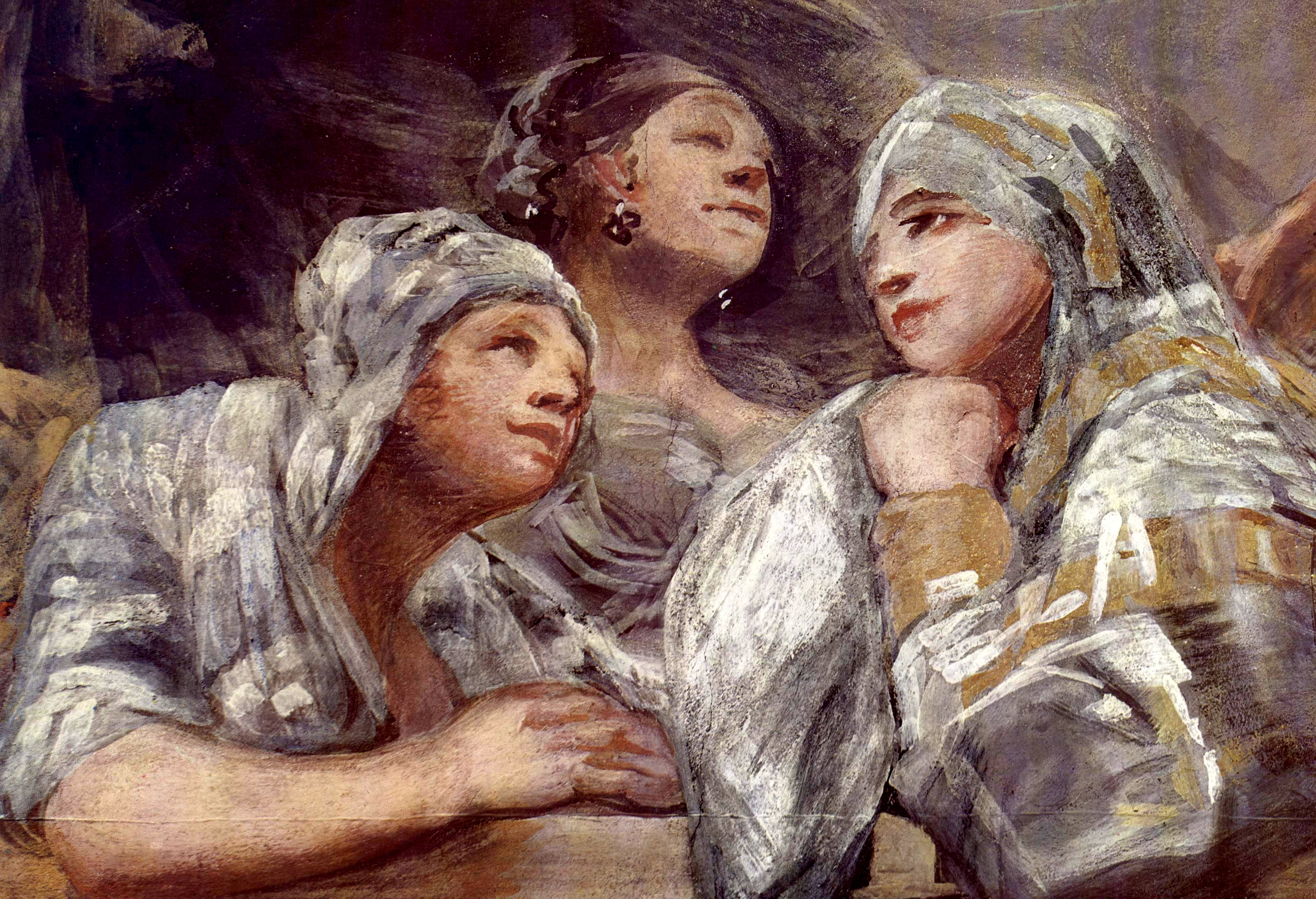
Detalle de los frescos de la ermita de San Antonio de la Florida.

Ese mismo año, de muy intensa actividad, pintó por encargo de Carlos IV los frescos de la ermita de San Antonio de la Florida, la obra cumbre de su pintura mural, en la que pudo sentirse arropado por sus amigos Jovellanos, Saavedra y Ceán Bermúdez —tras la amarga experiencia del Pilar— para desarrollar su técnica e ideas con libertad. Perdida la Real Orden que contuviese el encargo, se ha conservado una memoria de los gastos ocasionados por los materiales empleados en su pintura y por el importe del alquiler de un coche para el desplazamiento diario de Goya «para la obra de la capilla de San Antonio de la Florida, que ha pintado de Real Orden de S. M. en este año de 1798». De ella puede deducirse que trabajó en los frescos, con ayuda de Asensio Juliá, de junio a octubre de 1798. Son muchas las innovaciones que introdujo: desde el punto de vista temático, bajo el anillo de la cúpula situó en la bóveda del ábside –con la Adoración de la Trinidad–, los intradoses de los arcos, las pechinas y los lunetos, gran cantidad de ángeles niños, con alas de mariposa, y ángelas jóvenes descorriendo pesados cortinajes para que el milagro que ocurre en la media naranja se haga visible. Por encima de la cornisa, llenó la cúpula con la representación de uno de los milagros de san Antonio de Padua, que no es de los más representados en la iconografía del santo milagrero: la resurrección de un muerto para que testifique en favor del padre del santo, injustamente acusado de asesinato. Asisten al milagro tras una barandilla anular no menos de cincuenta personajes con actitudes y expresiones variadas, en su mayor parte procedentes de las capas más humildes de la sociedad, sobre los que destaca, erguido sobre un pequeño montículo, el santo franciscano. Ese papel predominante que Goya otorga a majas y chisperos como testigos del milagro, medio por el que podría haber buscado persuadir del milagro a cualquiera que se acercase a contemplar la obra de arte, ha sido interpretado también, en ocasiones negativamente, como muestra del carácter profano de la composición.
La composición dispone un friso de figuras contenidas por una barandilla en trampantojo, y el realce de los grupos y los protagonistas de estos se resuelve mediante zonas más elevadas, como la del propio santo, o el personaje que enfrente alza los brazos al cielo. No hay estatismo, todas las figuras se relacionan dinámicamente. Un pilluelo se encarama en la barandilla, la mortaja está apoyada en ella como sábana secándose tendida al sol. Un paisaje de la sierra madrileña, cercano al del costumbrismo de los cartones, constituye el fondo de toda la cúpula.
Pero es en su técnica, de ejecución firme y rápida, con pinceladas enérgicas que resaltan las luces y los brillos, y en el modo como resuelve los volúmenes con rabiosos toques abocetados que, a la distancia con que el espectador los contempla, adquieren una consistencia notable, donde se observa la prodigiosa maestría de Goya y hace de estos frescos la «Capilla Sixtina del siglo XVIII», según los calificó Severo Ochoa en una serie de artículos en el diario ABC, al tiempo que denunciaba el estado de abandono en que se encontraban.
En 1800 recibió el encargo de tres cuadros de altar para la iglesia de San Fernando en Monte Torrero (Zaragoza), destruidos en 1808: Santa Isabel de Portugal cuidando a un enfermo, Aparición de san Isidoro a Fernando III el Santo y San Hermenegildo en la prisión. Según Jovellanos, destacaban por su «fuerza de claroscuro, belleza inimitable de colorido y cierta magia de las luces y de los tonos cuales ningún otro pincel parece poder alcanzar». Subsisten los bocetos, dos en el Museo Lázaro Galdiano y otro en el Museo de Bellas Artes de Buenos Aires.

## Los albores del (1800-1807)

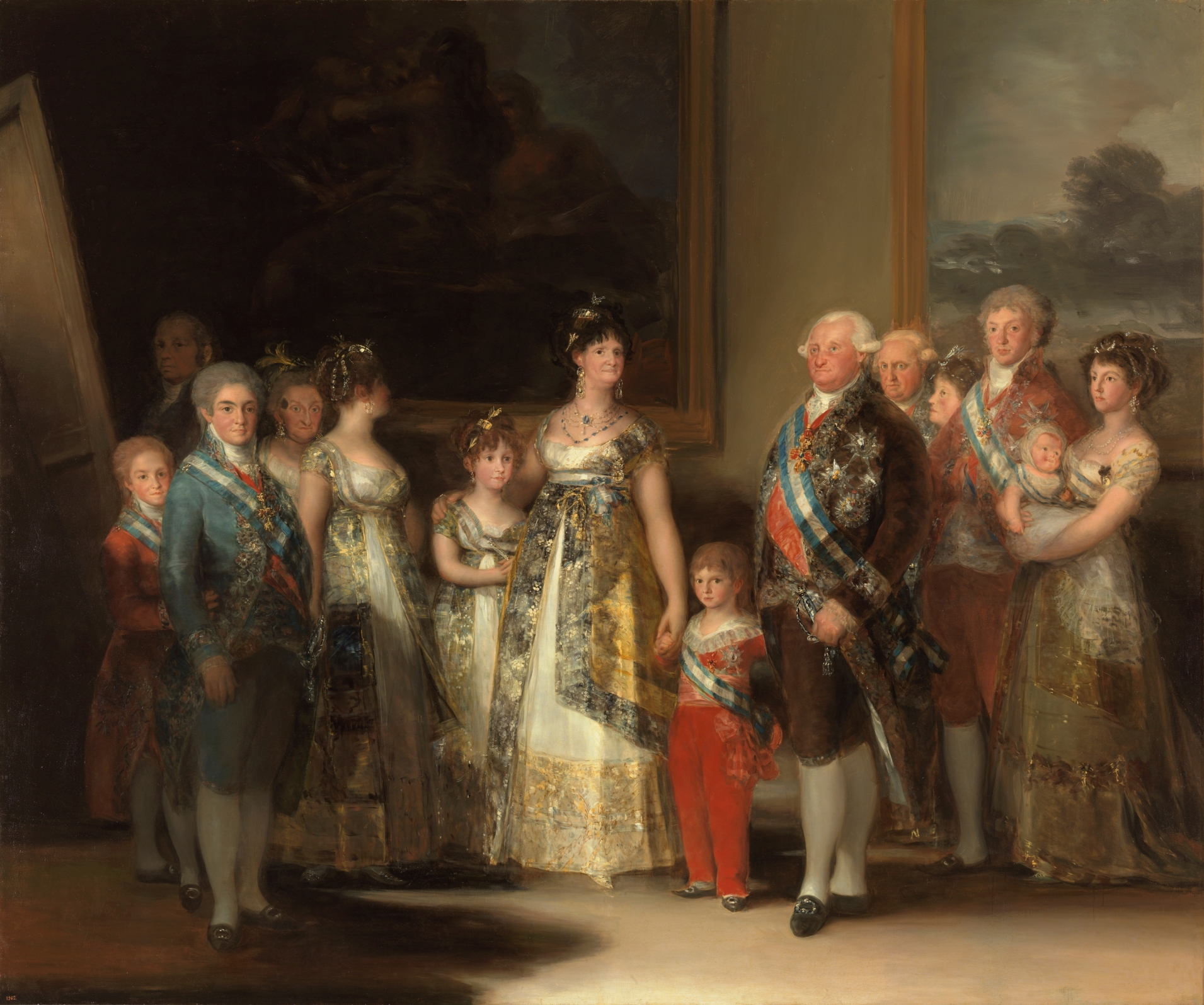
La familia de Carlos IV, 1800 (Museo del Prado).

## Los albores delsigloXIX(1800-1807)

### La familia de Carlos IVy otros retratos
En 1800 Goya recibió el encargo de pintar un gran cuadro de grupo de la familia real, que se materializó en La familia de Carlos IV. Siguiendo el antecedente de Las Meninas de Velázquez, dispuso a la realeza en una estancia del palacio situándose el pintor a la izquierda pintando un gran lienzo en un espacio en penumbra. Sin embargo, la profundidad del espacio del cuadro velazqueño queda aquí truncada por una pared próxima en la que vemos dos grandes cuadros de motivo indefinido. En Goya el juego de perspectivas desaparece y la familia real simplemente posa. No sabemos qué cuadro está pintando el artista y, aunque se ha pensado que la familia se sitúa frente a un espejo que Goya contempla, lo cierto es que no hay pruebas de tal conjetura. Más bien al contrario, la luz ilumina directamente al grupo, por lo que desde el frente del cuadro debería haber una ventana o un espacio diáfano y, en todo caso, la luz de un espejo difuminaría la imagen. No es el caso, pues la pincelada impresionista de Goya aplica destellos en las ropas que dan una ilusión perfecta de la calidad de los tejidos de las vestiduras y de las condecoraciones y joyas de los miembros de la realeza. En esta obra parece otorgar un orden protocolario a la iluminación, desde la más potente centrada en los reyes en la parte central, pasando por la más tenue del resto de la familia hasta la penumbra en que se autorretrata el propio artista en la esquina izquierda.
Alejado de las representaciones más oficiales —los personajes visten trajes de gala, pero no portan símbolos de poder ni aparecen, como era habitual en otras representaciones, enmarcados entre cortinajes a modo de palio—, se da prioridad a mostrar una idea de la educación basada en el cariño y la activa participación de los padres, lo que no siempre era usual en la realeza. La infanta María Luisa lleva su hijo, Carlos Luis muy cerca del pecho, lo que evoca la lactancia materna; Carlos María Isidro abraza a su hermano Fernando en un gesto de ternura. El ambiente es distendido, cual un interior plácido y burgués.
En otoño de 1799 ejecutó también otra serie de retratos de los reyes: Carlos IV cazador, María Luisa con mantilla, Carlos IV a caballo, María Luisa a caballo, Carlos IV en uniforme de coronel de la guardia de corps y María Luisa con traje de corte.

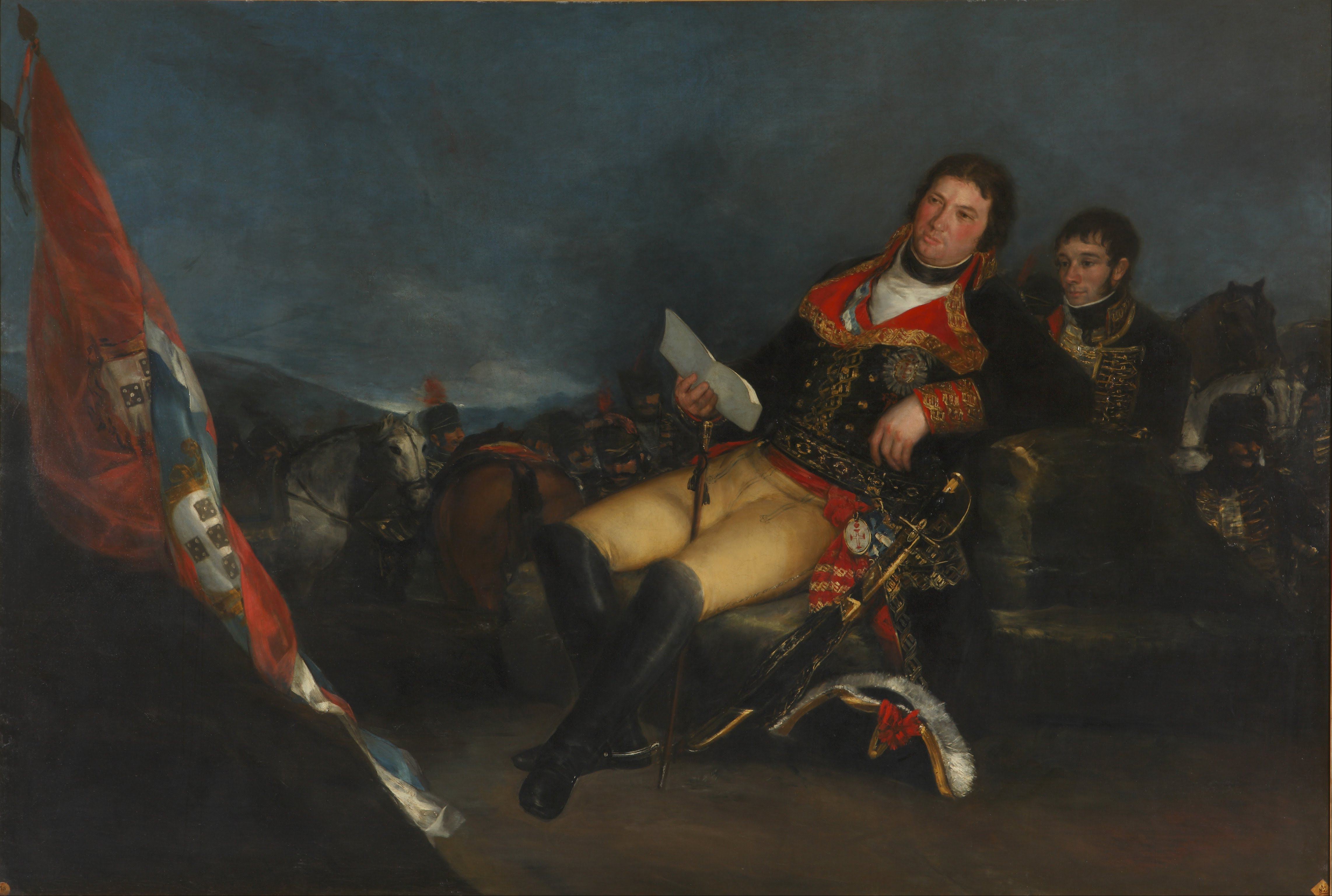
Retrato de Manuel Godoy, 1801 (Academia de San Fernando, Madrid).

También retrató a Manuel Godoy, el hombre más poderoso de España tras el rey en estos años. En 1794, cuando era duque de Alcudia, había pintado un pequeño boceto ecuestre de él. En 1801 aparece representado en la cumbre de su poder, tras haber vencido en la guerra de las Naranjas —la bandera portuguesa testimonia su victoria—, y lo pinta en campaña como generalísimo del ejército y «Príncipe de la paz», pomposos títulos otorgados a resultas de su actuación en la guerra contra Francia. El Retrato de Manuel Godoy muestra una caracterización psicológica incisiva. Figura como un arrogante militar que descansa de la batalla en posición relajada, rodeado de caballos y con un fálico bastón de mando entre sus piernas. No parece destilar mucha simpatía por el personaje y a esta interpretación se suma el que Goya podría ser partidario en esta época del príncipe de Asturias, que luego reinaría como Fernando VII, entonces enfrentado al favorito del rey.
Es habitual considerar que Goya conscientemente degrada a los representantes del conservadurismo político que retrataba, pero tanto Glendinning como Bozal matizan este extremo. Sin duda sus mejores clientes se veían favorecidos en sus cuadros y a esto debía el aragonés gran parte de su éxito como retratista. Siempre consiguió dotar a sus retratados de una apariencia vívida y un parecido que era muy estimado en su época y es precisamente en los retratos reales donde más obligado estaba a guardar el decoro debido y representar con dignidad a sus protectores.

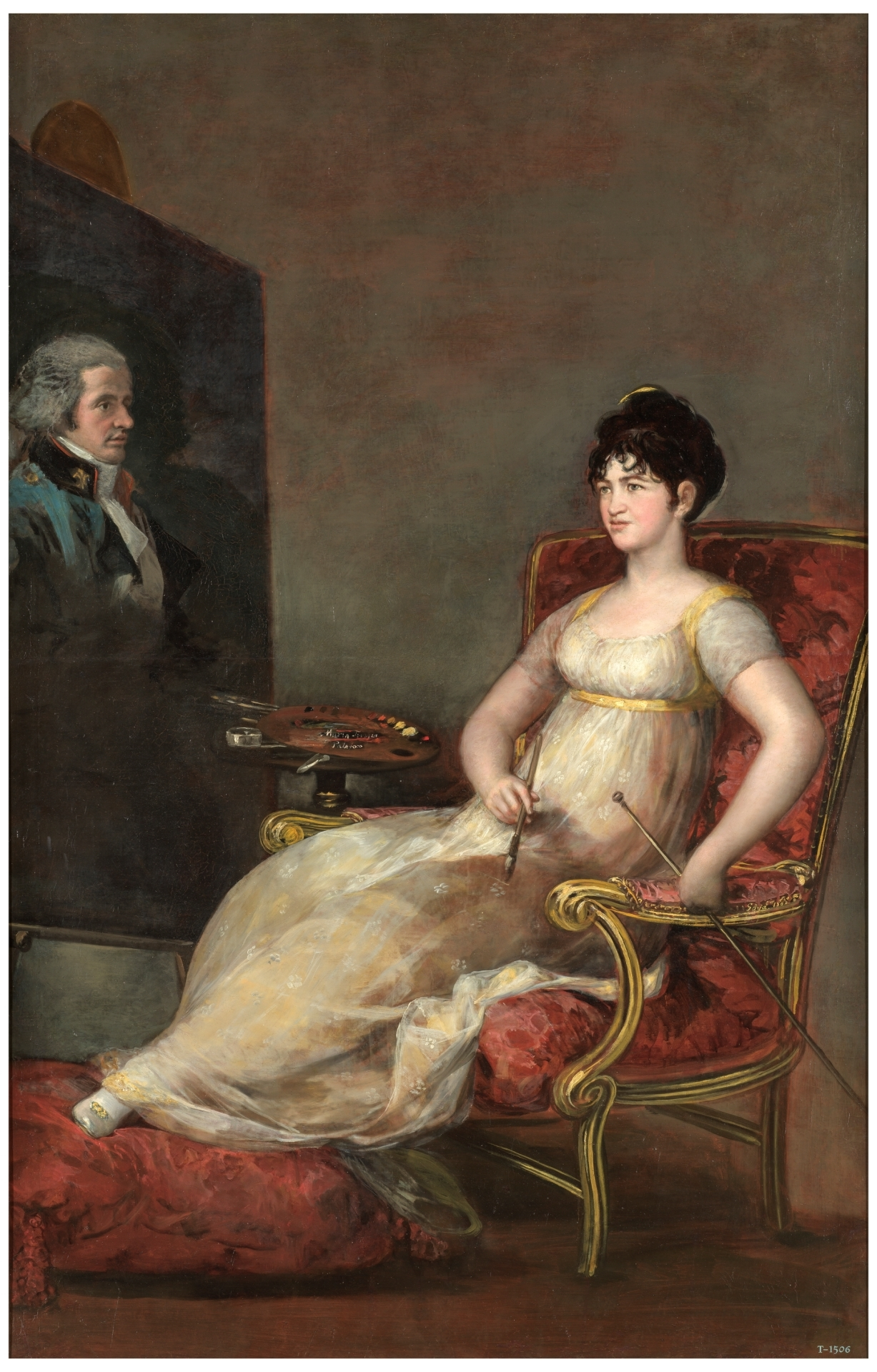
La XII marquesa de Villafranca pintando a su marido (Museo del Prado).

En estos años produjo los que quizá sean sus mejores retratos. No solo se ocupó de aristócratas y altos cargos, sino que abordó toda una galería de personajes destacados de las finanzas y la industria y, sobre todo, son señalados sus retratos de mujeres. Ellas muestran una decidida personalidad y están alejadas de la tópica imagen de cuerpo entero en un paisaje rococó de artificiosa belleza. Ejemplos de esta presencia de los incipientes valores burgueses son el Retrato de Tomás Pérez de Estala (un empresario textil), el de Bartolomé Sureda —industrial dedicado a los hornos de cerámica— y su mujer Teresa, el de Sabasa García, de María Antonia Gonzaga, marquesa viuda de Villafranca (h. 1795) o la Marquesa de Santa Cruz —neoclásico de los años del estilo Imperio—, conocida por sus aficiones literarias. También está el busto de Isabel de Porcel, que prefigura todo el retrato decimonónico, romántico o burgués, aunque su atribución a Goya se ha puesto en duda. Pintados en torno a 1805, los aditamentos de poder asociados a los personajes de estas obras se reducen al mínimo, en favor de una prestancia humana y cercana, que destaca las cualidades naturales de los retratados. Incluso en los retratos aristocráticos desaparecen las fajas, bandas y medallas con que habitualmente se veían representados.

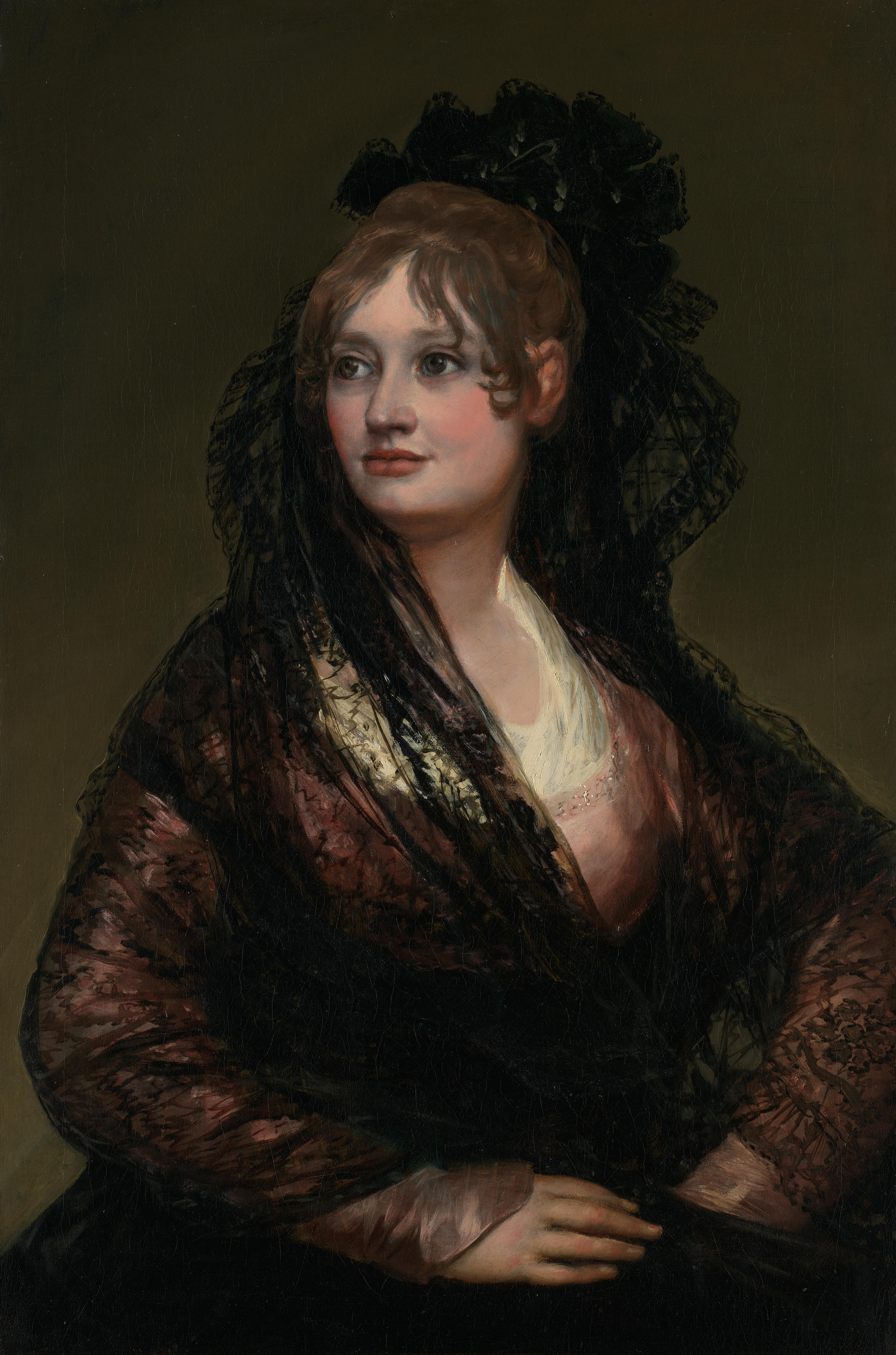
Retrato de Isabel Porcel, National Gallery de Londres (atribución dudosa).

En La XII marquesa de Villafranca pintando a su marido (1804) la protagonista, María Tomasa Palafox y Portocarrero, quien el año siguiente será nombrada académica de mérito de la Real Academia de Bellas Artes de San Fernando, aparece pintando un cuadro de su marido y la actitud con que la representa Goya es toda una declaración de principios en favor de la capacidad intelectual y creativa de la mujer. 
Del Retrato de Isabel Porcel asombra el gesto de fuerte carácter, de «gallardía», en actitud «desenfadada», que hasta entonces no había aparecido en la pintura de género de retrato femenino con la excepción, quizá, del de la duquesa de Alba. Pero en este ejemplo la dama no pertenece a la Grandeza de España, ni siquiera a la nobleza. El dinamismo, pese a la dificultad que entraña en un retrato de medio cuerpo, está plenamente conseguido gracias al giro del tronco y los hombros, al del rostro orientado en sentido contrario al del cuerpo, a la mirada dirigida hacia el lateral del cuadro y a la posición de los brazos, firmes y en jarras. Con solo negros y algún ocre y rosado consigue matices y veladuras de gran efecto. La belleza y aplomo con que se retrata a este nuevo modelo de mujer ha superado con mucho los estereotipos femeninos del siglo anterior.
Cabe mencionar otros retratos notables de estos años, como los de María de la Soledad Vicenta Solís, condesa de Fernán Núñez y su marido, de noble apostura, ambos de 1803; el de María Gabriela Palafox y Portocarrero, marquesa de Lazán (h. 1804, colección de los duques de Alba), vestida a la moda napoleónica y pintada con una gran carga de sensualidad, el de José María Magallón y Armendáriz, marqués de San Adrián, intelectual aficionado al teatro y amigo de Leandro Fernández de Moratín, que posa con aire romántico, y el de su mujer, la actriz María de la Soledad, marquesa de Santiago.
También retrató a arquitectos —ya hizo un retrato en 1786 de Ventura Rodríguez—, como Isidro González Velázquez (1801) y, sobre todo, destaca el magnífico de Juan de Villanueva (1800-1805), en el que Goya capta un instante de tiempo y da al gesto una verosimilitud de precisión realista.
Si bien los primeros retratos de estos años aún denotan su estilo tardobarroco poco a poco fue evolucionando hacia un mayor realismo y rigor clasicista por influencia de los cambios operados en Francia por Jacques-Louis David. Este neoclasicismo se percibe especialmente en Bartolomé Sureda e Isabel de Porcel.
En 1802 solicitó el puesto de director de la Academia de San Fernando, que, sin embargo, fue asignado a Gregorio Ferro. En 1805 se casó su hijo Javier con Gumersinda de Goicoechea; al parecer, en el transcurso del enlace conoció a Leocadia Zorrilla —a veces llamada Leocadia Weiss por su apellido de casada—, pariente de la novia, que más tarde sería su ama de llaves; se ha especulado que también pudo ser su amante, aunque no hay pruebas de ello. En 1806 nació su primer nieto, Mariano.

### Las majas
La maja desnuda, obra de encargo pintada entre 1790 y 1800, formó con el tiempo pareja con el cuadro La maja vestida, datada entre 1802 y 1805, probablemente a requerimiento de Manuel Godoy, pues consta que formaron parte de un gabinete de su casa. La primacía temporal de La maja desnuda indica que, en el momento de ser pintado, el cuadro no estaba pensado para formar pareja.
En ambas pinturas se retrata de cuerpo entero a una misma hermosa mujer recostada plácidamente en un lecho y mirando directamente al observador. No se trata de un desnudo mitológico, sino de una mujer real, contemporánea de Goya, e incluso en su época se le llamó «la Gitana». Entre las leyendas goyescas creadas en el siglo XIX, se especuló que La maja desnuda fuera la duquesa de Alba, pero esta afirmación no tiene ninguna evidencia sólida. Parte de esta leyenda afirmaba también que la duquesa fue retratada desnuda en los dibujos del Álbum A y Álbum B. El rostro de La maja es sin embargo una idealización, casi un bosquejo —se incorpora casi como un falso añadido— que no representa el rostro de ninguna mujer conocida de la época. También se ha especulado con que este retrato podría haber sido el de la amante de Godoy, Pepita Tudó.

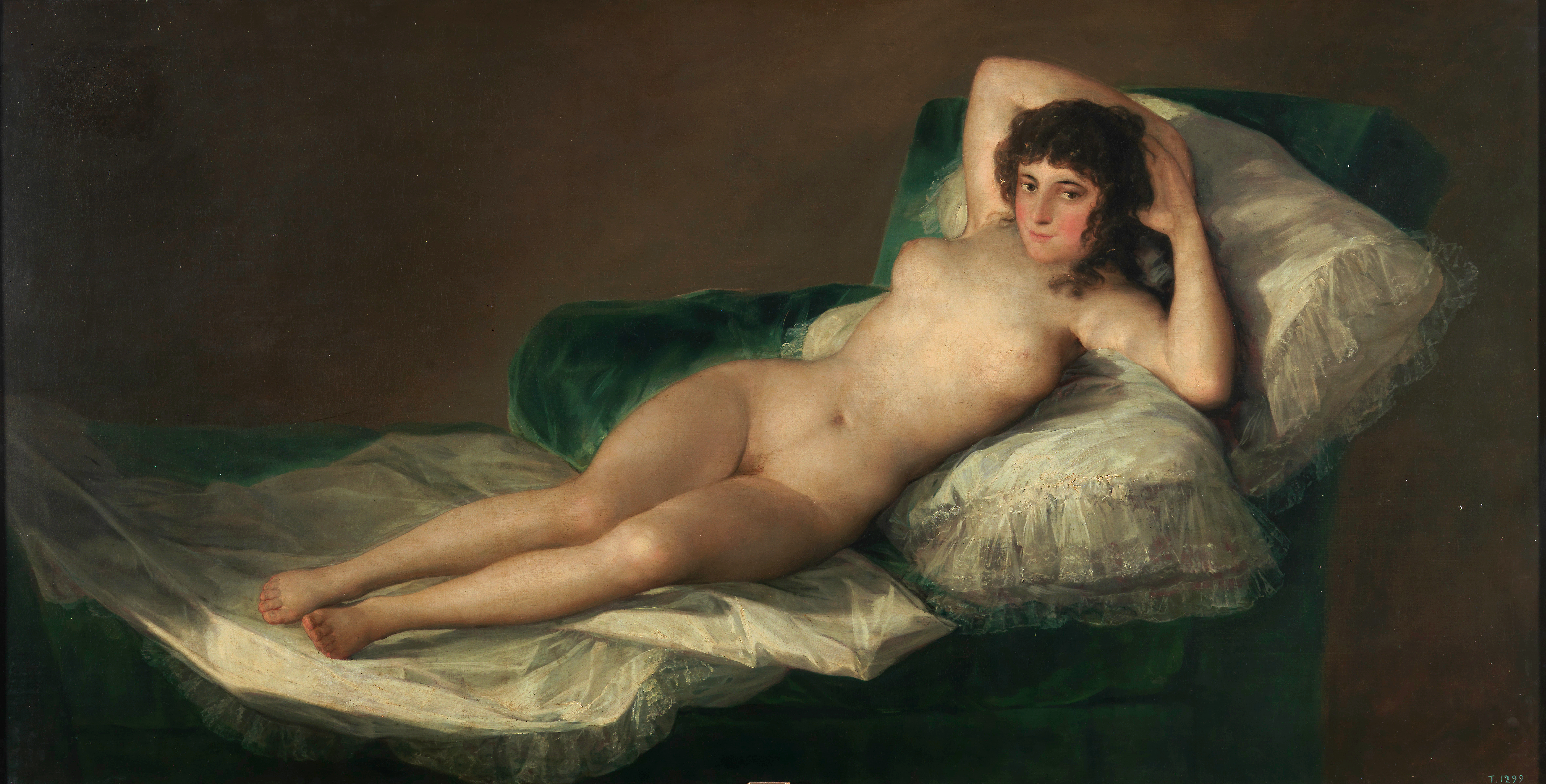
La maja desnuda, 1790-1800.
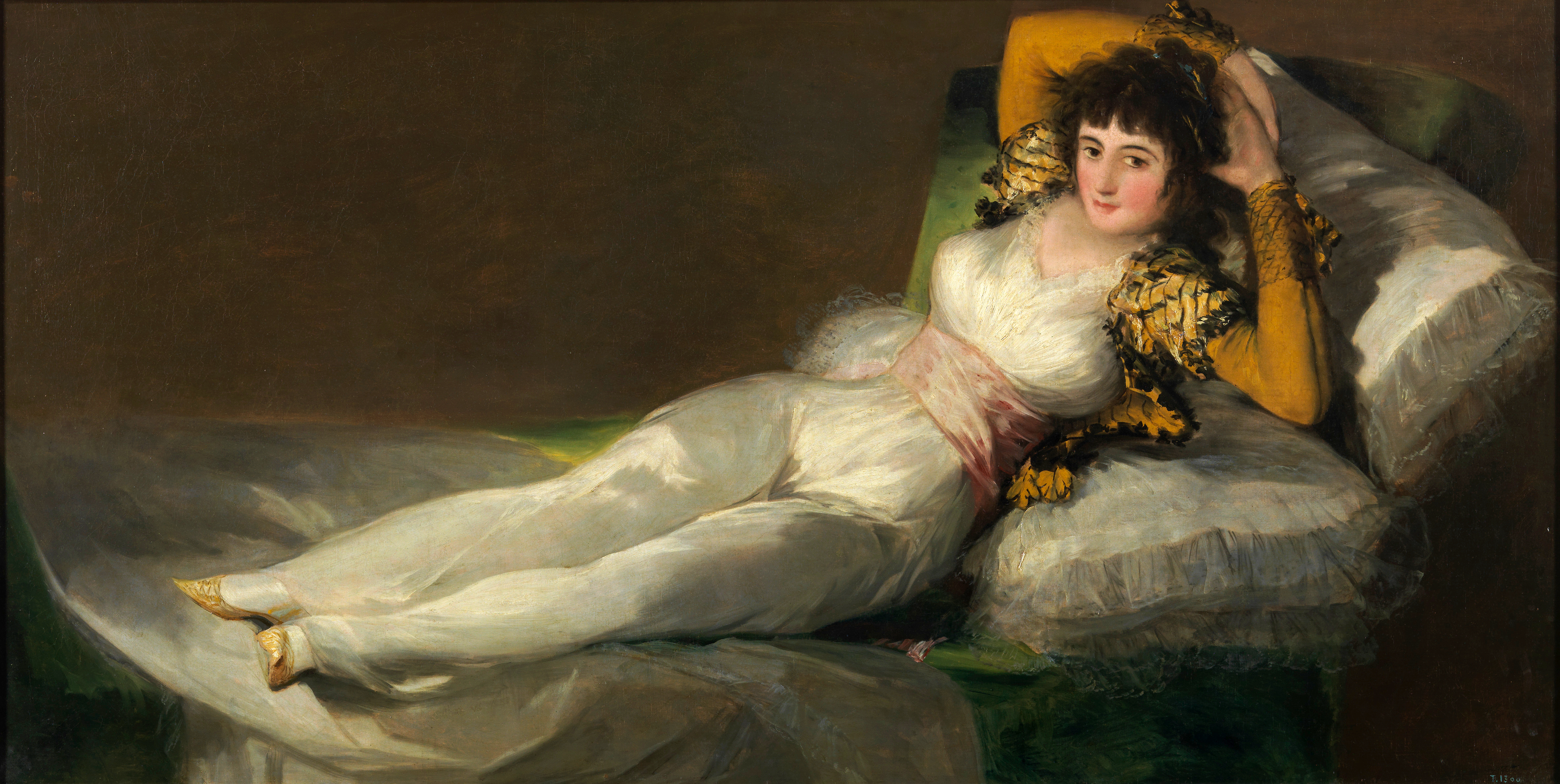
La maja vestida, 1802-1805.

A la muerte de la duquesa de Alba en 1802, todos sus cuadros pasaron a propiedad de Godoy, a quien se sabe que pertenecieron las dos majas. El generalísimo tenía en su haber otros desnudos, como la Venus del espejo de Velázquez o una Venus de Tiziano. Sin embargo no hay pruebas ni de que este rostro pertenezca al de la duquesa ni de que no hubiera podido llegar la Maja desnuda a Godoy por otros caminos, incluso el de un encargo directo a Goya.

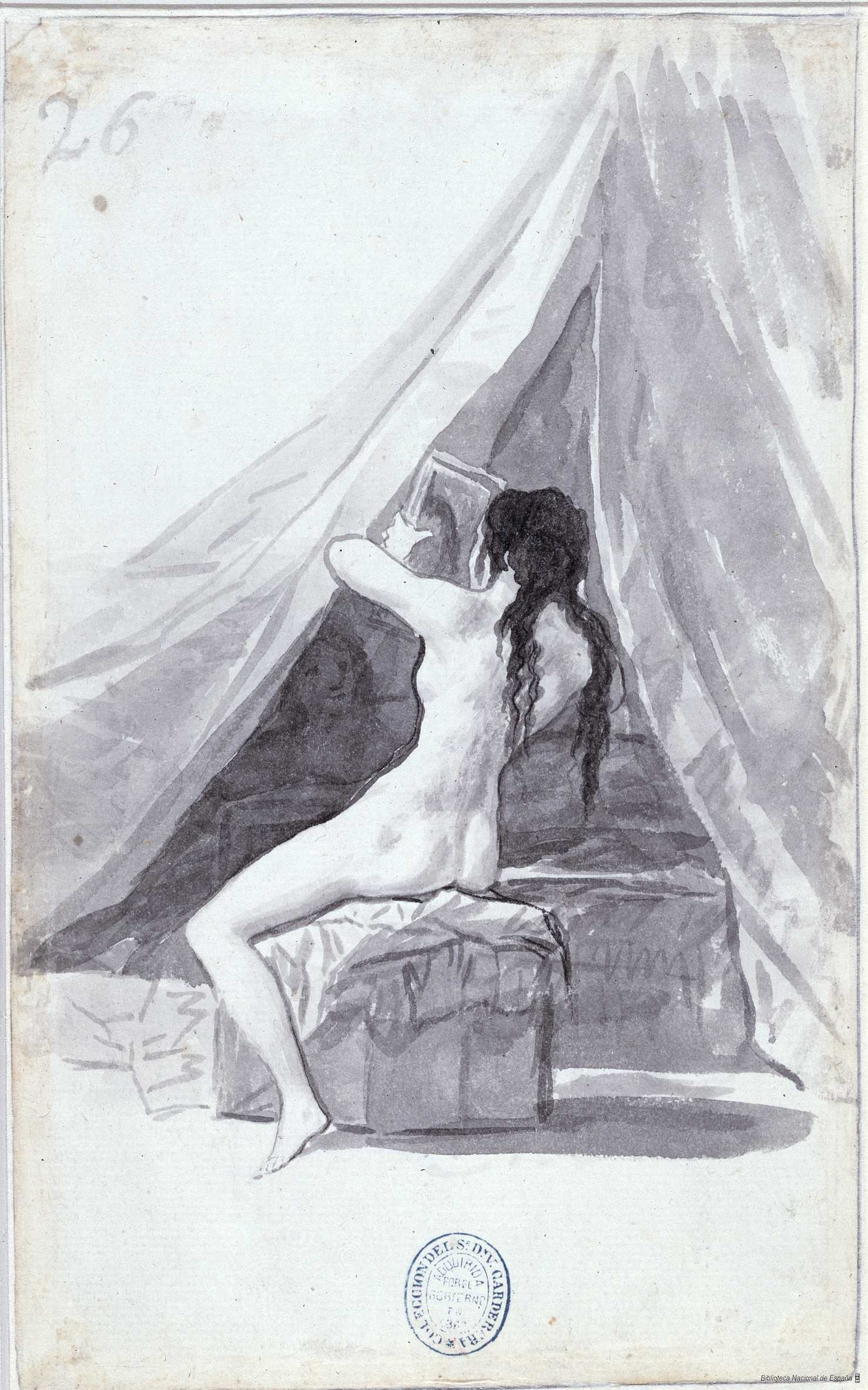
Un desnudo (1796-1797) del Álbum de Sanlúcar-Madrid (o Álbum B), Biblioteca Nacional de España, Madrid.

Gran parte de la fama de estas obras se debe a la polémica que siempre han suscitado, tanto respecto de a quién se debió su encargo inicial como a la personalidad de la retratada. En 1845 Louis Viardot publicó en Musées d'Espagne que la representada era la duquesa y, a partir de esta noticia, la discusión crítica no ha dejado de plantear esta posibilidad. Joaquín Ezquerra del Bayo, en su libro La Duquesa de Alba y Goya afirmó en 1928, basándose en la similitud de postura y dimensiones de las dos majas, que estaban dispuestas de modo que, mediante un ingenioso mecanismo, la maja vestida cubriera a la desnuda como un juguete erótico del gabinete más secreto de Godoy. Se sabe que el duque de Osuna, en el siglo XIX, utilizó este procedimiento con un cuadro que, por medio de un resorte, dejaba ver otro de un desnudo. El cuadro permaneció oculto hasta 1910. Como desnudo erótico que no se acoge a justificación iconográfica alguna, causó un proceso inquisitorial a Goya en 1815, del cual salió absuelto merced a la influencia de algún amigo poderoso.
Este es uno de los primeros desnudos donde se aprecia con nitidez el vello púbico y es uno de los primeros casos de desnudo no justificado por ningún tema histórico, mitológico o religioso, simplemente una mujer desnuda, anónima, a la que vemos en su intimidad, con un cierto aire de voyeurismo. Es una desnudez orgullosa, casi desafiante, la maja mira al espectador directamente, con aire pícaro, juguetón, ofreciendo la belleza sinuosa de su cuerpo para deleite del espectador.
Desde el punto de vista meramente plástico, la calidad de su carnación y la riqueza cromática de las telas son los rasgos más notables. La concepción compositiva es neoclásica, lo que no ayuda gran cosa al establecimiento de una datación precisa. De cualquier modo, los numerosos enigmas que recaban estas obras las han convertido en objeto de atención permanente.

### Fantasías, brujería, locura y crueldad

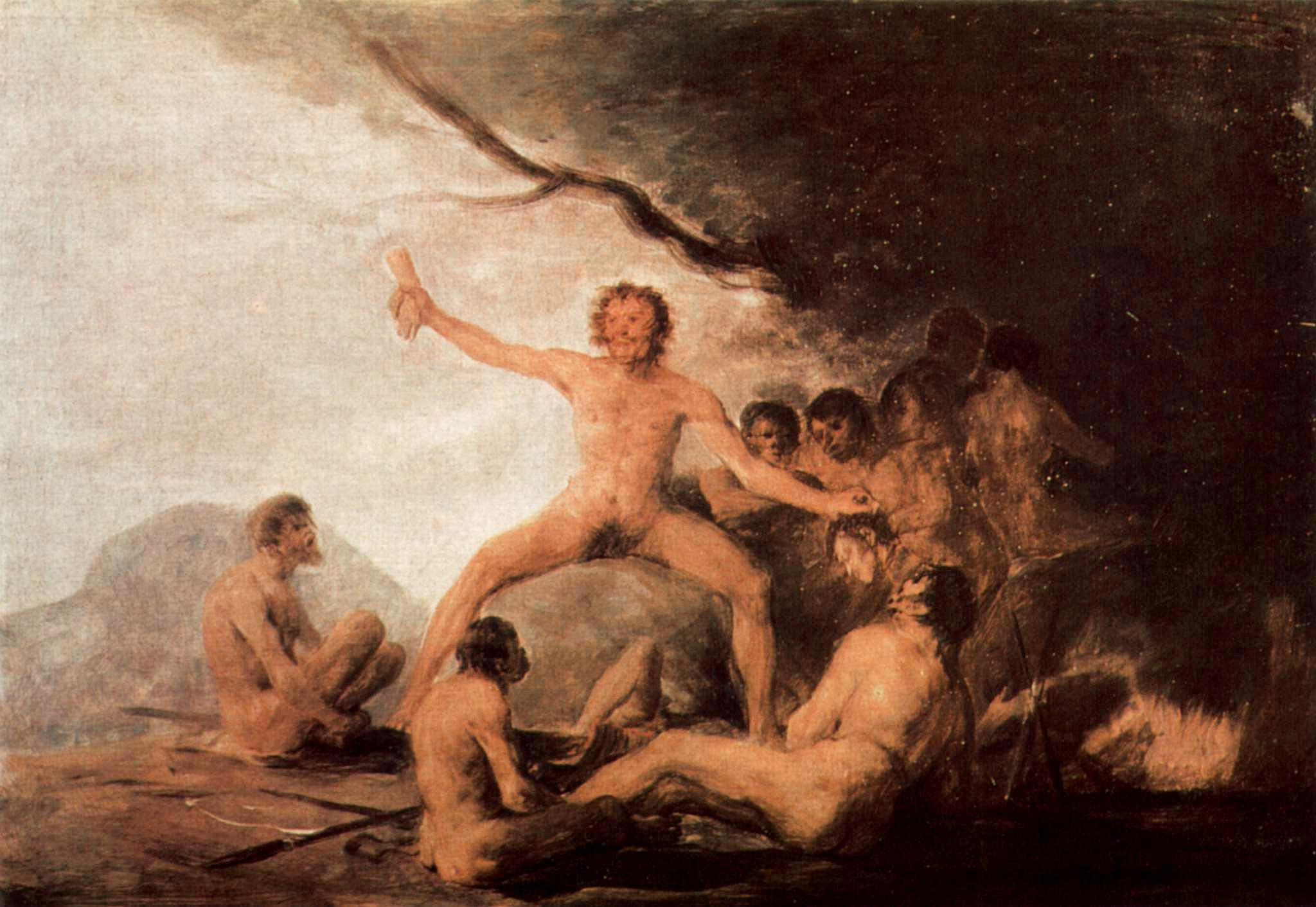
Escena de canibalismo o Caníbales contemplando restos humanos, 1800-1808 (Museo de Bellas Artes de Besançon).

En relación a estos temas se podrían situar varias escenas de violencia extrema que en la exposición organizada por el Museo del Prado en 1993-1994 titulada Goya, el capricho y la invención fueron datadas entre 1798 y 1800, si bien Glendinning y Bozal se inclinan por retrasar las fechas hasta un periodo comprendido entre 1800 y 1814, como por demás tradicionalmente se venía haciendo, por motivos estilísticos —técnica de pincelada más abocetada, menor iluminación de los rostros y atención a destacar las figuras alumbrando las siluetas— y temáticos —su relación con Los desastres de la guerra fundamentalmente—.
Se trata de escenas en las que se presencian violaciones, asesinatos a sangre fría y a bocajarro o escenas de canibalismo: Bandidos fusilando a sus prisioneros (o Asalto de bandidos I), Bandido desnudando a una mujer (Asalto de bandidos II), Bandido asesinando a una mujer (Asalto de bandidos III), Caníbales preparando a sus víctimas y Caníbales contemplando restos humanos. Los dos de canibalismo hacen referencia al martirio de los santos Juan de Brébeuf y Gabriel Lalemant por los iroqueses.
En todos ellos aparecen horribles crímenes perpetrados en cuevas oscuras, que en muchos casos contrastan con la luz cegadora de la boca de luz blanca radiante, que podría simbolizar el anhelado espacio de la libertad.
El paisaje es inhóspito, desértico. Los interiores indefinidos no se sabe si son salas de hospicios o manicomios, sótanos o cuevas, y tampoco está clara la anécdota —enfermedades contagiosas, latrocinios, asesinatos o estupros a mujeres, sin que se sepa si son consecuencias de una guerra— o la naturaleza de los personajes. Lo cierto es que viven marginados de la sociedad o que están indefensos ante las vejaciones. No hay consuelo para ellos, como sí ocurría en las novelas y grabados de la época.

## Los desastres de la guerra (1808-1814)

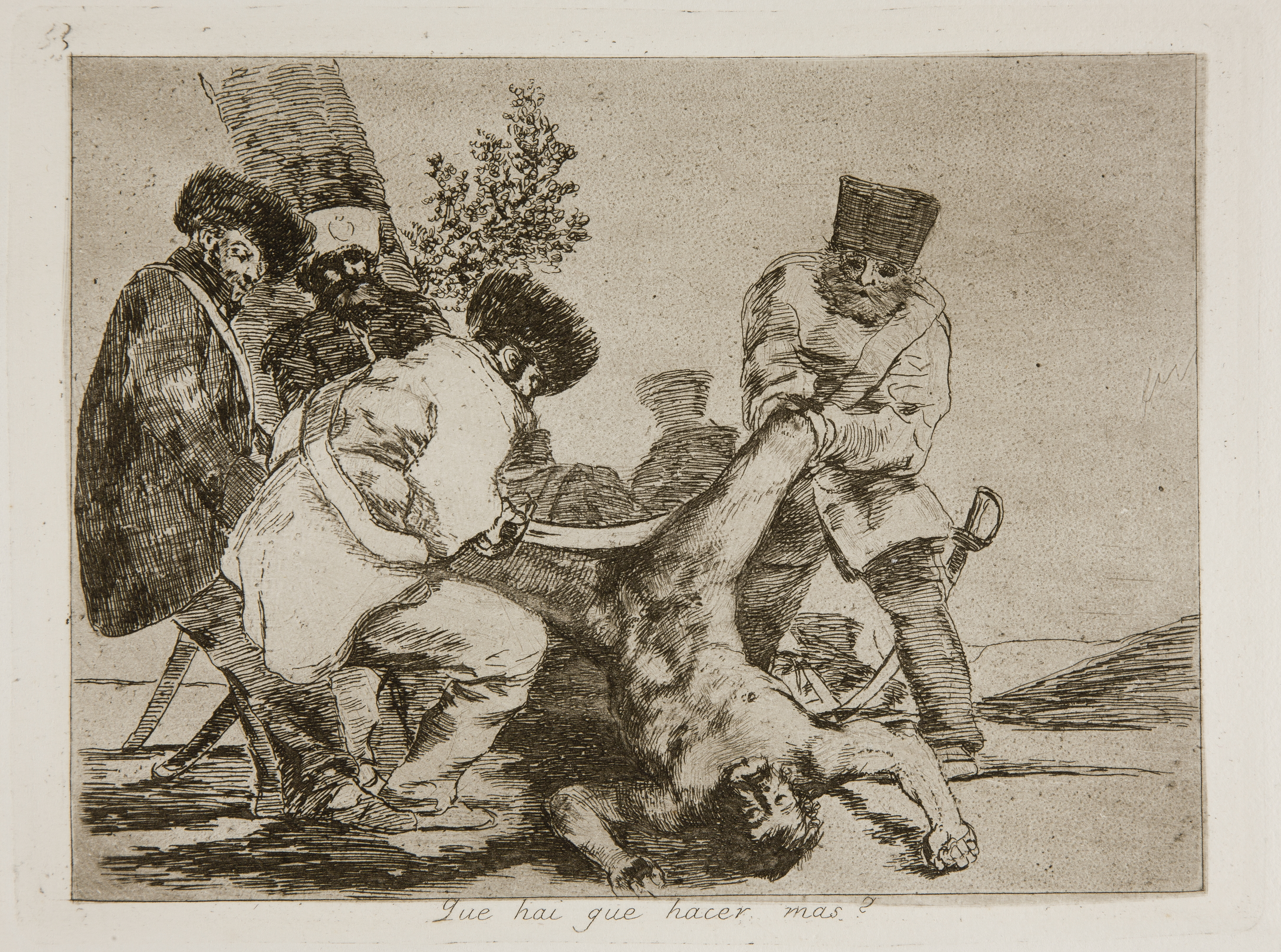
Los desastres de la guerra, n.º 33,
«¿Qué hay que hacer más?».

El periodo que media entre 1808 y 1814 está presidido por acontecimientos turbulentos para la historia de España, pues a partir del motín de Aranjuez Carlos IV se vio obligado a abdicar y Godoy a abandonar el poder. Tras el levantamiento del Dos de Mayo dio comienzo la llamada guerra de la Independencia contra las tropas invasoras del emperador francés Napoleón Bonaparte. El estallido de la guerra pilló a Goya trabajando en un Retrato ecuestre de Fernando VII que le había encargado la Academia de San Fernando. En octubre viajó a Zaragoza llamado por José de Palafox, viaje en el que presenció varios hechos de armas que le inspiraron los Desastres de la guerra.
Goya, pintor de la corte, no perdió nunca su cargo, pero no por ello dejó de tener preocupaciones a causa de sus relaciones con los ilustrados afrancesados. Sin embargo, su adscripción política no puede ser aclarada con los datos de que se disponen hasta el momento. Al parecer no se significó por sus ideas, al menos públicamente, y si bien muchos de sus amigos tomaron decidido partido por José I Bonaparte, instalado en el trono español por su hermano Napoleón, no es menos cierto que tras la vuelta de Fernando VII continuó pintando numerosos retratos reales. Sin embargo, el 11 de marzo de 1811 recibió de José Bonaparte la Real Orden de España.
Su aportación más decisiva en el terreno de las ideas es la denuncia que realiza, en Los desastres de la guerra, de las terribles consecuencias sociales de todo enfrentamiento armado y de los horrores sufridos en toda guerra de cualquier época y lugar por los ciudadanos, independientemente del resultado y del bando en el que se produzcan. Para esta serie, es probable que Goya se inspirara en la serie de 18 aguafuertes Les Misères et les Malheurs de la guerre (1633) del francés Jacques Callot.
Es también el tiempo de la aparición de la primera Constitución española y, por tanto, del primer gobierno liberal, que acabó por traer consigo el fin de la Inquisición y de las estructuras del Antiguo Régimen.

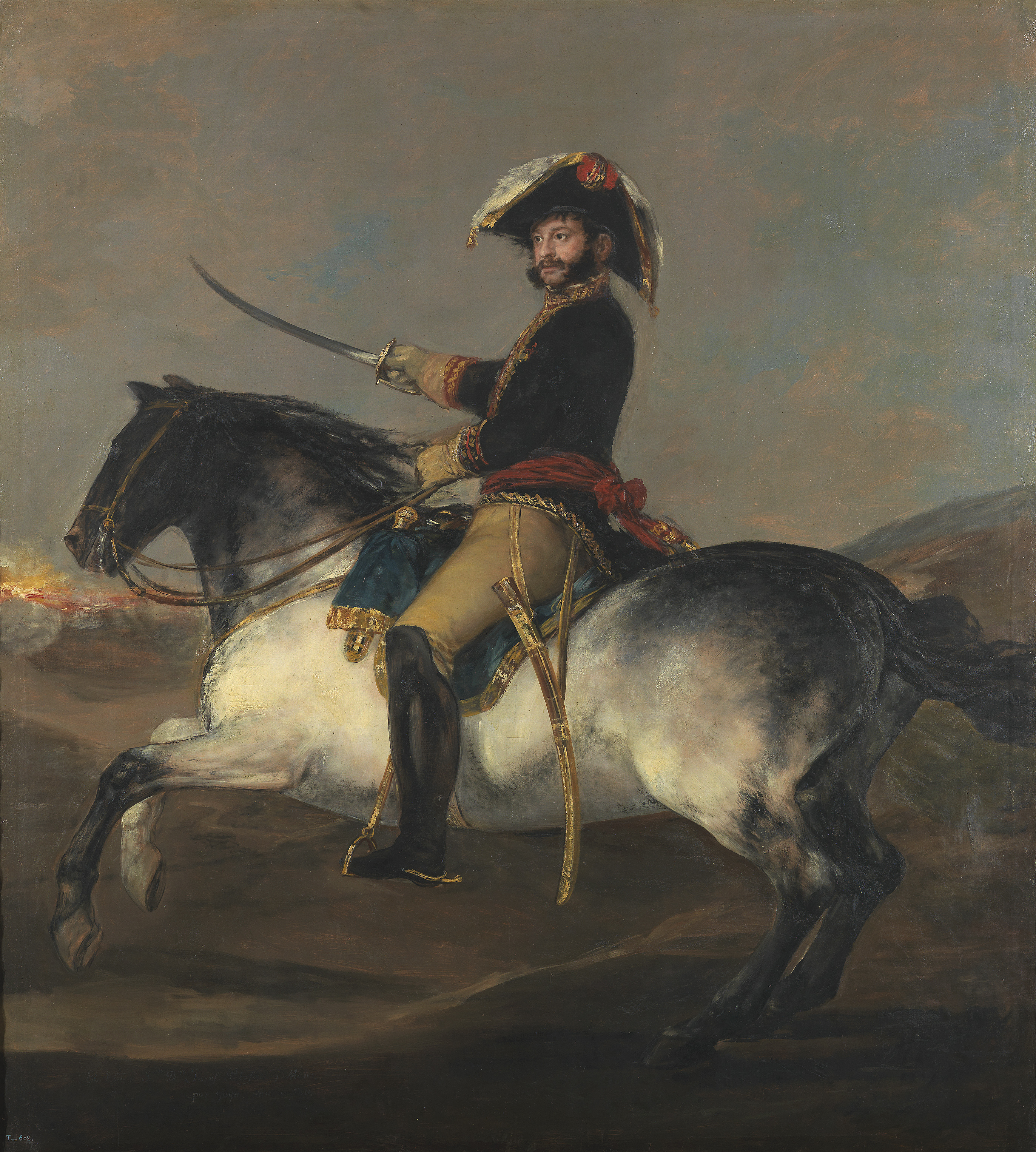
El general José de Palafox, a caballo (Museo del Prado).

Poco se sabe de la vida personal de Goya durante estos años: el 20 de junio de 1812 murió su esposa, Josefa Bayeu. En aquella ocasión se hizo un inventario de sus bienes para efectuar el reparto con su hijo Javier: aparte de muebles, enseres domésticos y algunas joyas, y además de cuadros, dibujos y grabados del propio artista, hay constancia de que poseía dos cuadros de Tiepolo y varios grabados de Wouwerman, Rembrandt, Perelle y Piranesi, además de otros autores. También pasó a Javier una casa en la calle de Valverde de Madrid. La valoración total de sus bienes fue de 357 728 reales.
Se ha especulado acerca de una supuesta relación sentimental de Goya con su ama de llaves Leocadia Zorrilla (madre de Rosario Weiss, a quien Goya ayudó en su carrera artística), pero se trata de una de las múltiples leyendas románticas creadas durante el siglo XIX y repetidas posteriormente. José Manuel Cruz Valdovinosseñala que no hay prueba alguna de que esas relaciones fueran amorosas, y que el amor de Goya por Rosarito Weiss es plenamente comprensible considerando solo su condición de ahijada.
El otro dato seguro que se ha transmitido de Goya es su viaje a Zaragoza en octubre de 1808, tras el primer sitio de Zaragoza, a requerimiento de José Palafox y Melci, general del contingente armado que resistió el asedio francés. La derrota en la batalla de Tudela de las tropas españolas a fines de noviembre de 1808 llevó a Goya a marchar a Fuendetodos y más tarde a Renales (Guadalajara), para pasar el fin de ese año y los primeros meses de 1809 en Piedrahíta (Ávila). Es allí —o en sus cercanías— donde con probabilidad pintó el retrato de Juan Martín, el Empecinado, que se hallaba en Alcántara (Cáceres). En mayo de ese año Goya regresó a Madrid, tras el decreto de José Bonaparte por el que se instaba a los funcionarios de la corte a volver a sus puestos so pena de perderlos. José Camón Aznar señala que la arquitectura y paisajes de algunas de las estampas de Los desastres de la guerra remiten a sucesos que contempló en Zaragoza y otras zonas de Aragón en dicho viaje.
La situación de Goya tras la Restauración absolutista era delicada. Había pintado retratos de generales y políticos franceses revolucionarios, y también del rey José I. Pese a que podía aducir que el Bonaparte había ordenado que todos los funcionarios reales se pusieran a su disposición, a partir de 1814, para congraciarse con el régimen fernandino, pintó cuadros que deben considerarse patrióticos, como el citado Retrato ecuestre del general Palafox (1814, Museo del Prado), cuyos apuntes pudo tomar en el mencionado viaje que le llevó a la capital aragonesa, o los retratos del propio Fernando VII. Aunque este periodo no fue tan prolífico como el de la última década del siglo XVIII su producción no dejó de ser abundante tanto en pinturas como en dibujos y estampas, cuya serie central en estos años fue la de Los desastres de la guerra, aunque se publicaría mucho más tarde. De 1814 datan también sus obras más ambiciosas acerca de los sucesos que desencadenaron la guerra: El dos y El tres de mayo de 1808 (o La carga de los mamelucos y Los fusilamientos del tres de mayo, nombres con los que respectivamente son también conocidas dichas obras).

### Pinturas de costumbres y alegorías

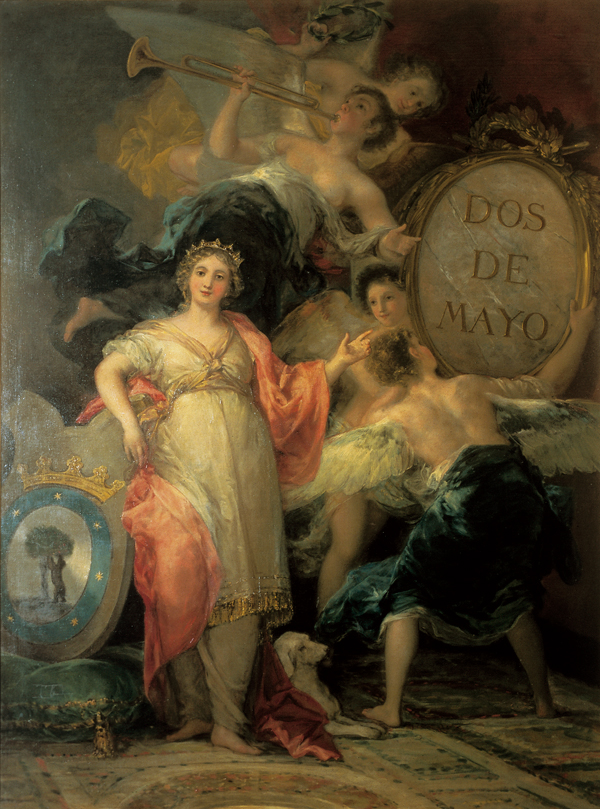
Alegoría de la villa de Madrid (Museo de Historia de Madrid).

El programa de Godoy para la primera década del siglo XIX no dejó de ser reformista e ilustrado, como muestran cuatro tondos encargados a Goya como representación alegórica del progreso (Alegoría de la Industria, Alegoría de la Agricultura, Alegoría del Comercio y el desaparecido Alegoría de la Ciencia, 1804-1806) y que decoraban una sala de espera de la residencia del primer ministro. El primero de ellos es un ejemplo del atraso en la concepción de la producción industrial que se tenía aún en España. Más que a la clase obrera, remite a Las Hilanderas de Velázquez y las dos ruecas que aparecen evocan un modelo de producción artesanal. Para este palacio pudo también pintar otras dos alegorías: La Poesía y La Verdad, el Tiempo y la Historia, que aluden a la idea ilustrada de la puesta en valor de la cultura escrita como fuente de todo progreso.
La Alegoría de la villa de Madrid (1810) es un ejemplo de las transformaciones que sufrieron las obras de este género al albur de los sucesivos cambios políticos de este periodo. En principio aparecía en el óvalo de la derecha el retrato de José I Bonaparte, y en la composición la figura femenina que representa a Madrid —acompañada de la Victoria y la Fama— no aparece claramente subordinada al rey, que está algo más al fondo. Ello reflejaría el orden constitucional, en que el pueblo, la villa, rinde al monarca fidelidad —simbolizada por el perro que a sus pies apunta hacia el rey—, pero no se subordina a él. En 1812, con la primera huida de los franceses de Madrid ante el avance del ejército inglés, el óvalo quedó cubierto por la palabra «Constitución», alusiva a la de 1812, pero el regreso de José Bonaparte en noviembre obligó de nuevo a pintar su retrato. Su marcha definitiva devolvió el lema «Constitución» a la obra y en 1823, con el fin del Trienio Liberal, Vicente López pintó el retrato del rey Fernando VII. En 1843, finalmente, se volvió a hacer desaparecer para sustituirlo por el lema «El libro de la Constitución» y posteriormente por el que se contempla actualmente de «Dos de mayo».

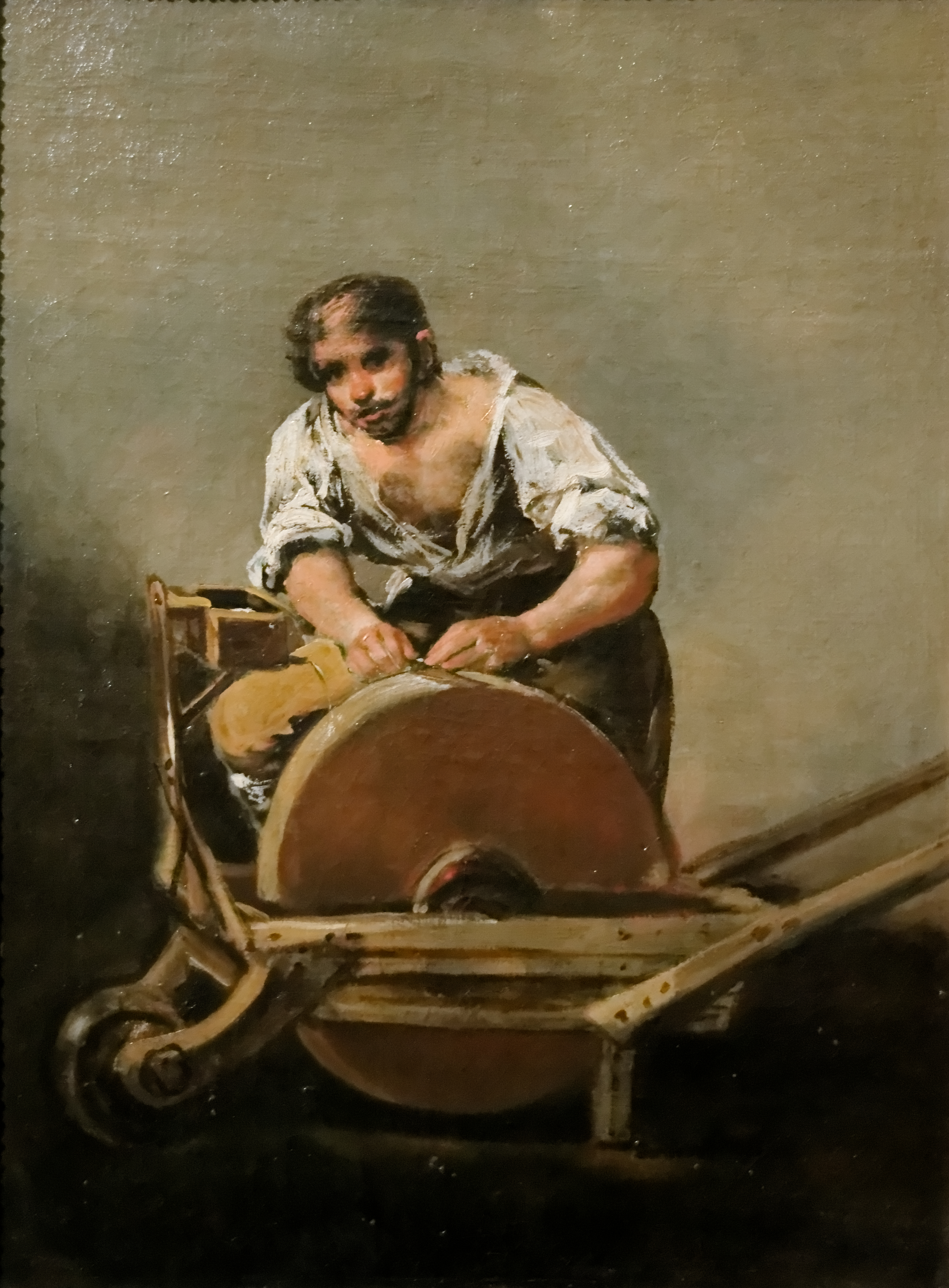
El afilador, 1808-1812 (Museo de Bellas Artes de Budapest).

Dos cuadros de raigambre costumbrista, que se conservan en el Museo de Bellas Artes de Budapest, representan al pueblo trabajador. Son La aguadora y El afilador, y se pueden datar entre 1808 y 1812. Si bien se consideraron en un principio tipos de los que aparecían en estampas o en tapices, y se fecharon hacia 1790, más tarde se resaltó la vinculación con las actividades de la retaguardia durante la guerra, unos anónimos patriotas que afilan cuchillos y ofrecen apoyo logístico. Sin llevar al extremo esta última interpretación —no hay en estas obras ninguna referencia bélica y estuvieron catalogados aparte de la serie que se calificó de Horrores de la guerra en el inventario realizado tras el fallecimiento de su mujer Josefa Bayeu—, destacan por el ennoblecimiento con que aparece representada la clase trabajadora. La aguadora se contempla desde un punto de vista bajo que contribuye a enaltecer su figura, con una monumentalidad que remite a la iconografía clásica, ahora aplicada a los oficios humildes.
Relacionada con estas obras está La fragua (colección Frick, Nueva York, 1812-1816), pintado en gran medida con espátula. La técnica abunda asimismo en rápidas pinceladas, la iluminación acusa un contrastado claroscuro y el movimiento se hace efectivo con un gran dinamismo. Los tres hombres podrían representar a las tres edades —jóvenes, maduros y ancianos— trabajando al unísono en defensa de la nación durante la guerra de la Independencia.

Fray Pedro de Zaldivia y el bandido Maragato, serie de seis cuadros que narran visualmente la historia de la detención de un conocido malhechor de principios del (Instituto de Arte de Chicago).

En la línea de esta pintura hecha al parecer para sí, cuadros de gabinete con los que satisfacía sus inquietudes personales, están varios cuadros de temas literarios —como el Lazarillo de Tormes—, de costumbres —como Maja y celestina al balcón y Majas en el balcón— y decididamente satíricos —como Las viejas, una alegoría acerca de la hipocresía en la vejez, o Las jóvenes, conocido también como Lectura de una carta—. En ellos la técnica es la ya acabada en Goya, de toque suelto y trazo firme, y el significado incluye desde la presentación del mundo de la marginación hasta la sátira social, como sucede en Las viejas. En estos dos últimos cuadros aparece el gusto entonces reciente por un nuevo verismo naturalista en la línea de Murillo, que se alejaba definitivamente de las prescripciones idealistas de Mengs. Se sabe que en un viaje que los reyes hicieron a Andalucía en 1796 adquirieron para las colecciones reales un óleo del sevillano, El piojoso, donde un pícaro se espulga.
Las viejas es una alegoría del Tiempo, personaje que se figura como un anciano a punto de descargar un cómico escobazo sobre una mujer muy avejentada que se mira a un espejo que le muestra una criada muy caricaturizada de rostro cadavérico. En el reverso del espejo se lee la frase «¿Qué tal?», que funciona como bocadillo de una historieta actual. En Las jóvenes, que se vendió como pareja de este, el énfasis radica en las desigualdades sociales. No solo de la protagonista, atenta solo a sus amores, con respecto a su criada, cuya tarea es protegerla del sol con una sombrilla, sino que el fondo se puebla de lavanderas que trabajan a la intemperie arrodilladas. Ciertas láminas del Álbum E —Útiles trabajos, donde aparecen las lavanderas, o Esta pobre aprovecha el tiempo, en el que una mujer de humilde condición social encierra el ganado al tiempo que hila— se relacionan con la observación de costumbres y la atención a las ideas de reforma social propias de estos años. Hacia 1807 pintó, como se dijo, una serie de seis cuadros de carácter costumbrista que narra una historia al modo de las viñetas de las aleluyas: Fray Pedro de Zaldivia y el bandido Maragato, donde la narración en escenas sucesivas prefigura en cierta manera la historieta actual.

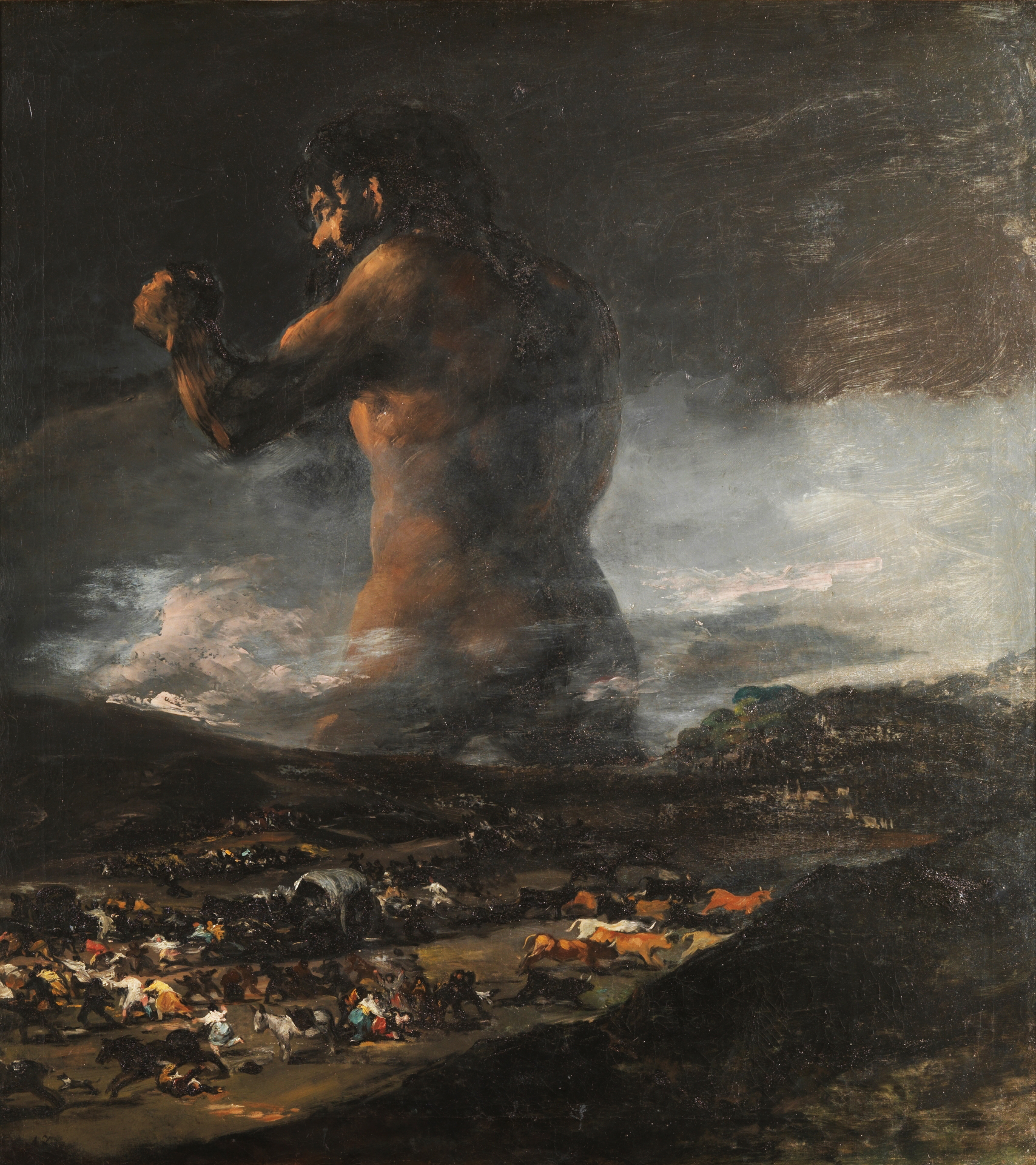
El coloso, 1808-1812.

En El coloso, cuadro atribuido a Goya hasta junio de 2008, en que el Museo del Prado emitió un informe en el que afirmaba que el cuadro era obra de su discípulo Asensio Juliá —si bien concluyó determinando, en enero de 2009, que su autoría pertenece a un discípulo de Goya indeterminado, sin poder dilucidar que se tratase de Juliá—, un gigante se yergue tras unos montes, en una alegoría ya decididamente romántica. En el valle una multitud huye en desorden. La obra ha dado lugar a diversas interpretaciones. Nigel Glendinning afirma que el cuadro está basado en un poema patriótico de Juan Bautista Arriaza llamado «Profecía del Pirineo».
En él se presenta al pueblo español como un gigante surgido de los Pirineos para oponerse a la invasión napoleónica. El motivo fue habitual en la poesía patriótica de la guerra de la Independencia, por ejemplo en la poesía patriótica de Quintana A España, después de la revolución de marzo, en la que sombras enormes de héroes españoles —entre las que se encuentran Fernando III, el Gran Capitán y el Cid— animan a la resistencia.
Su voluntad de luchar sin armas, con los brazos, como expresa el propio Arriaza en su poema Recuerdos del Dos de Mayo («De tanto joven que sin armas, fiero / entre las filas se le arroja audaz»), incide en el carácter popular de la resistencia, en contraste con el terror del resto de la población, que huyen despavoridos en múltiples direcciones, originando una composición orgánica típica del romanticismo, en función de los movimientos y direcciones procedentes de las figuras del interior del cuadro, en lugar de la mecánica, propia del neoclasicismo, impuesta por ejes de rectas formadas por los volúmenes y debidas a la voluntad racional del pintor. Las líneas de fuerza se disparan para desintegrar la unidad en múltiples recorridos hacia los márgenes.
El tratamiento de la luz, que podría ser de ocaso, rodea y resalta las nubes que circundan la cintura del coloso, como describe el poema de Arriaza («Cercaban su cintura / celajes de occidente enrojecidos»). Esa iluminación sesgada, interrumpida por las moles montañosas, aumenta la sensación de falta de equilibrio y desorden.

### Bodegones y paisajes

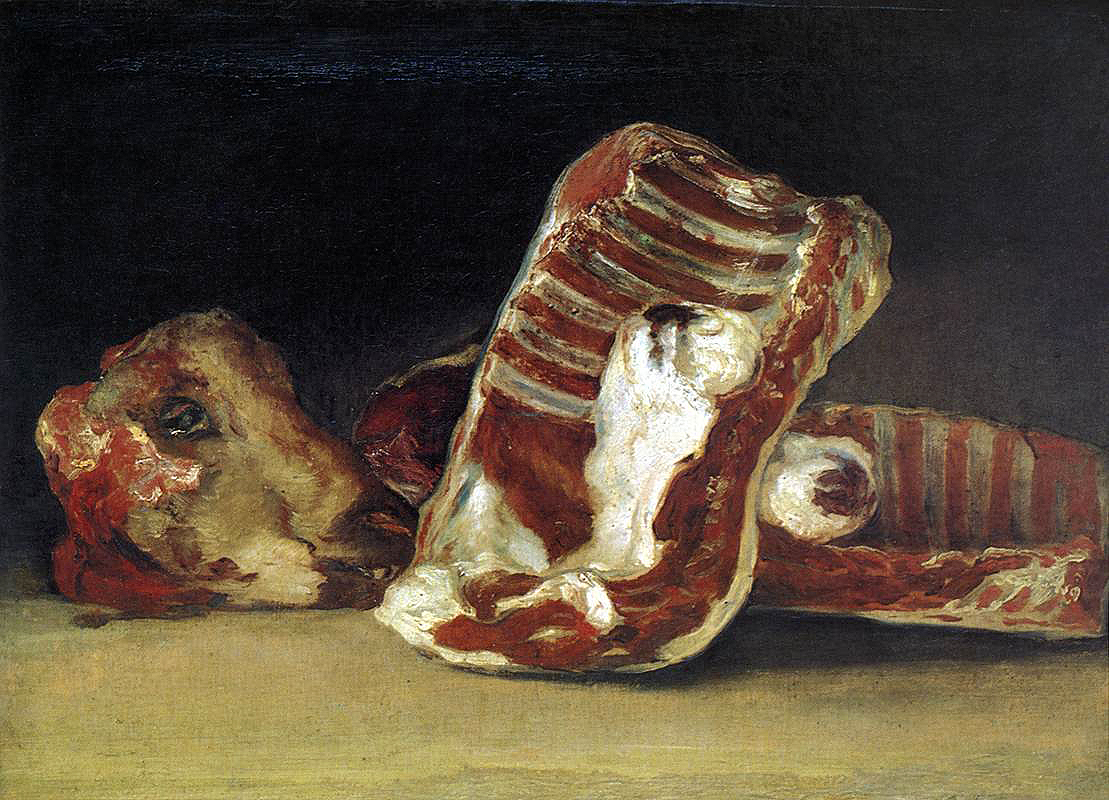
Bodegón con costillas y cabeza de cordero (Museo del Louvre).

Entre los bienes relacionados en el inventario de 1812 a la muerte de su mujer Josefa Bayeu, se citan doce bodegones. De ellos destacan el Bodegón con costillas, lomo y cabeza de cordero (París, Museo del Louvre), el Bodegón con pavo muerto (Madrid, Prado) y Pavo pelado y sartén (Múnich, Alte Pinakothek). Todos ellos se suelen datar a partir de 1808 por razones de estilo y porque durante la guerra la producción de encargo de Goya se vio reducida, lo que pudo dejar tiempo al pintor para explorar géneros que aún no había trabajado.
Estas naturalezas muertas se desvinculan de la tradición española emprendida por Juan Sánchez Cotán y Juan van der Hamen, cuyo máximo representante en el siglo XVIII fue Luis Meléndez. Todos ellos habían presentado un bodegón trascendente, que mostraba la esencia de los objetos no tocados por el tiempo, tal como serían en un estado ideal. Goya dedica su atención, en cambio, a dar cuenta del paso del tiempo, de la degradación y de la muerte. Sus pavos se muestran inertes, los ojos de la cabeza de cordero están vidriados, la carne no está ya en su máximo grado de frescura. Lo que interesa a Goya es dibujar la huella del tiempo en la naturaleza y, en lugar de aislar los objetos y representarlos en su inmanencia, lo que se aprecia es el accidente, el paso de las circunstancias por los objetos, alejados tanto del misticismo como de la simbología de las vanitas de Antonio de Pereda o Juan de Valdés Leal.
Otro género que trató entre 1810 y 1812 fue el paisaje. En el inventario de 1812 aparecen ocho cuadros de este género, agrupados generalmente en cuatro «paisajes animados» (Aldea en llamas, Huracán [destruido en 1956], Asalto de bandidos y Baile popular) y cuatro «paisajes con fiestas populares» (La cucaña [dos versiones], Procesión en Valencia y Corridas en Plaza Partida). Estos cuadros fueron vendidos en subasta en 1866 por Mariano Goya, el cual comentó sobre su realización que el maestro aragonés los había confeccionado con unos cañutos recortados por un extremo, para trabajar mejor los densos empastes de color.
Entre 1813 y 1816 realizó otras tres obras de «paisajes animados»: Mascarada, Ataque a una fortaleza sobre una roca (a veces atribuida a Eugenio Lucas) y Globo aerostático.

### Retratos oficiales, políticos y burgueses

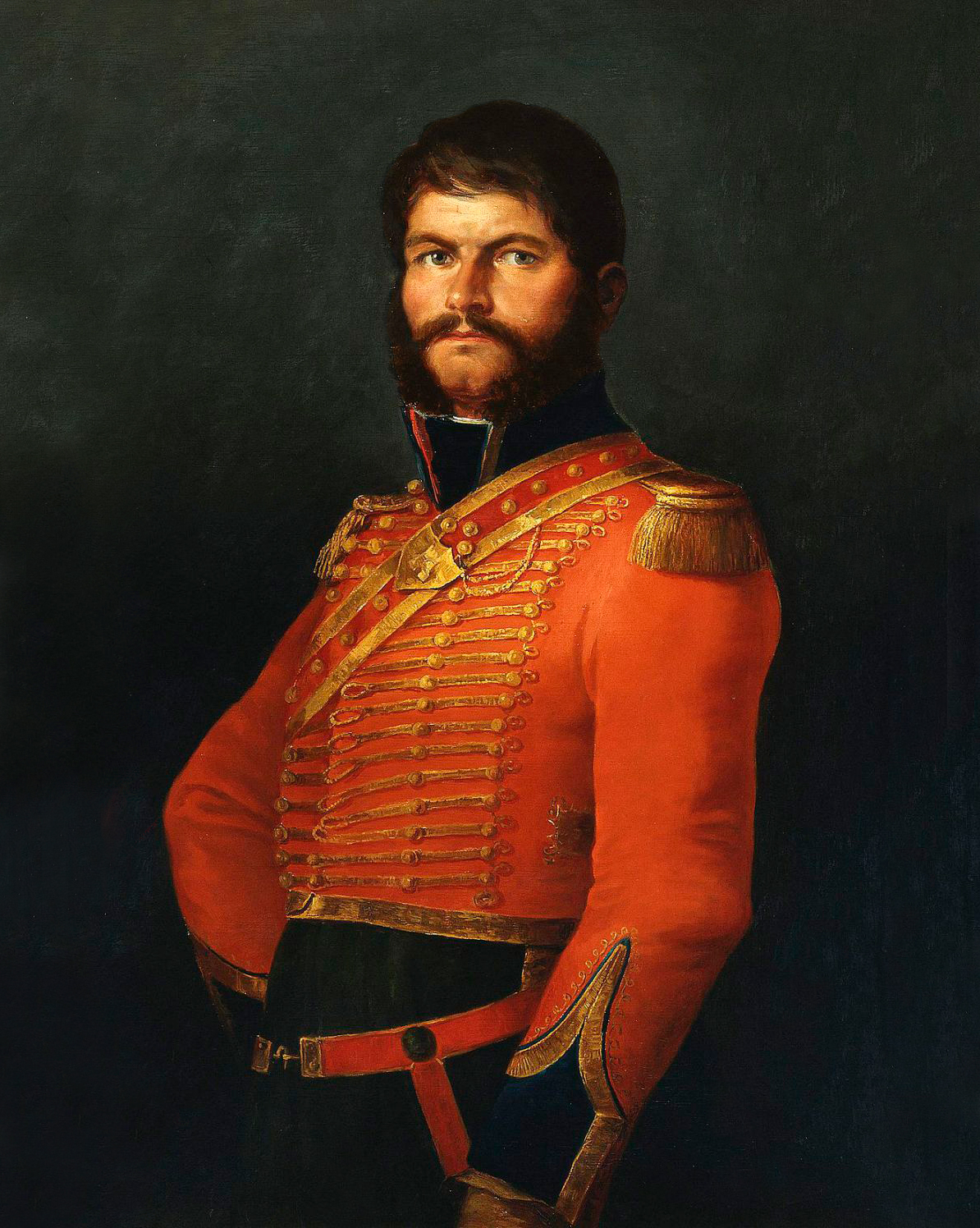
El Empecinado, 1809 (colección particular).

Con motivo de la boda de su único hijo vivo, Javier Goya, con Gumersinda Goicoechea y Galarza en 1805, Goya pintó seis retratos en miniatura de los miembros de la familia de su nuera. Fruto de esta unión nacería un año más tarde el nieto del artista, Mariano Goya. La imagen burguesa que ofrecen estos retratos familiares muestra los cambios que la sociedad española había experimentado desde los cuadros de sus primeros años a estos de mediados de la primera década del siglo XIX. Se conserva también un retrato a lápiz de doña Josefa Bayeu dibujada de perfil del mismo año, muy preciso en los rasgos que definen su personalidad. En él se resaltan el verismo y reciedumbre de su fisonomía y se adelantan las características de los álbumes posteriores de Burdeos.
Durante la guerra la actividad de Goya disminuyó, pero siguió pintando retratos de la nobleza, amigos, militares e intelectuales significados. El viaje a Zaragoza de 1808 pudo originar el retrato de Juan Martín, el Empecinado (1809) y el ecuestre de José de Rebolledo Palafox y Melci, que concluiría en 1814. También estaría en el origen de las estampas de Los desastres de la guerra.
Su pincel retrató militares tanto franceses (Retrato del general Nicolas Philippe Guye, 1810, Richmond, Museo de Bellas Artes de Virginia) como ingleses (Busto de Arthur Wellesley, I duque de Wellington, National Gallery de Londres) y españoles, como el del Empecinado, muy dignificado y vestido con uniforme de capitán de caballería, o los dos retratos del general Ricardos.
Se ocupó también de amigos intelectuales, como Juan Antonio Llorente (hacia 1810-1812, Museo de Arte de São Paulo), que publicó una Historia crítica de la Inquisición española en París en 1818 por encargo de José I Bonaparte, quien le condecoró con la Real Orden de España —recién creada por este monarca— con la que aparece retratado en el óleo de Goya; o Manuel Silvela, autor de una Biblioteca selecta de Literatura española y un Compendio de Historia Antigua hasta los tiempos de Augusto, afrancesado, amigo de Goya y de Moratín y exiliado en Francia a partir de 1813. En su retrato, tradicionalmente fechado entre 1809 y 1812, aparece pintado con gran austeridad en el vestir sobre un fondo negro. La luz incide sobre su indumentaria y la sola actitud del personaje basta para mostrar su confianza, seguridad y dotes personales, sin necesidad de recurrir a ornato simbólico alguno. El retrato moderno ya se ha afianzado.

### Imágenes de la guerrilla

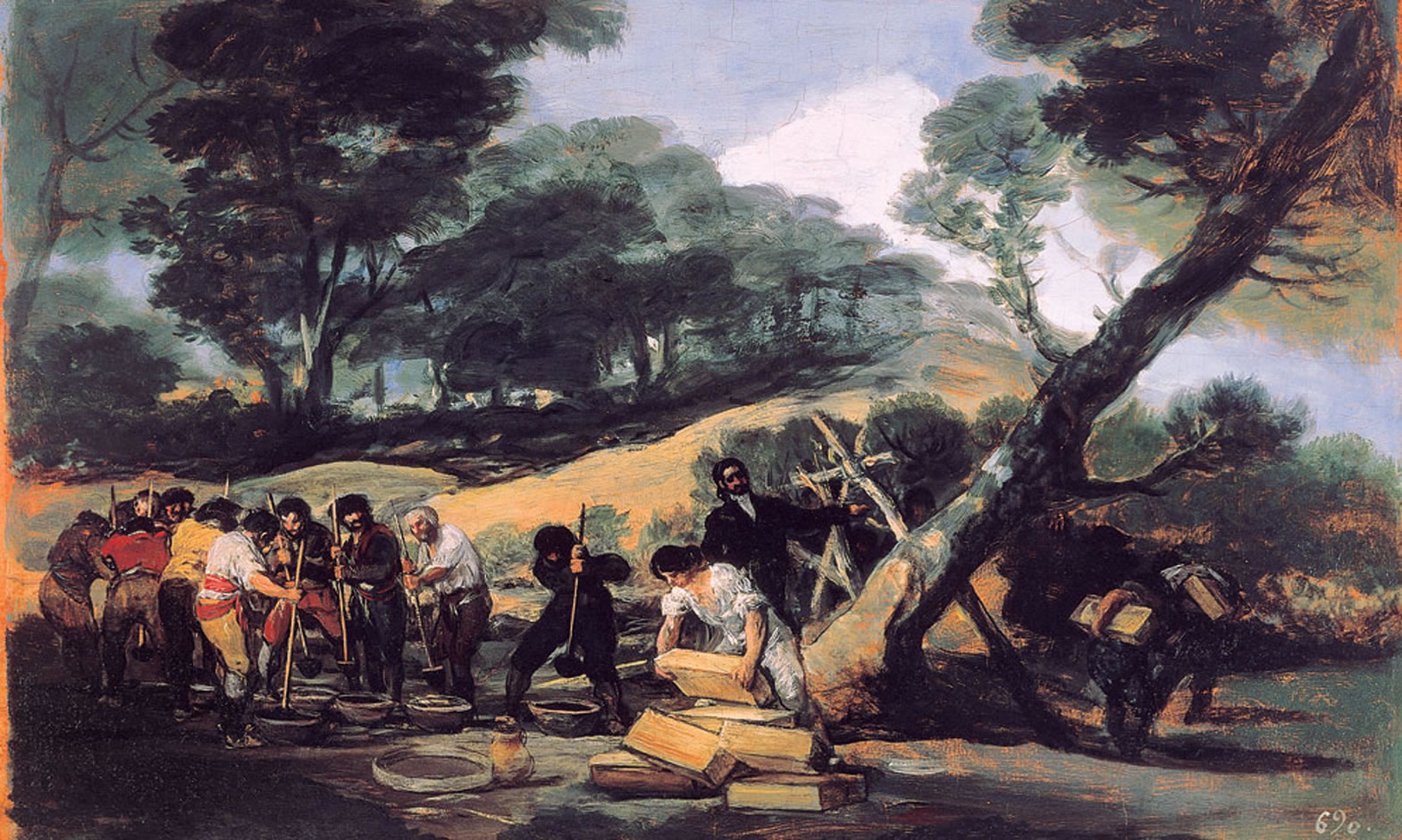
Fabricación de la pólvora en la Sierra de Tardienta (Patrimonio Nacional, Palacio de la Zarzuela).

Fabricación de pólvora y Fabricación de balas en la Sierra de Tardienta (ambas de entre 1810 y 1814, Madrid, Palacio Real) aluden, según rezan sus epígrafes al dorso, a la actividad del zapatero José Mallén, de Almudévar, quien entre 1810 y 1813 organizó una partida guerrillera que actuaba unos cincuenta kilómetros al norte de Zaragoza.
Las pinturas, de pequeño formato, pretenden reflejar una de las actividades más influyentes en el desarrollo de los acontecimientos bélicos. La resistencia civil al invasor fue un esfuerzo colectivo y este protagonismo en igualdad de todo el pueblo es lo que destaca la composición de estos cuadros. Hombres y mujeres se afanan, emboscados entre frondosos árboles que filtran el azul del cielo, en la fabricación de munición para la guerra. El paisaje, ya más romántico que rococó, se caracteriza por la presencia de maleza, de agrestes roquedos y árboles retorcidos.

### Estampas:Los desastres de la guerra
Los desastres de la guerra es una serie de 82 grabados realizada entre los años 1810 y 1815, en la que se da cuenta de toda clase de desgracias vinculadas a la guerra de la Independencia. La serie suele dividirse en dos partes en función del título completo que según Ceán Bermúdez dio Goya al conjunto: Fatales consequencias de la sangrienta guerra en España con Buonaparte y otros caprichos enfáticos. Así, las primeras estampas serían alusivas a la guerra y los efectos del hambre en Madrid, mientras que los «caprichos enfáticos» —que comenzarían en la estampa n.º 65 o 66— tendrían un significado más político, en el que se critica el absolutismo y la Iglesia.

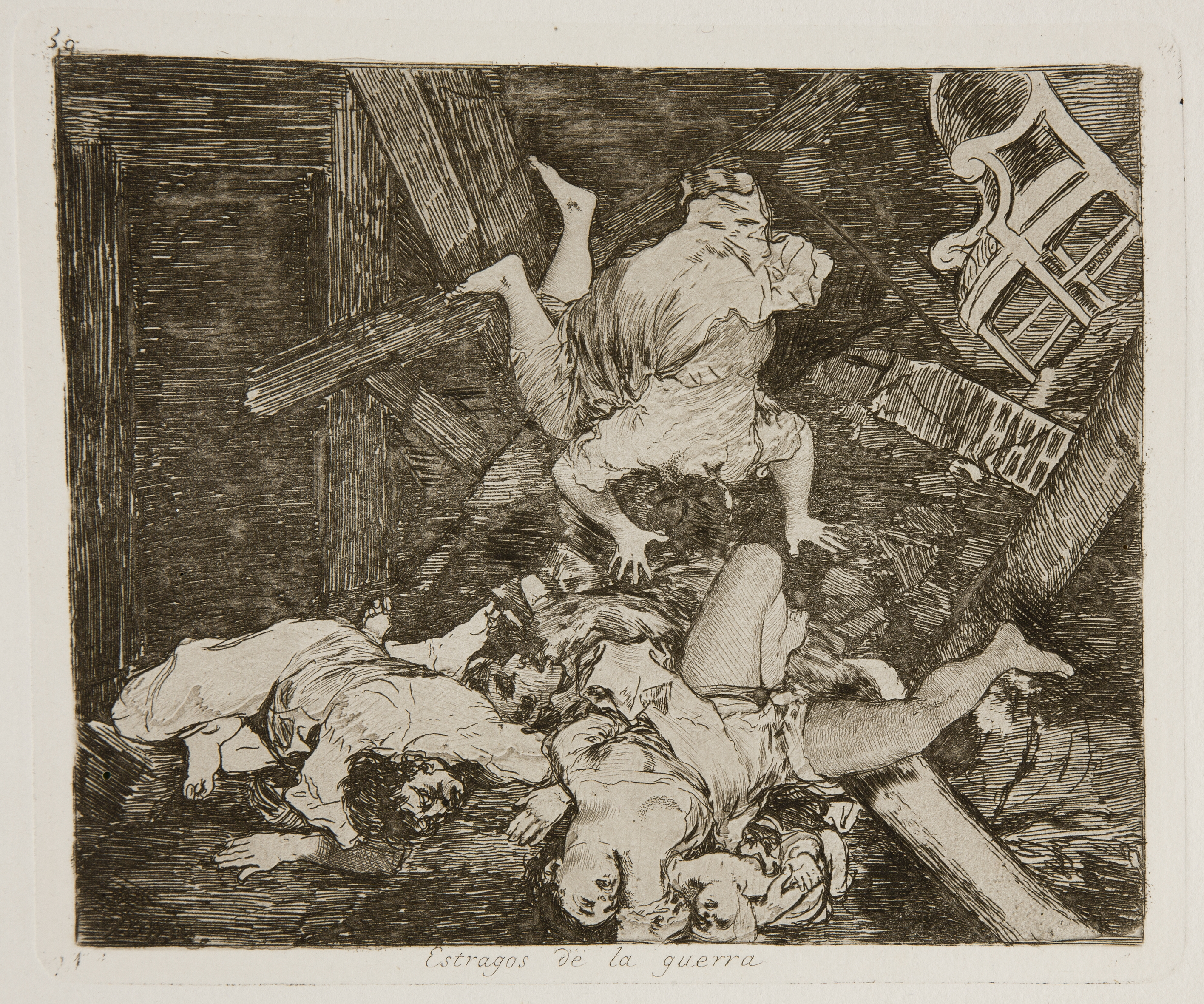
Estragos de la guerra.

Entre octubre de 1808 y 1810 Goya dibujó bocetos preparatorios —conservados en el Museo del Prado— y, a partir de estos y sin introducir modificaciones de importancia, comenzó a grabar las planchas entre 1810 —año que aparece en varias de ellas— y 1815. En vida del autor solo se imprimieron dos juegos completos de los grabados, uno de ellos regalado a su amigo y crítico de arte Ceán Bermúdez, pero permanecieron inéditos. La primera edición llegó en 1863, publicada por iniciativa de la Real Academia de Bellas Artes de San Fernando.
La técnica utilizada es el aguafuerte, con alguna aportación de punta seca y aguada. Apenas usa Goya el aguatinta, que era la técnica mayoritariamente empleada en los Caprichos, debido probablemente también a la precariedad de medios materiales con que contaba el artista para toda la serie de los Desastres, ejecutada en tiempos de guerra. Goya no disponía de planchas en buen estado, por lo que tuvo que partir algunas ya utilizadas en series anteriores para reutilizarlas.
La serie comienza con Tristes presentimientos de lo que ha de acontecer, donde aparece una figura arrodillada con los brazos abiertos que recuerda su Cristo en el Huerto de los Olivos. Se suceden todo tipo de actos violentos, para pasar con la estampa n.º 48 a las escenas de hambre en Madrid. Goya no ahorra nada de patetismo y crueldad, su visión es la contrapuesta a la guerra heroica que muestran los artistas franceses que relatan las campañas napoleónicas —como Antoine-Jean Gros—, y reproduce con detalle todo tipo de ejecuciones (fusilamiento, empalamiento, descuartizamiento, garrote, horca, apaleamiento) con toda crudeza y detallismo, sin ningún atisbo de dignidad humana.
Un ejemplo del atrevimiento compositivo y formal a que Goya llega en sus grabados lo puede proporcionar la estampa n.º 30, titulada «Estragos de la guerra», que ha sido vista como un precedente del Guernica de Picasso por el caos compositivo, la mutilación de los cuerpos, la fragmentación de objetos y enseres situados en cualquier lugar del grabado, la mano cortada de uno de los cadáveres, la desmembración de sus cuerpos y la figura del niño muerto con la cabeza invertida, que recuerda al que aparece sostenido por su madre a la izquierda de la obra capital del artista malagueño.
La estampa refleja el bombardeo de población civil urbana, posiblemente dentro de su vivienda, y remite con toda probabilidad a los obuses con que la artillería francesa minaba la resistencia española en los sitios de Zaragoza.

### El dosyEl tres de mayo de 1808 en Madrid
Finalizada la guerra, Goya abordó en 1814 la ejecución de dos grandes cuadros de historia que suponen su interpretación de los sucesos ocurridos los días 2 y 3 de mayo de 1808 en Madrid. De su intención da cuenta el escrito dirigido al gobierno —presidido por el cardenal Luis de Borbón como regente— en el que señala su intención de 

... perpetuar por medio del pincel las más notables y heroicas acciones o escenas de nuestra gloriosa insurrección contra el tirano de Europa.

Las obras de gran formato El dos de mayo de 1808 en Madrid (o La lucha con los mamelucos) y El tres de mayo de 1808 en Madrid (o Los fusilamientos) establecen, sin embargo, apreciables diferencias con respecto a lo que era habitual en los grandes cuadros de este género. Renuncia en ellos a que el protagonista sea un héroe: podía elegir, por ejemplo, para la insurrección madrileña, presentar como líderes a los militares Daoíz y Velarde, en paralelo con los cuadros de estilo neoclásico del francés David que ensalzaban a Napoleón, y cuyo prototipo fue Napoleón cruzando los Alpes (1801). En Goya el protagonista es el colectivo anónimo de gentes que han llegado al extremo de la violencia más brutal. En este sentido también se distingue de las estampas contemporáneas que ilustraban el levantamiento del Dos de Mayo, las más conocidas de las cuales fueron las de Tomás López Enguídanos, publicadas en 1813, reproducidas en nuevas ediciones por José Ribelles y Alejandro Blanco un año después. Pero hubo otras de Zacarías González Velázquez o Juan Carrafa entre otros. Estas reproducciones, popularizadas a modo de aleluyas, habían pasado al acervo del imaginario colectivo cuando Goya se enfrenta a estas escenas, y lo hace de un modo original.

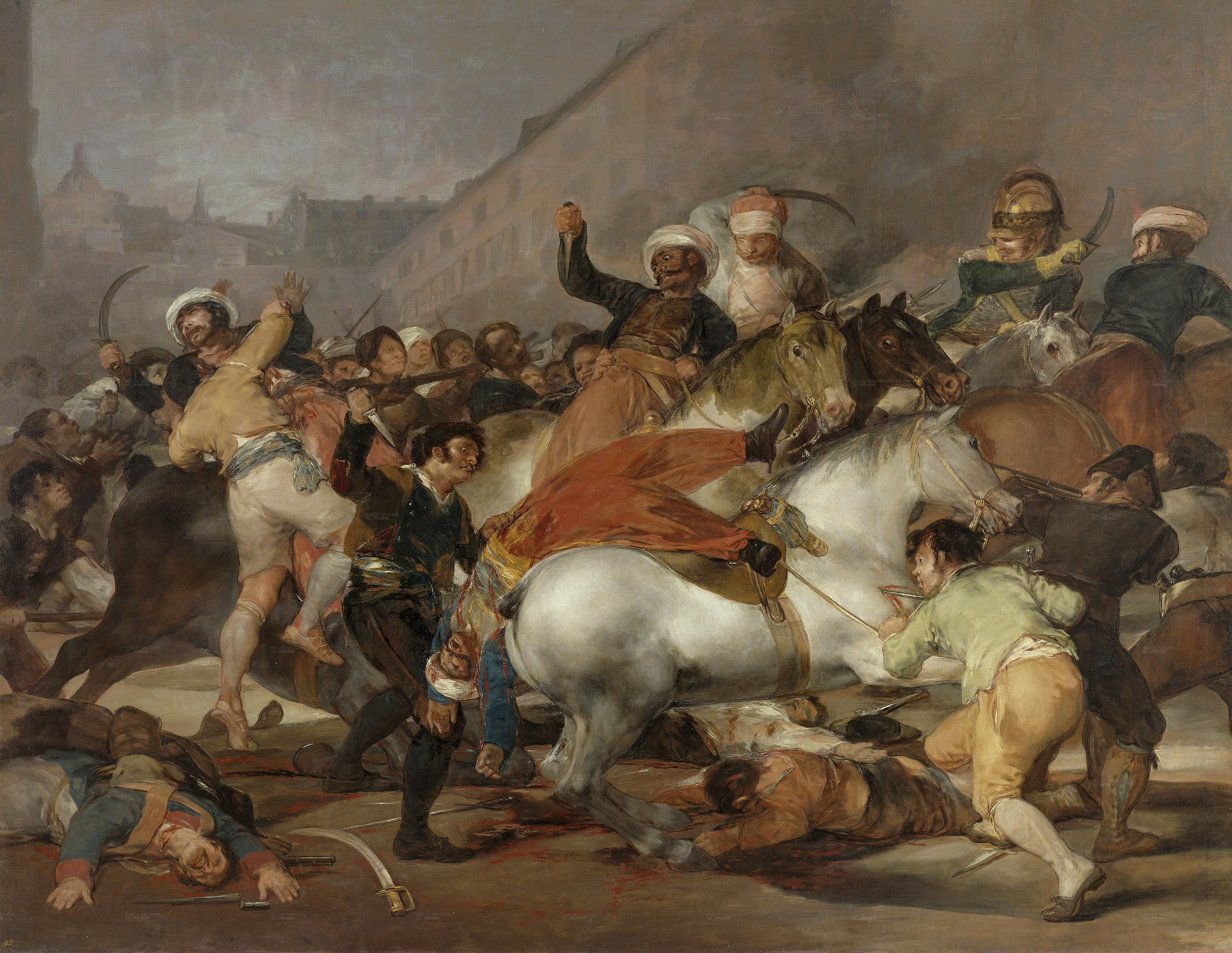
El dos de mayo de 1808 en Madrid, 1814 (Museo del Prado).

Así, en El dos de mayo de 1808 en Madrid, Goya atenúa la referencia noticiosa de tiempo y lugar —en las estampas el diseño de los edificios de la Puerta del Sol, lugar del enfrentamiento, es plenamente reconocible— y reduce la localización a unas vagas referencias arquitectónicas urbanas. Con ello gana en universalidad y se centra la atención en la violencia del motivo: una muchedumbre sangrienta e informe, sin hacer distinción de bandos ni dar relevancia al resultado final.
Por otro lado, la escala de las figuras aumenta con respecto a las estampas, con el mismo objeto de centrar el tema de la sinrazón de la violencia y disminuir la distancia del espectador, que se ve involucrado en el suceso casi como un viandante sorprendido por el estallido de la refriega.

El tres de mayo de 1808 en Madrid, 1814 (Museo del Prado).

La composición es un ejemplo definitivo de lo que se llamó composición orgánica, propia del romanticismo, en la que las líneas de fuerza vienen dadas por el movimiento de las figuras y por las necesidades del motivo, y no por una figura geométrica impuesta a priori por la preceptiva. En este caso el movimiento lleva de la izquierda a la derecha, hay personas y caballos cortados por los límites del cuadro, como si fuera una instantánea fotográfica.
Tanto el cromatismo como el dinamismo y la composición son un precedente de obras características de la pintura romántica francesa, uno de cuyos mejores ejemplos, de estética paralela al Dos de mayo de Goya, es La muerte de Sardanápalo de Delacroix.
Habitualmente, en El tres de mayo de 1808 en Madrid se ha señalado el contraste entre el grupo de detenidos prontos a ser ejecutados, personalizados e iluminados por el gran farol, con un protagonista destacado que alza en cruz los brazos y viste de radiante blanco y amarillo, e iconográficamente remite a Cristo —se aprecian estigmas en sus manos—; y el pelotón de fusilamiento anónimo, convertido en una deshumanizada máquina de guerra ejecutora donde los individuos no existen.
La noche, el dramatismo sin ambages, la realidad de la masacre, están situados también en una escala grandiosa. Además el muerto en escorzo en primer término, que repite los brazos en cruz del protagonista, dibuja una línea compositiva que comunica hacia el exterior del cuadro con el espectador, que de nuevo se siente implicado en la escena. La noche cerrada, herencia de la estética de «lo sublime terrible», da el tono lúgubre al suceso, en el que no hay héroes, solo víctimas: unos de la represión y otros de la formación soldadesca. La elección de la noche es un factor claramente simbólico, ya que se relaciona con la muerte, hecho acentuado con la apariencia cristológica del personaje con los brazos en alto.
En Los fusilamientos no se produce el distanciamiento, el énfasis en el valor del honor, ni se enmarca en una interpretación histórica que aleje al espectador de lo que ve: la brutal injusticia de la muerte de unos hombres a manos de otros. Se trata de uno de los cuadros más valorados e influyentes de toda la obra de Goya y refleja como ninguno el punto de vista moderno hacia el entendimiento de lo que supone todo enfrentamiento armado.

## La Restauración (1814-1819)

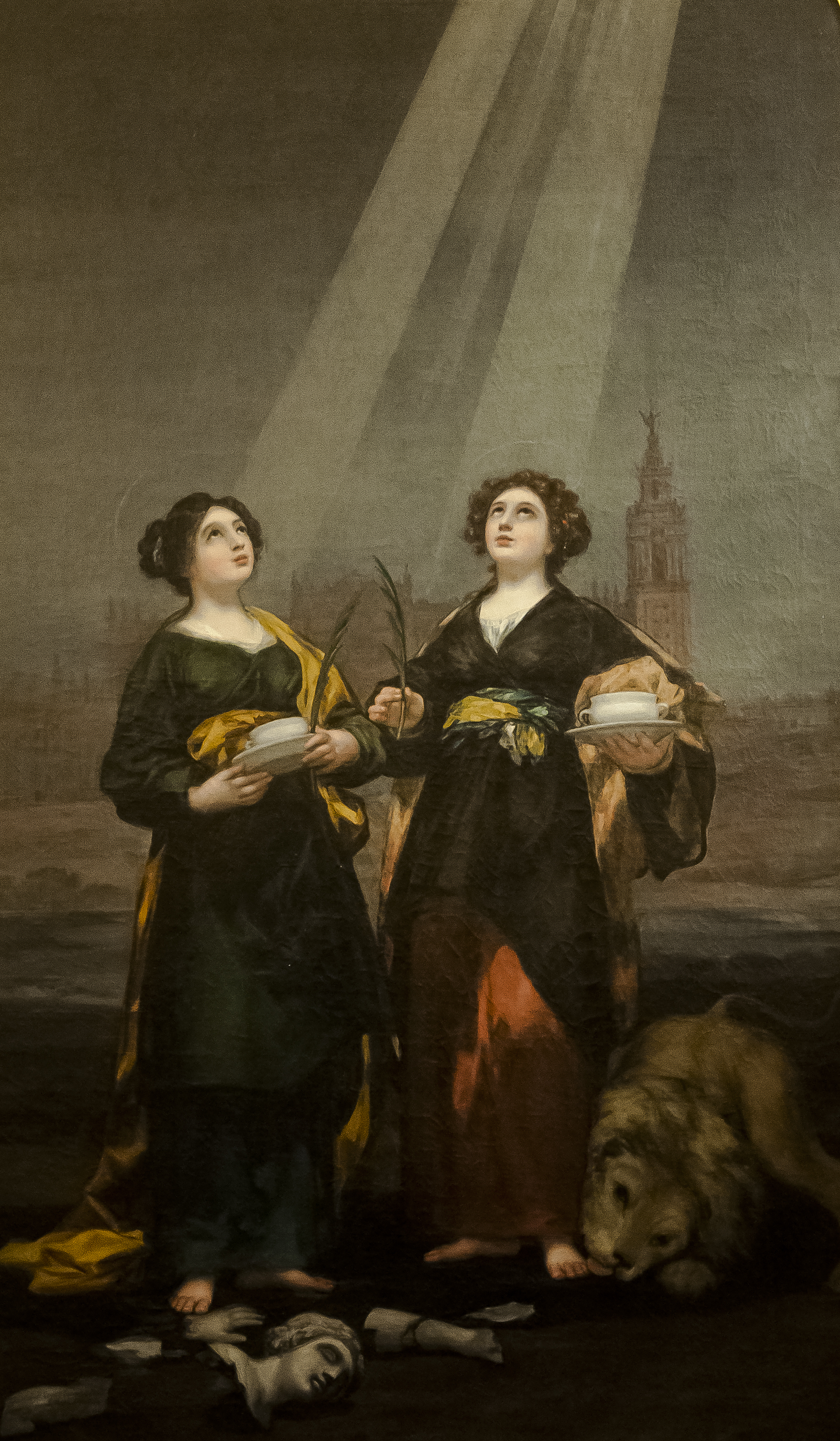
Santas Justa y Rufina (1817), Sacristía de los Cálices (catedral de Sevilla).

El periodo de la Restauración absolutista del «rey Felón» supuso la persecución de liberales y afrancesados, entre los que Goya tenía sus principales amistades. Juan Meléndez Valdés o Leandro Fernández de Moratín se vieron obligados a exiliarse en Francia ante la represión. El propio Goya se encontró en una difícil situación, por haber servido a José I, por el círculo de ilustrados entre los que se movía y por el proceso que la Inquisición inició contra él en marzo de 1815 a cuenta de La maja desnuda, que consideraba «obscena», del que el pintor se vio finalmente absuelto. En la depuración de funcionarios que siguió Goya fue exonerado al ser considerado «un viejo sordo que vivía encerrado en su casa». En el informe se señala que Goya no cobró sus honorarios durante el reinado de José Bonaparte y que debió vender algunas joyas para subsistir. También se indica que intentó refugiarse en Portugal, pero fue desistido de ello por su familia cuando ya se encontraba en Piedrahíta, a medio camino entre la capital y la frontera.
Este panorama político llevó a Goya a reducir los encargos oficiales a las pinturas patrióticas acerca del Levantamiento del 2 de mayo y a realizar retratos de Fernando VII —Goya seguía siendo primer pintor de cámara—, como el Retrato ecuestre de Fernando VII que se encuentra en la Academia de San Fernando y varios otros de cuerpo entero, como el que pintó para el Ayuntamiento de Santander, vestido con traje de corte. En este, el rey se sitúa bajo la figura que simboliza a España, jerárquicamente colocada por encima del rey. Al fondo, un león quiebra las cadenas, con lo que Goya parece dar a entender que la soberanía pertenece a la nación. Otros fueron: un retrato del rey en busto (perdido), otro con las insignias reales [medio cuerpo, vuelto hacia la izquierda] (Diputación de Navarra), con uniforme de generalísimo (Prado), con insignias reales [cuerpo entero, vuelto hacia la derecha] (Prado), con insignias reales [medio cuerpo, vuelto hacia la derecha] (Museo de Arte de São Paulo) y con insignias reales [cuerpo entero, vuelto hacia la derecha] (Museo de Bellas Artes de Zaragoza).
Es muy probable que a la vuelta del régimen absolutista Goya hubiera consumido gran parte de sus haberes, tras haber sufrido la carestía y penurias de la guerra. Así lo expresa en intercambios epistolares de esta época. Sin embargo, tras estos retratos reales y otras obras pagadas por la Iglesia realizados en estos años —destacando el gran lienzo de Las santas Justa y Rufina (1817) para la catedral de Sevilla—, en 1819 estaba en disposición de comprar la finca de la Quinta del Sordo, en las afueras de Madrid, e incluso reformarla añadiendo una noria, viñedos y una empalizada. La obra para la catedral sevillana fue la primera analizada por el crítico Ceán Bermúdez sobre el artista aragonés, el cual señaló la modernidad de la obra como algo intrínseco a la originalidad. En la imagen aparecen la Giralda y la catedral de Sevilla; durante su estancia en la capital andaluza para tomar apuntes de estas ubicaciones, el aragonés contempló un lienzo del mismo tema de Murillo, con el que esta obra guarda ciertas afinidades.

Asamblea general de la Compañía de Filipinas, h. 1815 (Museo Goya en Castres).

El otro gran cuadro oficial —más de cuatro metros de anchura— es el de Asamblea general de la Compañía de Filipinas (Museo Goya, en Castres, Francia), encargado hacia 1815 por José Luis Munárriz, director de dicha institución y a quien Goya retrató en estas mismas fechas. Según José Gudiol, el planteamiento perspectivo y lumínico de esta obra recuerda a Rembrandt, mientras que la expresión de rostros y actitudes prefigura la obra de Toulouse-Lautrec.
En 1816 realizó su último encargo oficial a través de Vicente López Portaña, el nuevo pintor de cámara del rey: un cuadro para los aposentos de María Isabel de Braganza, segunda esposa de Fernando VII, un tema religioso titulado Santa Isabel asistiendo a una enferma, realizado en grisalla.
Sin embargo, no se redujo la actividad privada del pintor y grabador. Continuó en esta época realizando cuadros de pequeño formato de capricho que abordaban sus obsesiones habituales. Los cuadros dan una vuelta de tuerca más en el alejamiento de las convenciones pictóricas anteriores: Corrida de toros, Procesión de disciplinantes, Auto de fe de la Inquisición, Casa de locos. Destaca entre ellos El entierro de la sardina, que trata el tema del carnaval. Son óleos sobre tabla de parecidas dimensiones (de 45 a 46 cm x 62 a 73 cm), excepto El entierro de la sardina (82,5 x 62 cm) y se conservan en el museo de la Real Academia de Bellas Artes de San Fernando.
La serie procede de la colección adquirida en fecha desconocida por el corregidor de la Villa de Madrid en la época del gobierno de José Bonaparte, el comerciante de ideas liberales Manuel García de la Prada, cuyo retrato pintó el aragonés entre 1805 y 1810. En su testamento de 1836 legó estos cuadros a la Academia de Bellas Artes. Muchos de ellos componen la leyenda negra que la imaginación romántica creó a partir de la pintura de Goya, pues fueron imitadas y difundidas en Francia, y también en España por artistas como Eugenio Lucas o Francisco Lameyer.

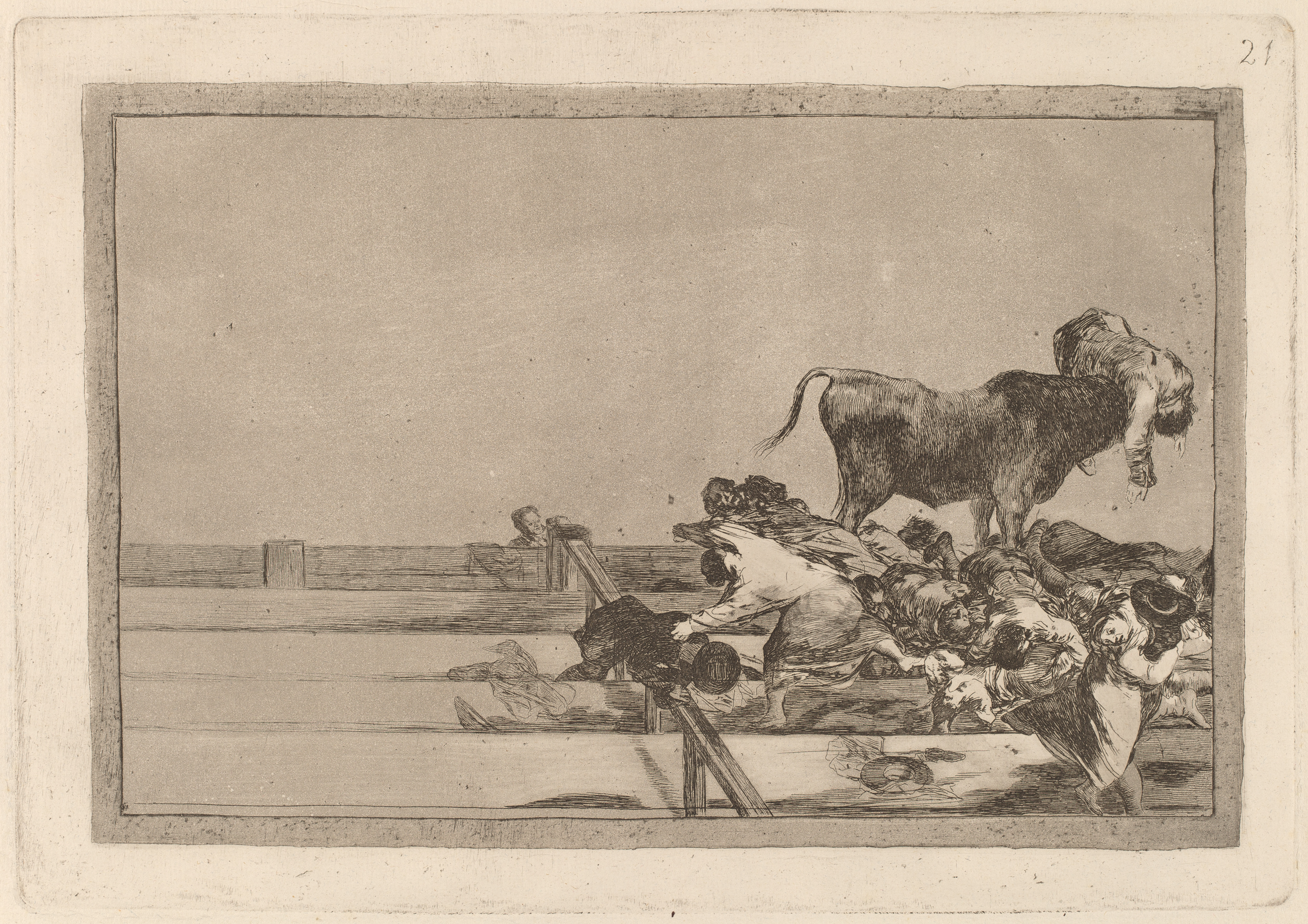
Desgracias acaecidas en el tendido de la plaza de Madrid, y muerte del alcalde de Torrejón, 1816.

En todo caso, su actividad siguió siendo frenética, pues en estos años finalizó la estampación de Los desastres de la guerra y emprendió y concluyó otra, la de La Tauromaquia —en venta desde octubre de 1816—, con la que el grabador pretendió obtener más beneficios y acogida popular que con las anteriores. Esta última, compuesta por treinta y tres grabados, está concebida como una historia del toreo que recrea sus hitos fundamentales y predomina el sentido pintoresco a pesar de que no deja de haber soluciones compositivas atrevidas y originales, como en la estampa número 21 de la serie, titulada Desgracias acaecidas en el tendido de la plaza de Madrid y muerte del alcalde de Torrejón, donde la zona izquierda de la estampa aparece vacía de figuras, en un desequilibrio impensable no muchos años antes. En su juventud Goya había participado en corridas de toros, por lo que supo plasmar con objetividad los entresijos de la «fiesta nacional».
Desde 1815 —aunque no se publicaron hasta 1864— trabajó en los grabados de Los disparates (o Los Proverbios), una serie de veintidós estampas, probablemente incompleta, que constituyen las de más difícil interpretación de las que realizó. Destacan en sus imágenes las visiones oníricas, la presencia de la violencia y el sexo, la puesta en solfa de las instituciones relacionadas con el Antiguo Régimen y, en general, la crítica del poder establecido. Pero, más allá de estas connotaciones, los grabados ofrecen un mundo imaginativo rico relacionado con la noche, el carnaval y lo grotesco.
Finalmente, dos cuadros religiosos rematan este periodo: La última comunión de San José de Calasanz —un estudio goyesco de la fragilidad de la vejez—, y Cristo en el Huerto de los Olivos (o La oración en el huerto), ambos de 1819, que se encuentran en el Museo Calasancio de las Escuelas Pías de San Antón de Madrid. El primero, inspirado probablemente en la Comunión de Giuseppe Maria Crespi, está considerado como la mejor obra religiosa de Goya. Sobre el segundo, Goya señaló que sería su último cuadro realizado en Madrid.

## El Trienio Liberal y lasPinturas negras(1820-1824)

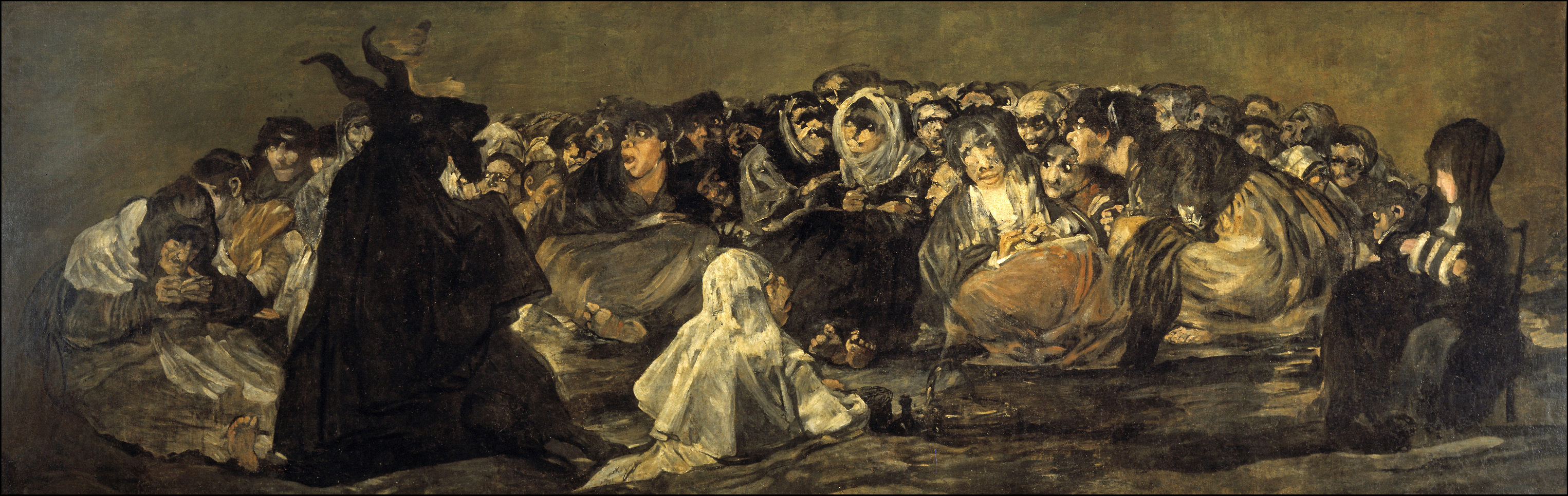
El aquelarre (Museo del Prado).

Con el nombre de Pinturas negras se conoce la serie de catorce obras murales que pintó Goya entre 1819 y 1823 con la técnica de óleo al secco sobre la superficie de revoco de la pared de la Quinta del Sordo. Estos cuadros suponen, posiblemente, la obra cumbre de Goya, tanto por su modernidad como por la fuerza de su expresión. Una pintura como Perro semihundido se acerca incluso a la abstracción; muchas otras son precursoras del expresionismo pictórico y otras vanguardias del siglo XX.

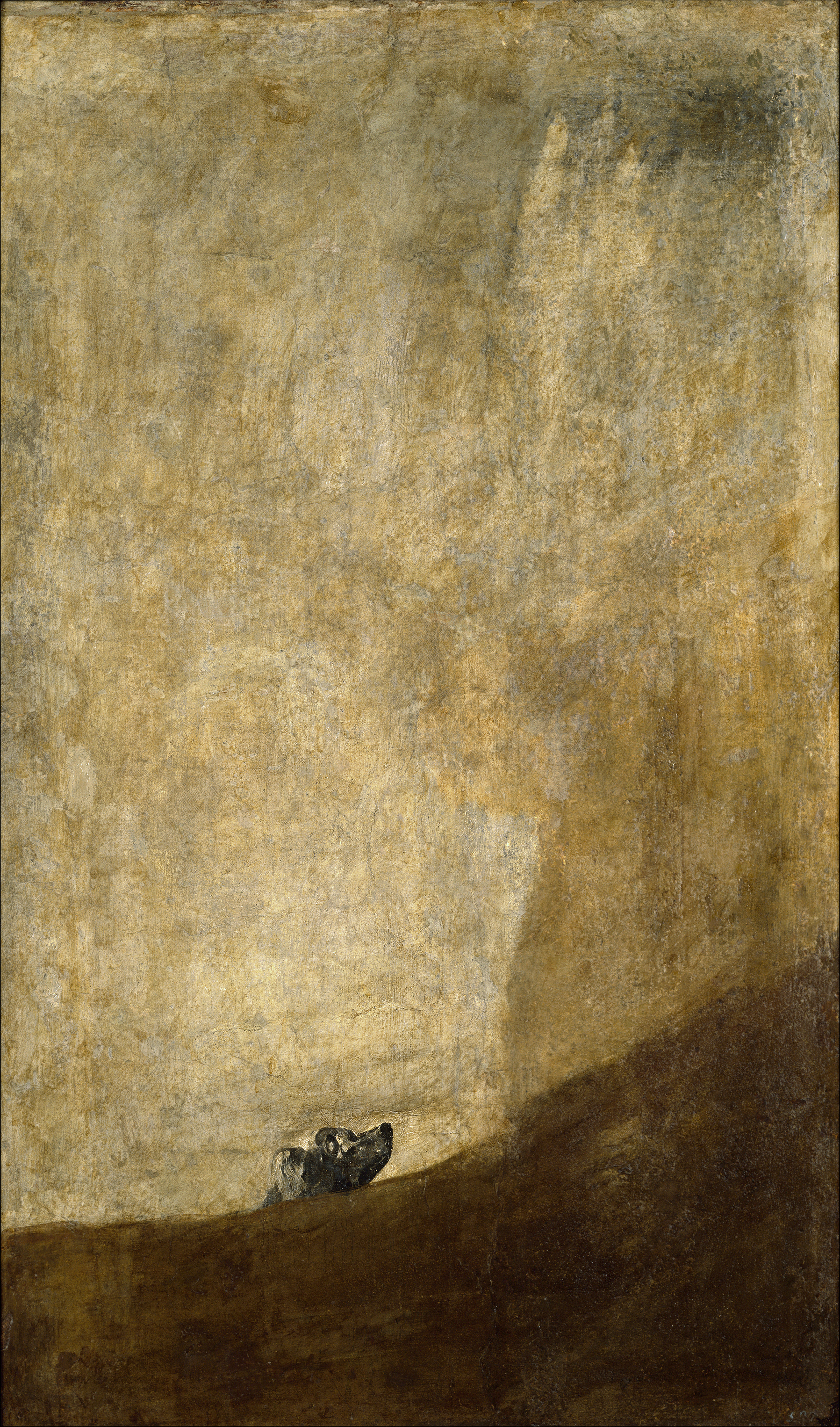
Perro semihundido.

Las pinturas murales fueron trasladadas a lienzo a partir de 1874 y actualmente se exponen en el Museo del Prado. La serie, a cuyos óleos Goya no puso título, habría sido catalogada por primera vez por Antonio de Brugada con motivo del controvertido inventario que pudo realizar en 1828 a la muerte del pintor. Han sido variadas las propuestas de título para estas pinturas.

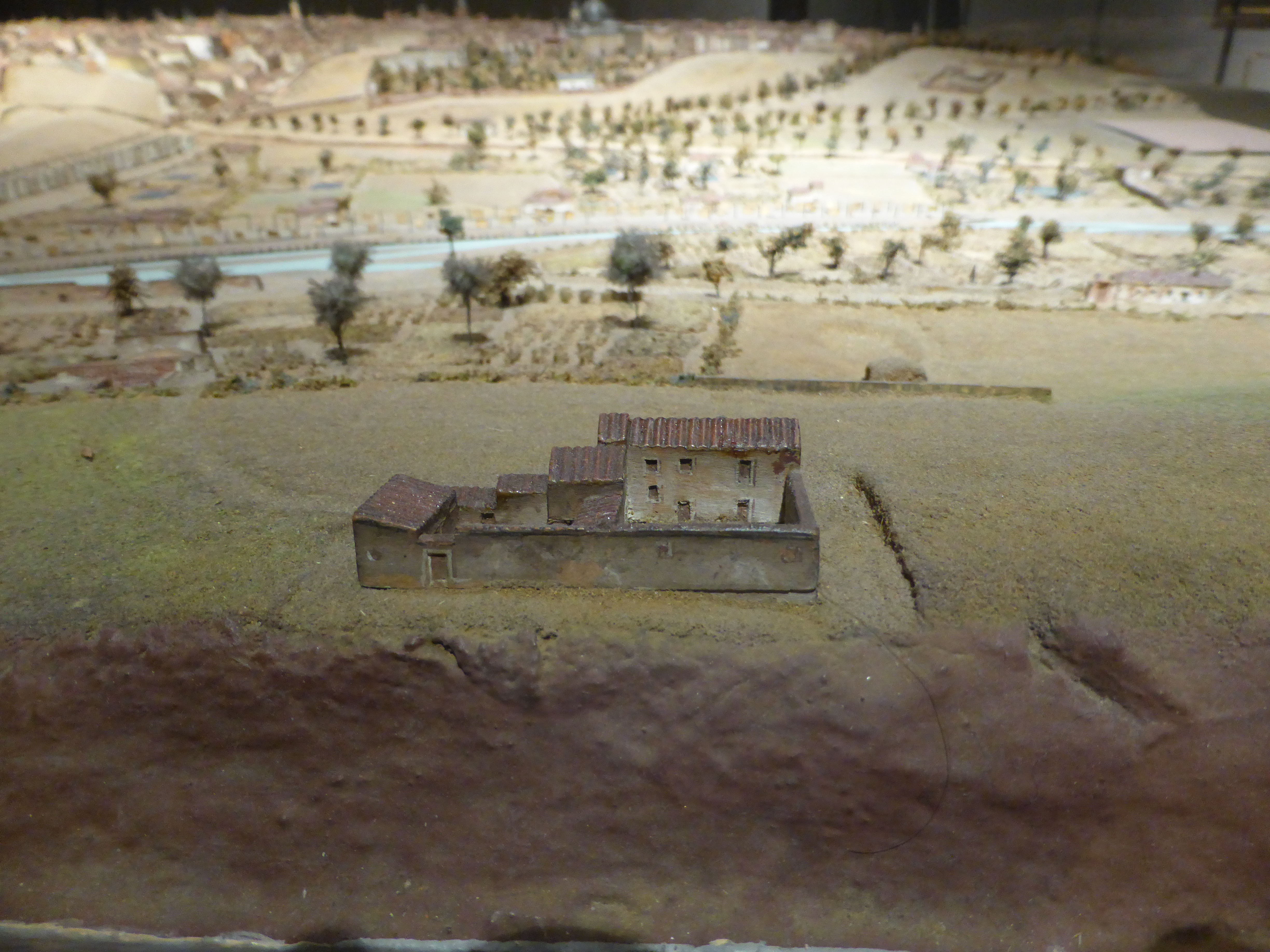
Casa de la Quinta de Goya, desde atrás. Maqueta de Madrid de León Gil de Palacio, empezada en 1828.

La Quinta del Sordo pasó a ser propiedad de su nieto Mariano Goya en 1823, año en que Goya, al parecer para preservar su propiedad de posibles represalias tras la restauración de la monarquía absoluta y la represión de liberales fernandina, se la cedió. Desde entonces hasta fines del siglo XIX la existencia de las Pinturas negras fue escasamente conocida y solo algunos críticos, como Charles Yriarte, las describieron. Entre los años 1874 y 1878 fueron trasladadas de revoco a lienzo por Salvador Martínez Cubells a instancias del barón Émile d'Erlanger, proceso que causó un grave daño a las obras, que perdieron gran cantidad de materia pictórica. Este banquero francés tenía intención de mostrarlas para su venta en la Exposición Universal de París de 1878. Sin embargo, al no hallar comprador, acabó donándolas, en 1881, al Estado español, que las asignó al entonces Museo Nacional de Pintura y Escultura (Museo del Prado).

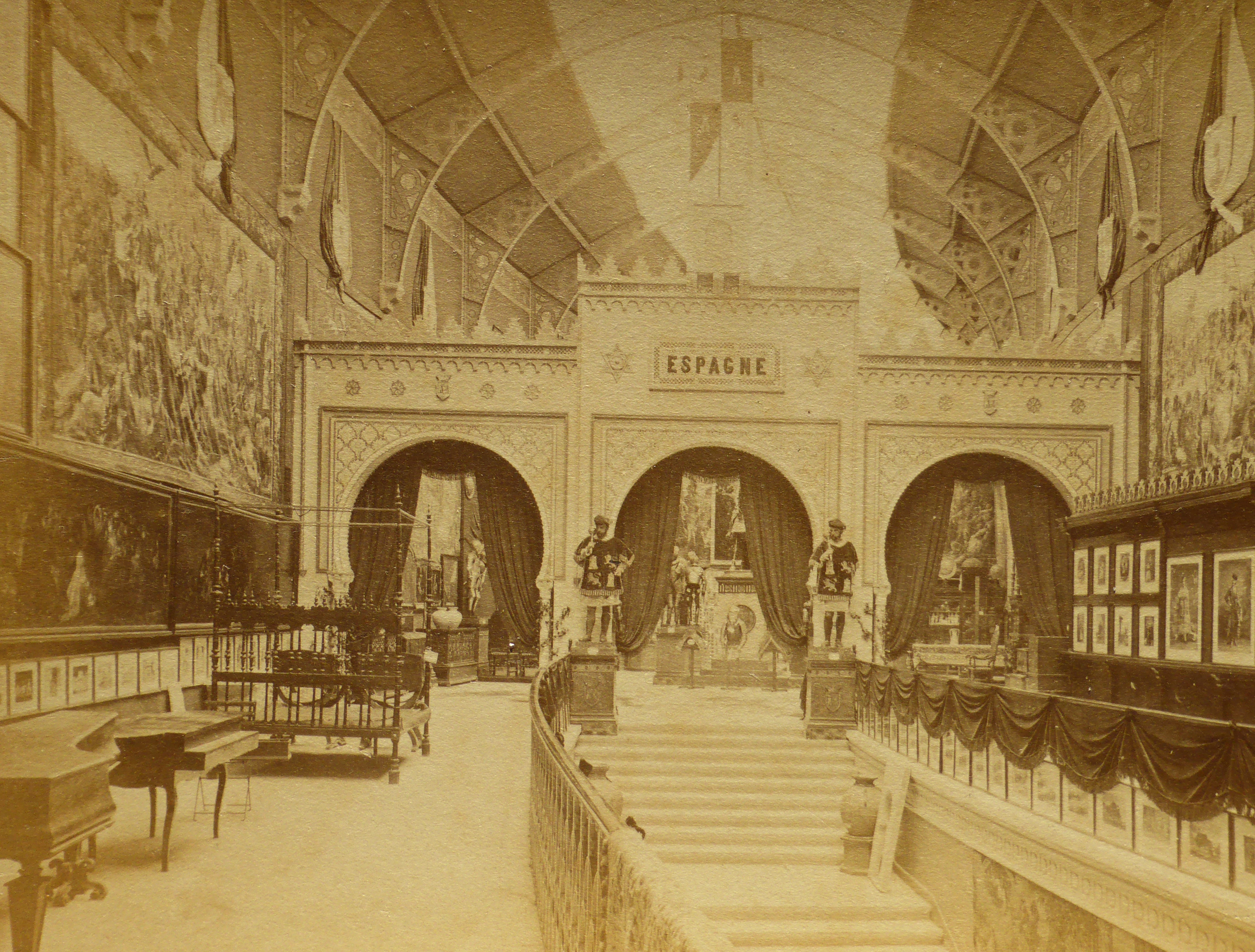
Exposición Universal de París (1878). A la izquierda se observa la pintura El aquelarre, que en 1875 se arrancó de los muros de la casa de la Quinta del Sordo.

Goya adquirió esta finca situada en la orilla derecha del río Manzanares, cerca del puente de Segovia y camino hacia la pradera de San Isidro, en febrero de 1819. El terreno era de diez hectáreas y le costó sesenta mil reales. Tenía un jardín de álamos y tierras de cultivo. El motivo de la compra fue quizá para vivir allí con Leocadia Zorrilla a salvo de rumores, pues esta estaba casada con Isidoro Weiss. Era la mujer con la que convivía y quizá tuvo de ella una hija, Rosario Weiss. En noviembre de ese año, Goya sufrió una grave enfermedad de la que el cuadro Goya atendido por el doctor Arrieta (1820, Instituto de Artes de Minneapolis) es un estremecedor testimonio. El artista dejó esta dedicatoria en el lienzo: «Goya agradecido, á su amigo Arrieta; por el acierto y esmero con qe le salvó la vida en su aguda y peligrosa enfermedad, padecida a fines de 1819, a los setenta y tres de su edad».
Lo cierto es que las Pinturas negras fueron pintadas sobre imágenes campestres de pequeñas figuras, cuyos paisajes aprovechó en alguna ocasión, como en el Duelo a garrotazos. Si estas pinturas de tono alegre fueron también obra del aragonés, podría pensarse que la crisis de la enfermedad, unida quizá a los turbulentos sucesos del Trienio Liberal, llevara a Goya a repintar estas imágenes. Bozal se inclina a pensar que efectivamente los cuadros preexistentes eran de Goya, debido a que solo así se entiende que reutilizara alguno de sus materiales; sin embargo, Glendinning asume que las pinturas «ya adornaban las paredes de la Quinta del Sordo cuando la compró». En todo caso, las pinturas pudieron haberse comenzado en 1820. La fecha de finalización de la obra no puede ir más allá de 1823, año en que Goya marchó a Burdeos y cedió la finca a su nieto Mariano, probablemente temiendo represalias contra su persona tras la caída de Riego. En 1830, Mariano de Goya transfirió la finca a su padre, Javier de Goya.

Detalle de plano de Madrid con la situación de la Quinta del Sordo, cerca del puente de Segovia (1900-1901).

El inventario de Antonio de Brugada menciona siete obras en la planta baja y ocho en la alta. Sin embargo, al Museo del Prado solo llegaron un total de catorce. Charles Yriarte (1867) describió asimismo una pintura más de las que se conocen en la actualidad y señaló que esta ya había sido arrancada del muro cuando visitó la finca y trasladada al palacio de Vista Alegre, que pertenecía al marqués de Salamanca. Muchos críticos consideran que por sus medidas y su tema, esta sería Cabezas en un paisaje (Nueva York, colección Stanley Moss).
Otro problema de ubicación radica en la titulada Dos viejos comiendo sopa, de la que se ha discutido si era sobrepuerta de la planta alta o baja; Glendinning la localiza en la de la sala inferior. Dos nuevas investigaciones confirman su situación sobre una puerta en la planta baja, aunque con diferente distribución del resto de las pinturas. Una de las hipótesis de ubicación en la Quinta del Sordo es como sigue:

Una de las hipótesis de la ubicación original de las Pinturas negras en la Quinta del Sordo.

- Planta baja: se trataba de un espacio rectangular. En los lados largos existían dos ventanas cercanas a los muros cortos. Entre ellas aparecían dos cuadros de gran formato muy apaisado: La romería de San Isidro a la derecha, según la perspectiva del espectador y El aquelarre a la izquierda. Al fondo, en el lado corto enfrentado al de la entrada, una ventana en el centro con Judith y Holofernes a su derecha y el Saturno devorando a un hijo a la izquierda. A ambos lados de la puerta se situaban La Leocadia (frente a Saturno) y Dos viejos (o Un viejo y un fraile) frente a Judith.[275]

- Planta alta: de las mismas dimensiones que la planta baja, sin embargo solo tenía una ventana central en los muros largos, a cuyos lados se situaban dos óleos. En la pared de la derecha conforme se entraba se hallaban Visión fantástica o Asmodea cerca del espectador y Procesión del Santo Oficio más alejada. En el de la izquierda estaban Átropos o Las Parcas y Duelo a garrotazos sucesivamente. En el muro corto del fondo se veía Dos mujeres y un hombre a la derecha del vano y, a la izquierda, Hombres leyendo. A mano derecha de la puerta de entrada se encontraba Perro semihundido y, a la izquierda, pudo situarse Cabezas en un paisaje.[276]

Esta disposición y el estado original de las obras podemos conocerlos, además de los testimonios escritos, por el catálogo fotográfico que in situ llevó a cabo J. Laurent hacia el año 1874, por encargo, en previsión del derribo de la casa de campo. Por él sabemos que las pinturas fueron enmarcadas con papeles pintados clasicistas de cenefas, al igual que las puertas, ventanas y el friso bajo el cielo raso. Las paredes fueron empapeladas, como era costumbre en las residencias palaciegas y burguesas —con material tal vez procedente de la Real Fábrica de Papel Pintado promovida por Fernando VII—, la planta inferior con motivos de frutos y hojas y la superior con dibujos geométricos organizados en líneas diagonales. También documentan las fotografías el estado anterior al traslado.

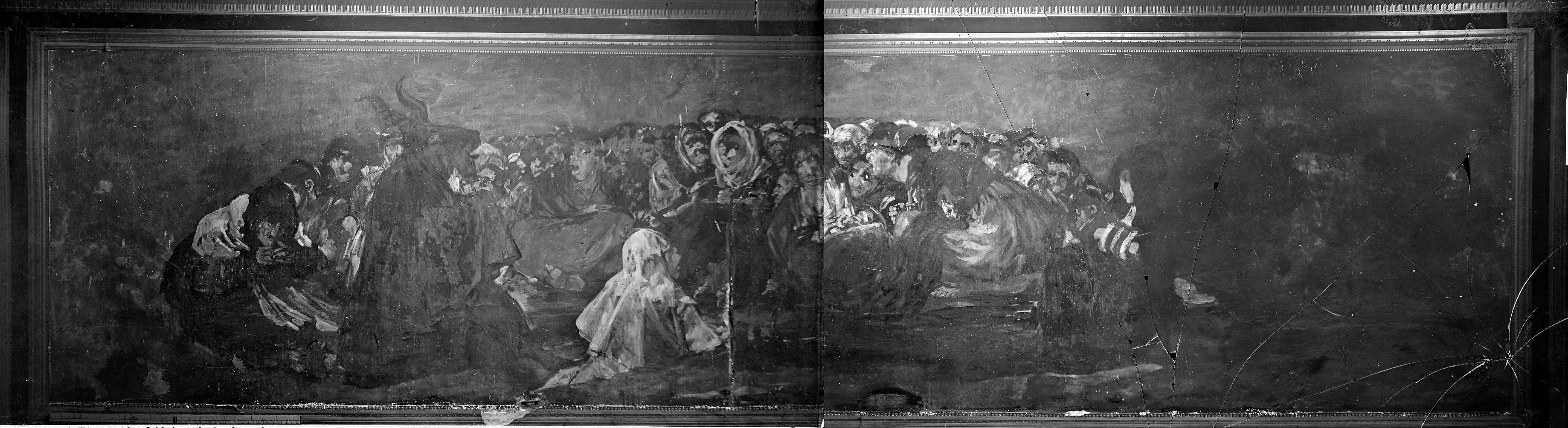
J. Laurent: fotografía de El Aquelarre (en el año 1874) en su estado original en una de las paredes de la Quinta del Sordo de Goya. Fotomontaje a partir de los dos negativos originales que se conservan en la Fototeca del IPCE.

Hay consenso entre la crítica especializada en proponer causas psicológicas y sociales para la realización de las Pinturas negras. Entre las primeras estarían la conciencia de decadencia física del pintor, más acentuada si cabe a partir de la convivencia con una mujer mucho más joven, Leocadia Zorrilla y, sobre todo, las consecuencias de la grave enfermedad de 1819, que postró a Goya en un estado de debilidad y cercanía a la muerte que refleja el cromatismo y el asunto de estas obras.

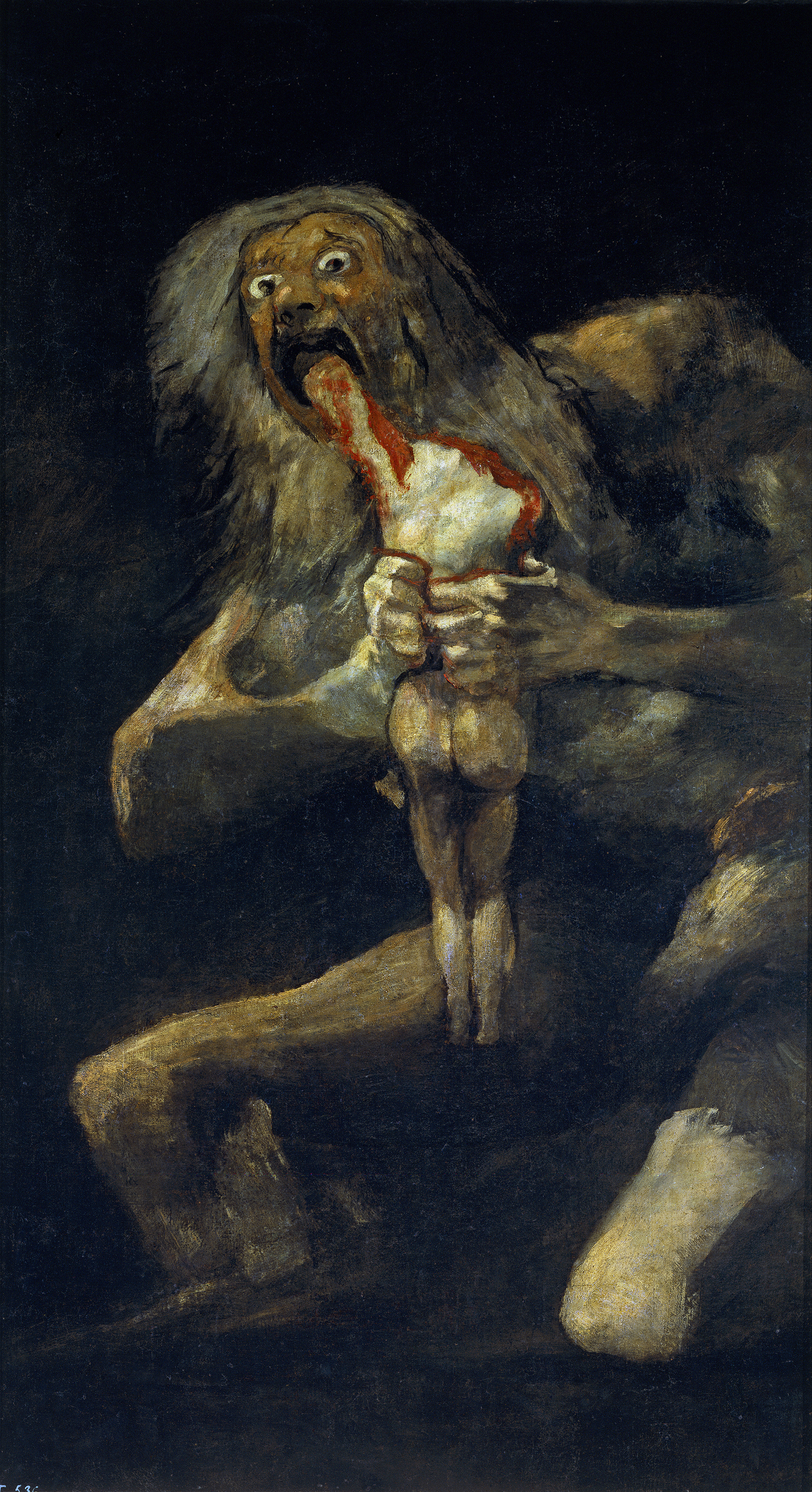
Saturno devorando a un hijo (Museo del Prado).

Desde el punto de vista sociológico, todo apunta a que Goya pintó sus cuadros a partir de 1820 —aunque no hay prueba documental definitiva— tras reponerse de su dolencia. La sátira de la religión —romerías, procesiones, la Inquisición— o los enfrentamientos civiles —el Duelo a garrotazos, las tertulias y conspiraciones que podría reflejar Hombres leyendo, una interpretación en clave política que podría desprenderse del Saturno: el Estado devorando a sus súbditos o ciudadanos—, concuerdan con la situación de inestabilidad que se produjo en España durante el Trienio Liberal (1820-1823) tras el levantamiento constitucional de Rafael Riego. Estos sucesos coinciden cronológicamente con las fechas de realización de estas pinturas. Cabe pensar que los temas y el tono se dieron en un ambiente de ausencia de censura política férrea, circunstancia que no se dio durante las restauraciones monárquicas absolutistas. Por otro lado, muchos de los personajes de las Pinturas negras (duelistas, frailes, monjas, familiares de la Inquisición) representan el mundo caduco anterior a los ideales de la Revolución francesa.

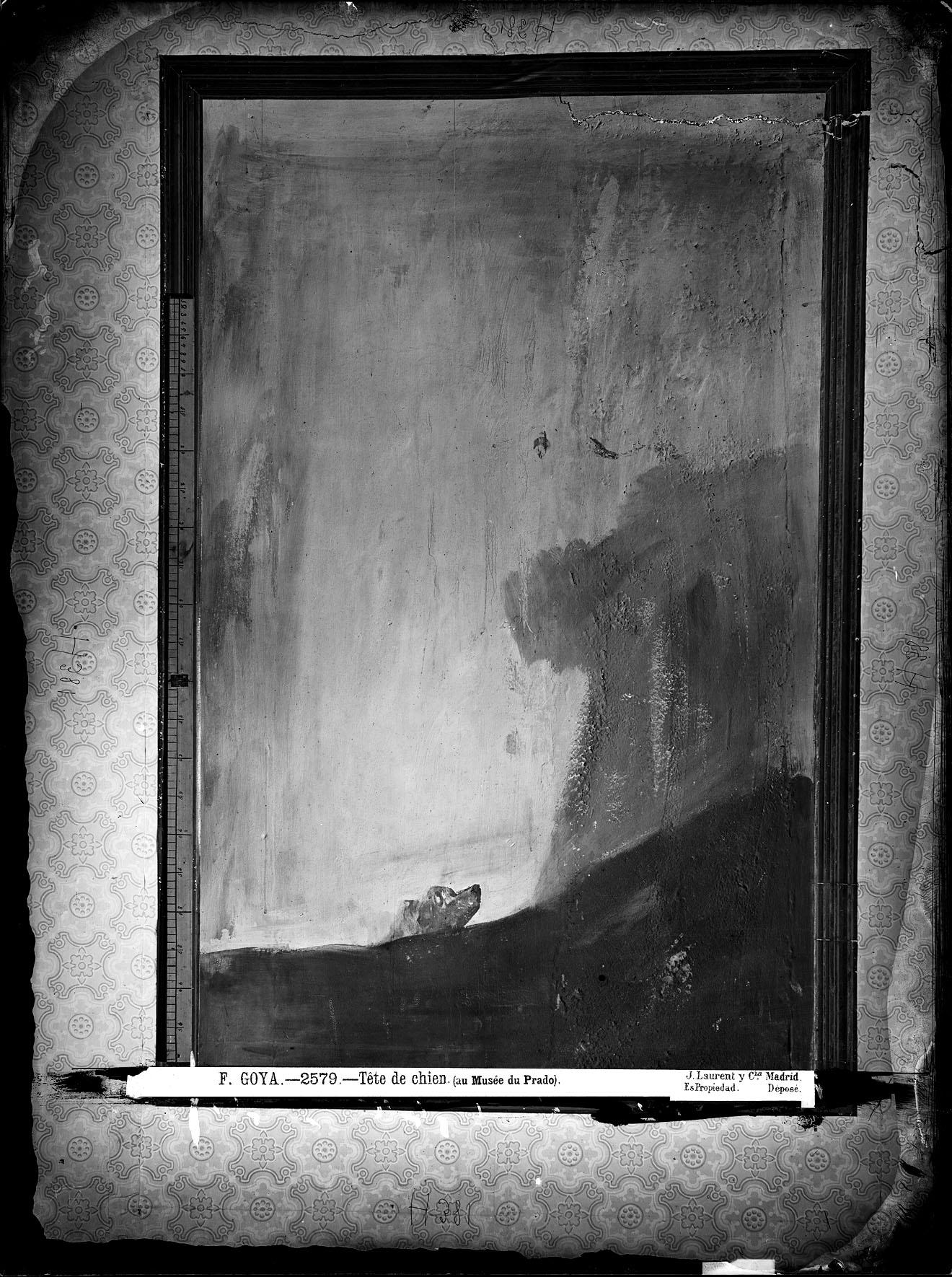
La pintura mural Perro semihundido según fotografía del año 1874 de J. Laurent, en el interior de la Quinta de Goya, Fototeca del IPCE.

No se ha podido hallar, pese a los variados intentos en este sentido, una interpretación orgánica para toda la serie decorativa en su ubicación original. En parte porque la disposición exacta está aún sometida a conjeturas, pero sobre todo porque la ambigüedad y la dificultad de encontrar el sentido exacto de muchos de los cuadros en particular hacen que el significado global de estas obras sea aún un enigma. Pese a todo, hay varias líneas interpretativas que convienen ser consideradas: Glendinning señala que Goya adornó su quinta ateniéndose al decoro habitual en la pintura mural de los palacios de la nobleza y la alta burguesía. Según estas normas, y considerando que la planta baja servía como comedor, los cuadros deberían tener una temática acorde con el entorno: debería haber escenas campestres —la villa se situaba a orillas del Manzanares y frente a la pradera de San Isidro—, bodegones y representaciones de banquetes alusivos a la función del salón. Aunque el aragonés no trata estos géneros de modo explícito, Saturno devorando a un hijo y Dos viejos comiendo sopa remiten, aunque de forma irónica y con humor negro, al acto de comer. Además, Judith mata a Holofernes tras invitarle a un banquete. Otros cuadros se relacionan con la habitual temática bucólica y la cercana ermita del santo patrón de los madrileños, aunque con un tratamiento tétrico: La romería de San Isidro, La peregrinación a San Isidro e incluso La Leocadia, cuyo sepulcro puede vincularse con el cementerio anejo a la ermita.

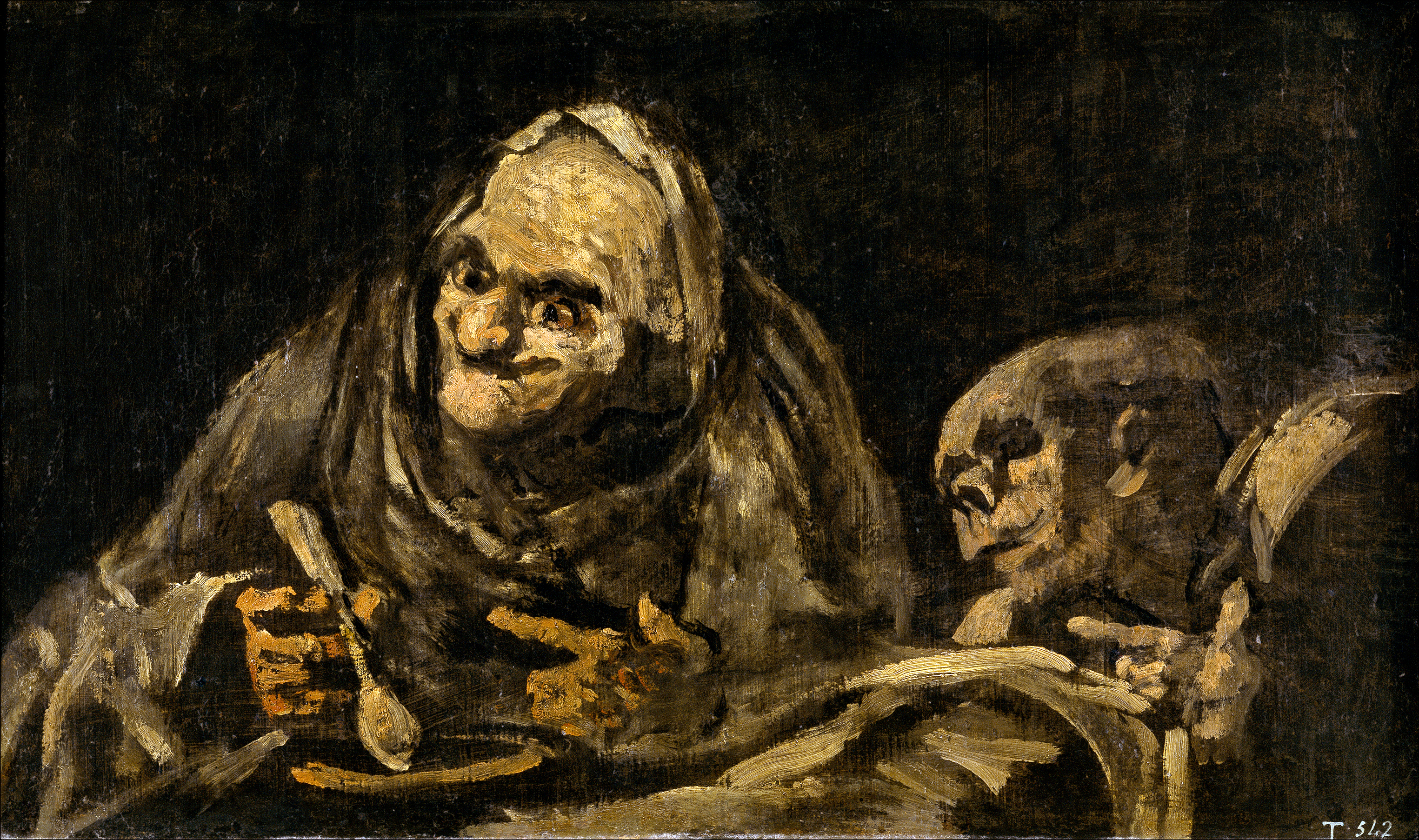
Dos viejos comiendo sopa,.

Desde otro punto de vista, la planta baja, peor iluminada, contiene cuadros de fondo mayoritariamente oscuro, con la única salvedad de La Leocadia, aunque viste de luto y aparece en la obra una tumba, quizá la del propio Goya. En este piso domina la presencia de la muerte y la vejez del hombre. Incluso la decadencia sexual, según interpretación psicoanalítica, en la relación con mujeres jóvenes que sobreviven al hombre e incluso lo castran, como hacen La Leocadia y Judith respectivamente. Los viejos comiendo sopa, otros dos «viejos» en el cuadro de formato vertical homónimo, el avejentado Saturno, representan la figura masculina. Saturno es, además, el dios del tiempo y la encarnación del carácter melancólico, relacionado con la bilis negra, en lo que hoy llamaríamos depresión. Por tanto, la primera planta reúne temáticamente la senilidad que lleva a la muerte y la mujer fuerte, castradora de su compañero. Otra interpretación para la primera planta sería el destino individual: el tiempo, las edades de la vida, la brevedad de la existencia.
En la segunda planta Glendinning aprecia varios contrastes: uno entre la risa y el llanto o la sátira y la tragedia, y otro entre los elementos de la tierra y el aire. Para la primera dicotomía Hombres leyendo, con su ambiente de seriedad, se opondría a Dos mujeres y un hombre; estos son los dos únicos cuadros oscuros de la sala y marcarían la pauta de las oposiciones de los demás. El espectador los contemplaba al fondo de la estancia al ingresar a esta. De la misma manera, en las escenas mitológicas de Asmodea y Átropos se percibiría la tragedia, mientras que en otros, como la Peregrinación del Santo Oficio, vislumbramos una escena satírica. Otro contraste estaría basado en cuadros con figuras suspendidas en el aire en los mencionados cuadros de tema trágico, y otros en los que aparecen hundidas o asentadas en la tierra, como en el Duelo a garrotazos y el Santo Oficio. Otra interpretación sería que, así como la primera planta aludiría al destino individual, la segunda lo haría al destino colectivo: creencias humanas, religión, mitología, superstición. Pero ninguna de estas hipótesis soluciona satisfactoriamente la búsqueda de una unidad en el conjunto de los temas de la obra analizada.

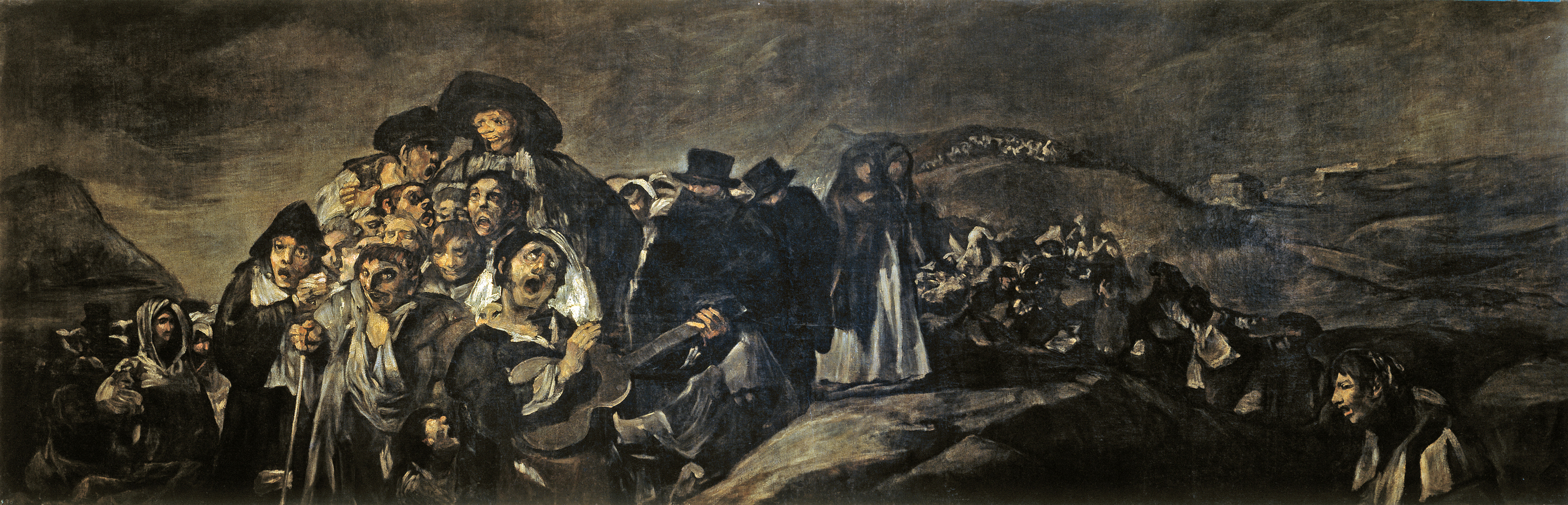
La romería de San Isidro refleja el estilo característico de las Pinturas negras.

La única unidad que se puede constatar es la de estilo. Por ejemplo, la composición de estos cuadros es muy novedosa. Las figuras suelen aparecer descentradas, siendo un caso extremo Cabezas en un paisaje, donde cinco cabezas se arraciman en la esquina inferior derecha del cuadro, apareciendo como cortadas o a punto de salirse del encuadre. Tal desequilibrio es una muestra de la mayor modernidad compositiva. También están desplazadas las masas de figuras de La romería de San Isidro —donde el grupo principal aparece a la izquierda—, La peregrinación del Santo Oficio —a la derecha en este caso—, e incluso en el Perro semihundido, donde el espacio vacío ocupa la mayor parte del formato vertical del cuadro, dejando una pequeña parte abajo para el talud y la cabeza semihundida. Desplazadas en un lado de la composición están también Las Parcas, Asmodea, e incluso originalmente El aquelarre, aunque tal desequilibrio se perdió tras la restauración de los hermanos Martínez Cubells.

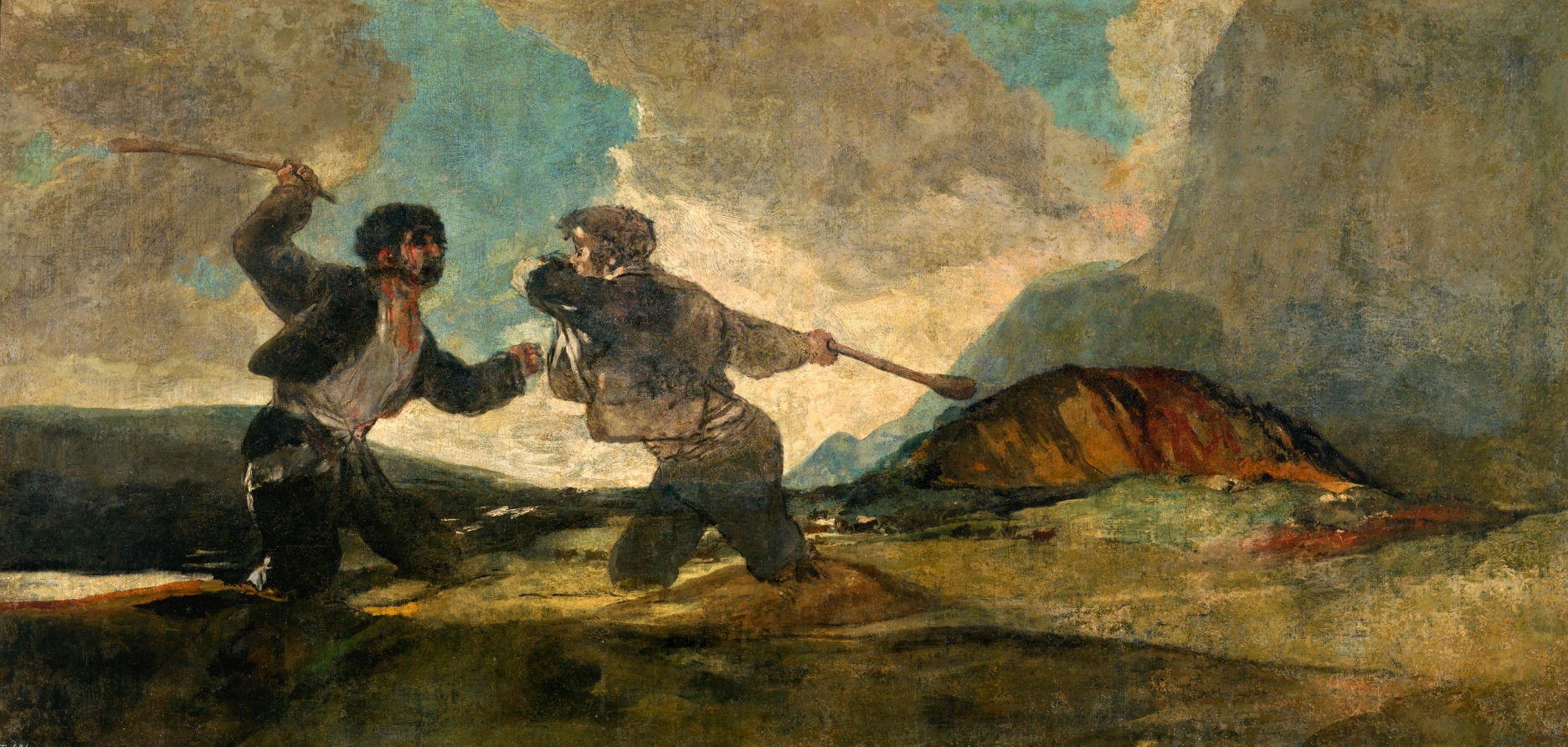
Duelo a garrotazos (Museo del Prado).

También comparten un cromatismo muy oscuro. Muchas de las escenas de las Pinturas negras son nocturnas, muestran la ausencia de la luz, el día que muere. Así sucede en La romería de San Isidro, el Aquelarre o la Peregrinación del Santo Oficio, donde una tarde ya vencida hacia el ocaso genera una sensación de pesimismo, de visión tremenda, de enigma y espacio irreal. La paleta de colores se reduce a ocres, dorados, tierras, grises y negros; con solo algún blanco restallante en ropas para dar contraste y azul en los cielos y en algunas pinceladas sueltas de paisaje, donde concurre también algún verde, siempre con escasa presencia.
Si se atiende a la anécdota narrativa, se observa que las facciones de los personajes presentan actitudes reflexivas o extáticas. A este segundo estado responden las figuras con los ojos muy abiertos, con la pupila rodeada de blanco, y las fauces abiertas en rostros caricaturizados, animales, grotescos. Se contempla el tracto digestivo, algo repudiado por las normas académicas. Se muestra lo feo, lo terrible; ya no es la belleza el objeto del arte, sino el pathos y una cierta consciencia de mostrar todos los aspectos de la vida humana sin descartar los más desagradables. No en vano Bozal habla de una Capilla Sixtina laica donde la salvación y la belleza han sido sustituidas por la lucidez y la conciencia de la soledad, la vejez y la muerte.

## Goya en Burdeos (octubre de 1824-1828)

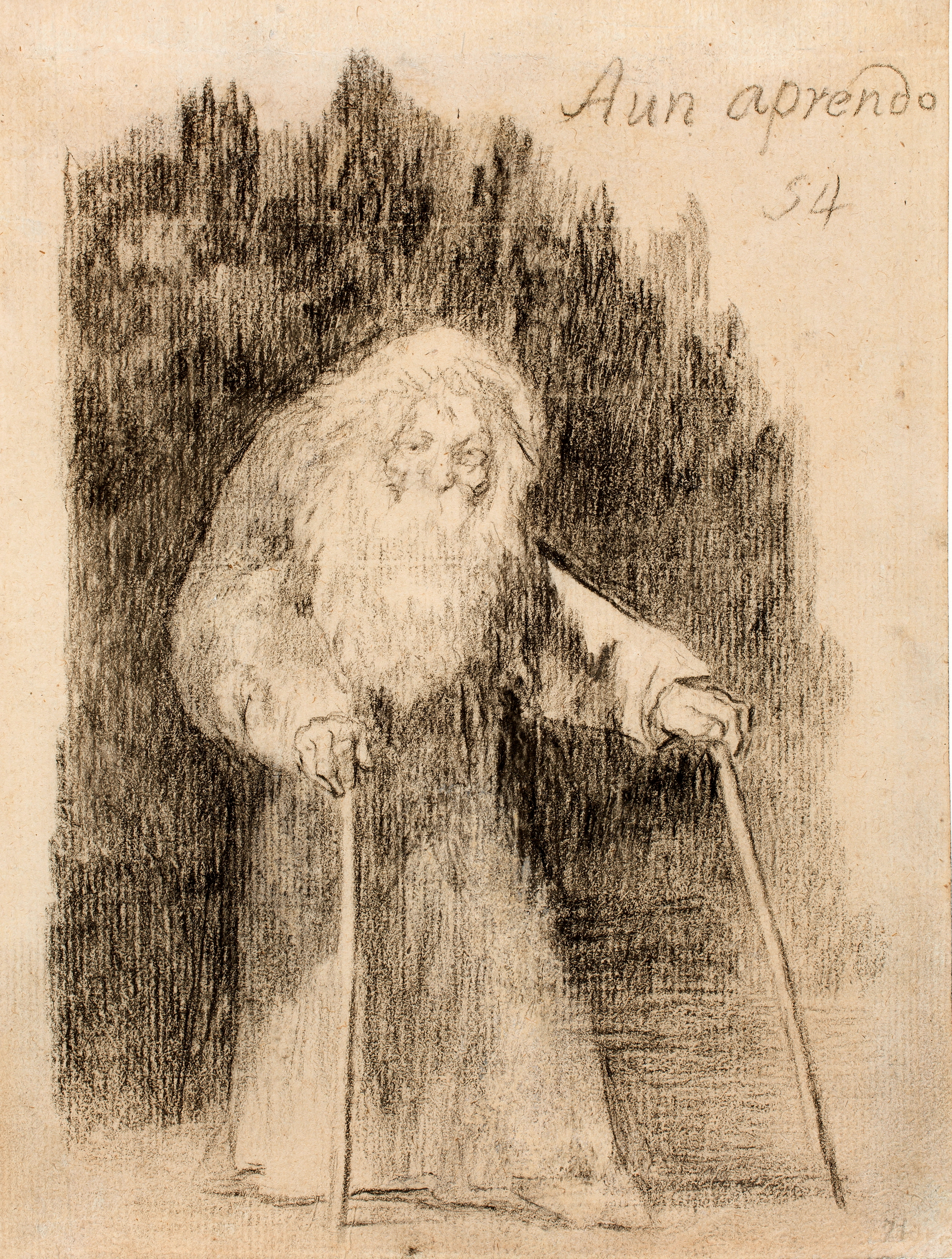
Aún aprendo, Álbum G (Museo del Prado, Gabinete de Dibujos, Estampas y Fotografías).

En mayo de 1823, las tropas francesas de los Cien Mil Hijos de San Luis, lideradas por el duque de Angulema, tomaron Madrid con objeto de restaurar la monarquía absoluta de Fernando VII. Esto produjo una inmediata represión de los liberales que habían apoyado la constitución de 1812, vigente de nuevo durante el Trienio Liberal. Goya temió los efectos de esta persecución —consta que Leocadia Zorrilla, su ama de llaves, también— y marchó a refugiarse a casa de un amigo canónigo, José Duaso y Latre, al que hizo un retrato (Museo de Bellas Artes de Sevilla). Al año siguiente solicitó al rey un permiso para convalecer en el balneario de Plombières, que le fue concedido.
Tras legar la Quinta del Sordo a su nieto Mariano, Goya llegó a Burdeos a mediados de 1824 «...sordo, viejo, torpe, débil, sin saber una palabra de francés y sin traer un criado (que nadie más que él lo necesita), y tan contento y tan deseoso de ver mundo»,  pero aún con energía para marchar a París en verano (junio-julio de 1824). En septiembre regresó a Burdeos, donde residirá hasta su muerte. El escritor Leandro Fernández de Moratín dejó testimonio de la situación de su amigo en estos momentos, en carta dirigida a Juan Antonio Melón, asimismo amigo del pintor:

Goya, con sus setenta y nueve pascuas floridas y sus alifafes, ni sabe lo que espera ni lo que quiere: yo le exhorto á que se esté quieto hasta el cumplimiento de su licencia. Le gusta la ciudad, el campo, el clima, los comestibles, la independencia, la tranquilidad que disfruta. Desde que está aqui no ha tenido ninguno de los males que le incomodaban por allá; y sin embargo á veces se le pone en la cabeza que en Madrid tiene mucho que hacer; y si le dejaran, se pondría en camino sobre una mula zaina, con su montera, su capote, sus estribos de nogal, su bota y sus alforjas… 

En mayo de 1825 se sintió enfermo; los médicos bordeleses Lafarque Dopude y L´Oliveira informaron que Goya padecía «perlesía de la vejiga de la yschurie» debida a un tumor del perineo.
Su estancia francesa se vio interrumpida en 1826, año en que viajó a Madrid para cumplimentar los trámites de su jubilación, que consiguió con una renta de cincuenta mil reales sin que Fernando VII pusiera impedimentos a ninguna de las peticiones del pintor y, en 1827, para realizar unos trámites. En este viaje retrató a su nieto Mariano en la Quinta del Sordo, donde se alojó. Por otro lado, fue retratado por el pintor neoclásico Vicente López Portaña, su sucesor en el cargo de pintor de cámara del rey.

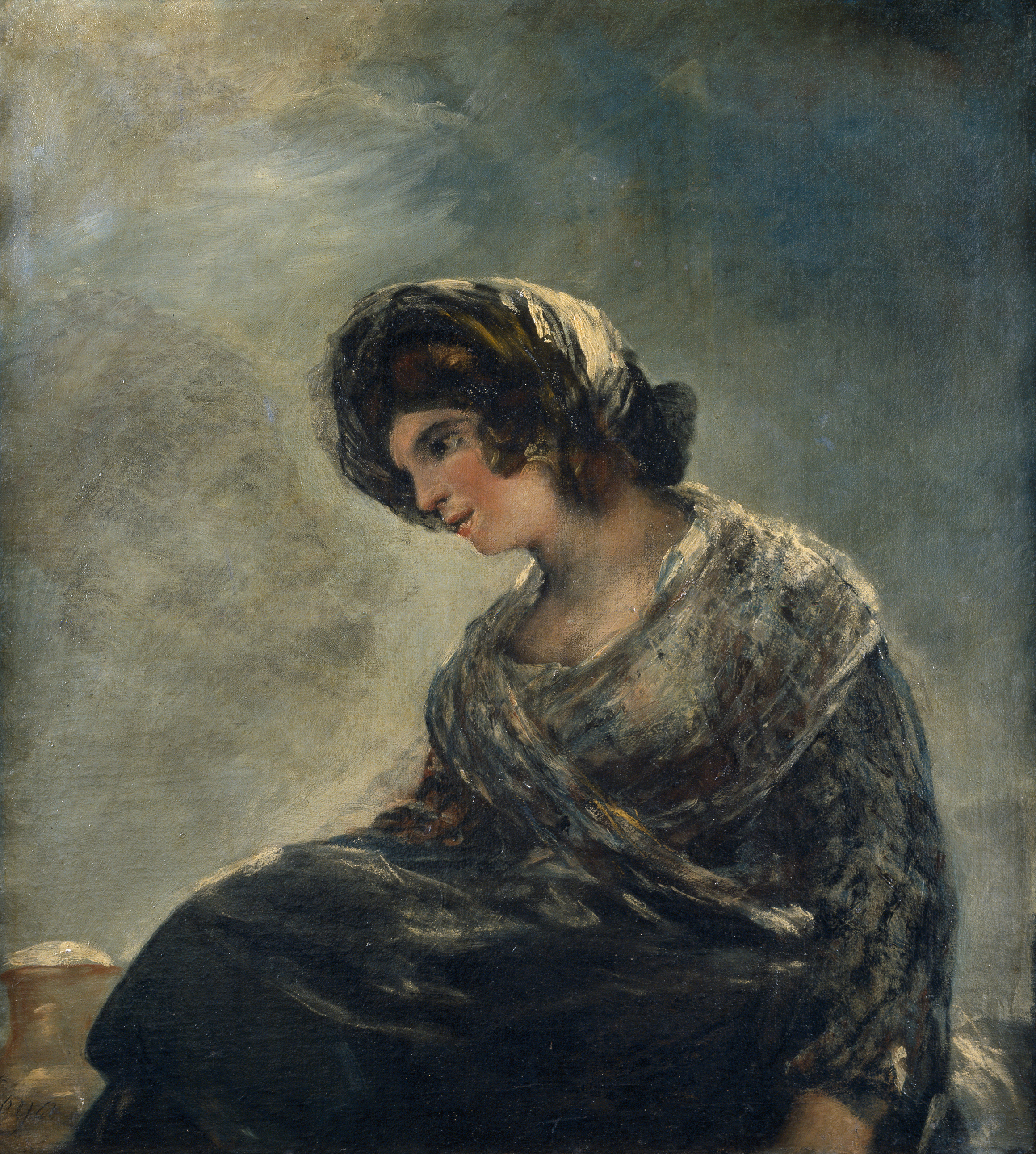
La lechera de Burdeos, 1827 (Museo del Prado).

Los dibujos de estos años, recogidos en el Álbum G y el H o bien recuerdan a Los Disparates y a las Pinturas negras, o bien poseen un carácter costumbrista y recogen estampas de la vida cotidiana de la ciudad de Burdeos recogidas en sus habituales paseos, como ocurre con el óleo La lechera de Burdeos (hacia 1826).

## Muerte de Goya y destino de sus restos

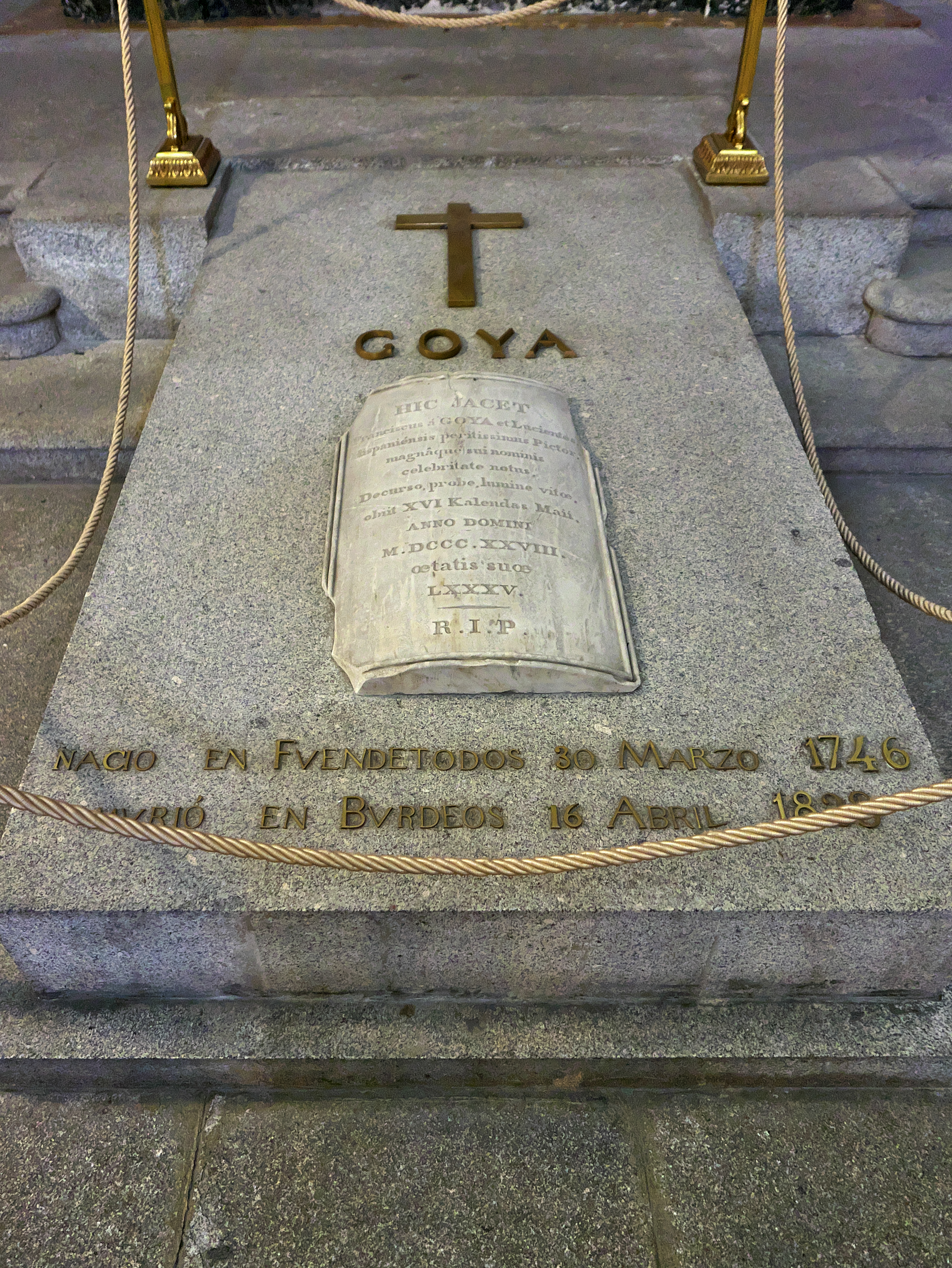
Tumba de Goya en la ermita de San Antonio de la Florida, sobre la que se encuentra la lápida primigenia de su tumba en el cementerio de Burdeos.

El 28 de marzo de 1828 llegaron a verle a Burdeos su nuera y su nieto Mariano, pero no llegó a tiempo su hijo Javier. Su estado de salud era muy delicado, no solo por el proceso tumoral que se le había diagnosticado tiempo atrás, sino a causa de una reciente caída por las escaleras que le obligó a guardar cama, postración de la que ya no se recuperaría. Tras un empeoramiento a comienzos del mes, Goya murió a las dos de la madrugada del 16 de abril de 1828, acompañado en ese momento por sus deudos y por sus amigos Antonio de Brugada y José Pío de Molina.

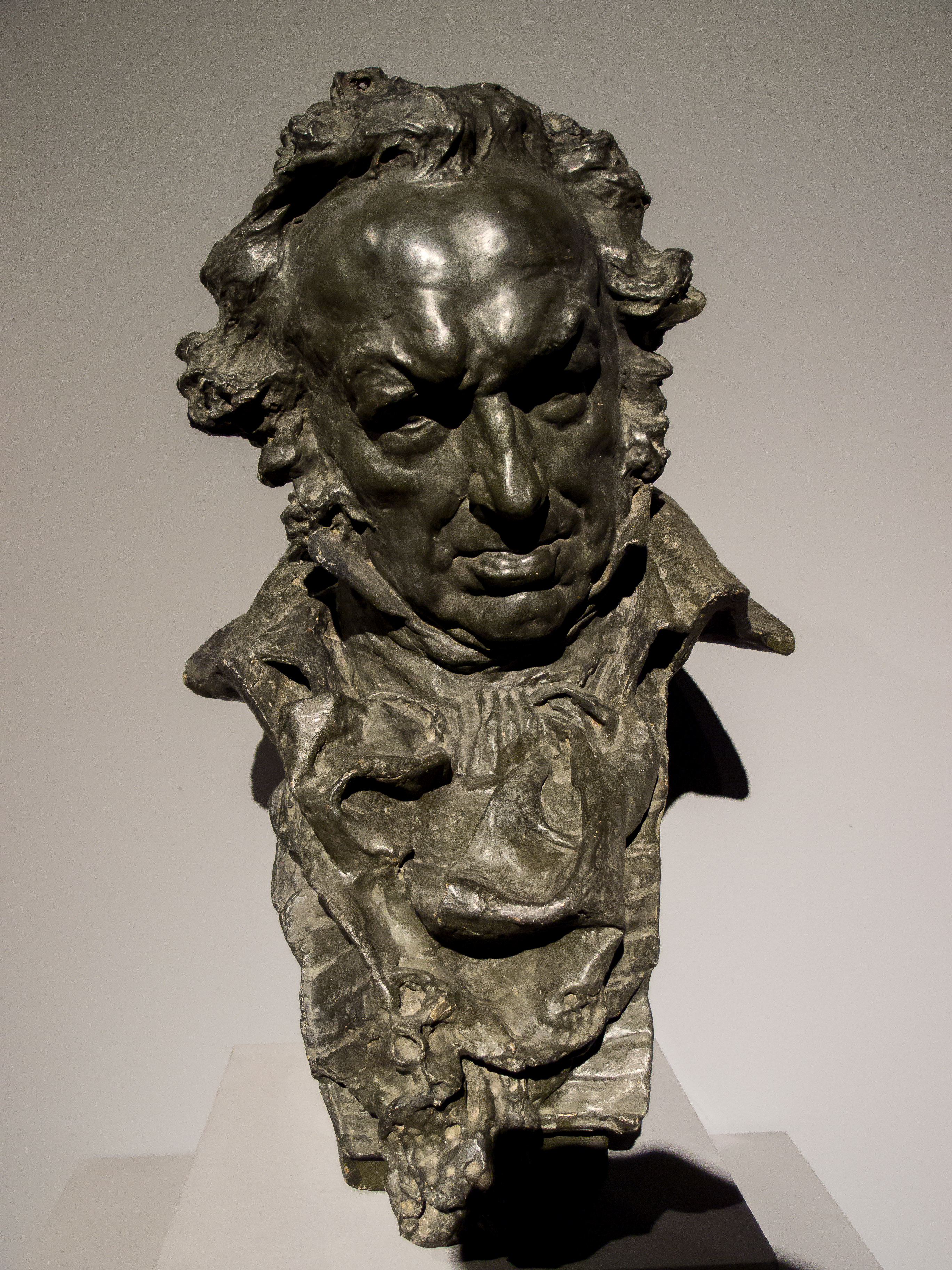
Busto de Goya de Mariano Benlliure, 1902 (Museo Provincial de Bellas Artes de Zaragoza).

Al día siguiente se le enterró en el cementerio bordelés de La Chartreuse, en el mausoleo propiedad de la familia Muguiro de Iribarren, junto a su buen amigo y consuegro Martín Miguel de Goicoechea, fallecido tres años atrás. Tras un prolongado olvido, en 1869 se efectuaron desde España distintas gestiones para trasladarle a Zaragoza o a Madrid, lo que no era posible legalmente hasta pasados cincuenta años. En 1888 (a los sesenta años) se hizo una primera exhumación —encontrándose los despojos de ambos esparcidos por el suelo y la cabeza de Goya desaparecida—, que por desidia española no confluyó en traslado. En 1899 se exhumaron de nuevo y llegaron finalmente a Madrid los restos de los dos, Goya y Goicoechea. Depositados provisionalmente en la cripta de la colegiata de San Isidro, pasaron en 1900 a una tumba colectiva de «hombres ilustres» en la Sacramental de San Isidro y finalmente, en 1919, a la ermita de San Antonio de la Florida, al pie de la cúpula que el aragonés pintara un siglo atrás, donde desde entonces permanecen.

## Legado de Goya, recepción e influencia posterior
Goya tuvo varios discípulos, ninguno de los cuales alcanzó su categoría: el más conocido es Asensio Juliá, además de Mariano Ponzano, Felipe Abás, León Ortega, Dionisio Gómez Coma, Felipe Arrojo, Agustín Esteve, Ignacio de Uranga y Luis Gil Ranz. A veces se incluye a su ahijada, Rosario Weiss Zorrilla. También dejó su impronta en numerosos artistas de su tiempo; los más inmediatos fueron Eugenio Lucas Velázquez y su hijo Eugenio Lucas Villaamil, Vicente López Portaña y el portugués Domingos António de Sequeira. Posteriormente su influencia se denota en artistas como Isidro Nonell, José Gutiérrez Solana, Celso Lagar, Pedro Flores García y Antoni Clavé; mientras que, a nivel internacional, se nota su influjo en Eugène Delacroix, Édouard Manet, Honoré Daumier, Gustave Courbet, Gustave Doré, Odilon Redon, Alfred Kubin, Marc Chagall y James Ensor.
El primer catálogo razonado de Goya fue el que hizo de sus grabados Eugène Piot en 1842, y la primera biografía fue la escrita por Laurent Matheron en 1858. El primer catálogo de la obra completa de Goya fue publicado por Charles Yriarte en 1867 y ampliado o modificado sucesivamente por Viñaza (1887), Araujo (1896), Beruete (1916-1917), Mayer (1923), Desparmet Fitz-Gerald (1928-1950), Gudiol (1970) y Gassier-Wilson (1970).En 2018 se publicó el primer volumen del catálogo razonado actualizado de los dibujos de Goya, publicado por el Museo del Prado y la Fundación Botín.

## Álbumes de dibujos

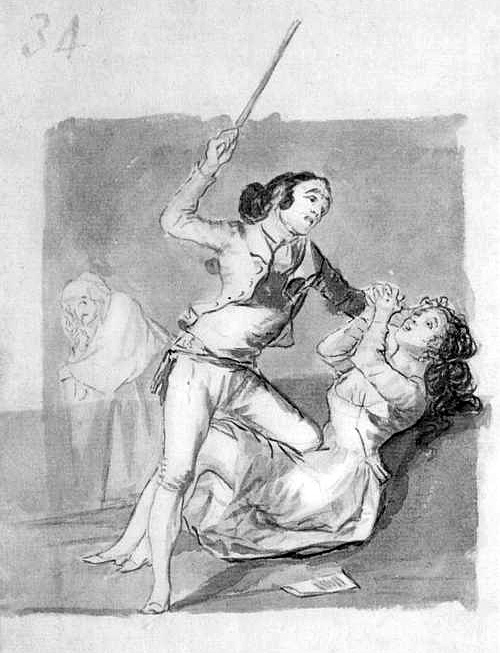
Mujer maltratada con un bastón, Álbum B o Álbum de Madrid. Dibujo a la aguada y tinta china sobre papel.

Los diferentes cuadernos o álbumes de dibujos de Goya son vehículos para sus apuntes, borradores, croquis y demás anotaciones, pero en mayor medida suponen una obra privada y personal con valor propio. Se distinguen el inicial Cuaderno italiano, de comienzos de la década de 1770, y otros seis álbumes catalogados con letras de la «A» a la «F». En general fueron luego deshojados y vendidos los dibujos uno a uno. La mayoría de ellos se han logrado reunir en el Museo del Prado.
El Museo del Prado celebró su 200º aniversario en 2019 con la exposición Goya: Dibujos. "Solo la voluntad me sobra".

## Una vida en autorretratos

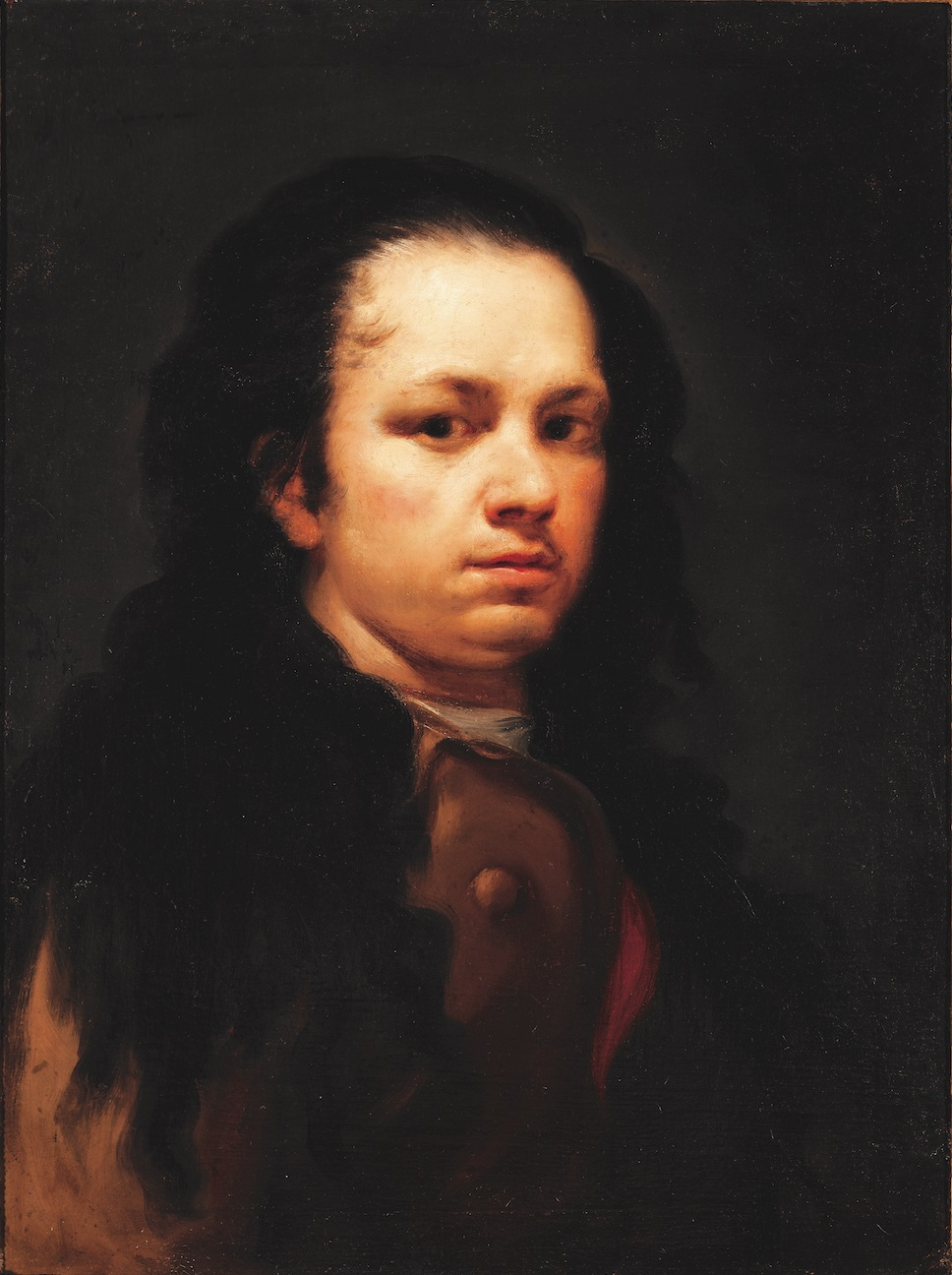
Autorretrato, hacia 1773 (colección privada).

Se puede estudiar la evolución del aspecto físico e incluso aspectos de la condición humana de Goya haciendo un recorrido por las numerosas obras en que reflejó su autorretrato, tanto en óleos como en dibujos; unas veces con su efigie, otras de cuerpo entero y en numerosas ocasiones incluido en el conjunto de un cuadro de grupo.
El autorretrato más temprano que se conoce fue realizado hacia 1773 (óleo sobre tabla, 58 x 44 cm, colección Zurgena, Madrid) y da cuenta de su imagen tras la vuelta de su viaje a Italia de 1770, si bien Juan José Luna es partidario de una datación anterior a este año, considerándolo un retrato hecho para que su familia lo tuviera presente ante su inmediato viaje.
La última imagen conocida de la mano del propio artista es un dibujo pequeño, de 84 mm x 69 mm, realizado en 1824 a pluma con tinta parda adquirido por el Museo del Prado en 1944, con su rostro de perfil y tocado con una gorra.